# Neues Schloss Stuttgart

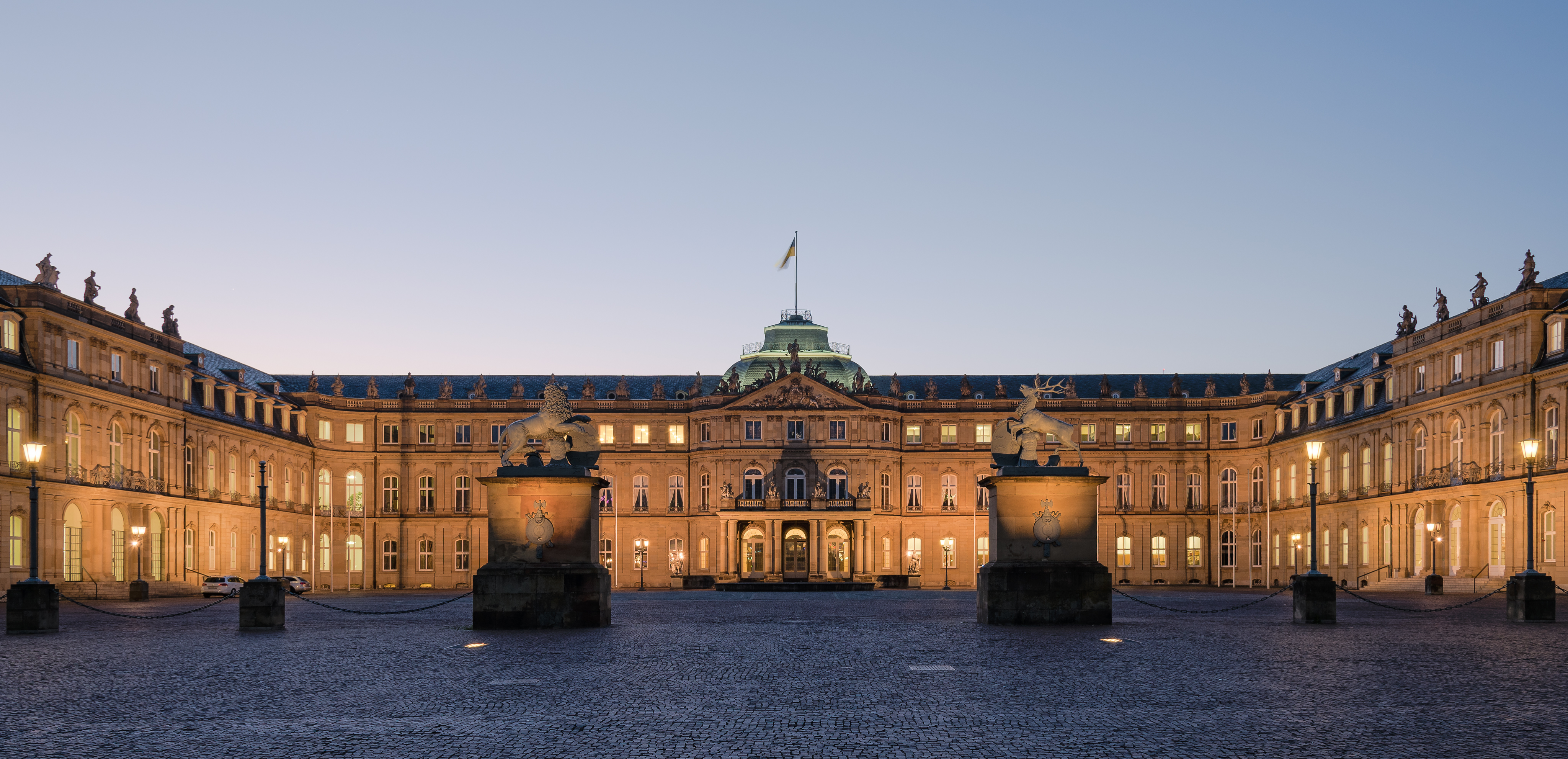
Neues Schloss Stuttgart, Ehrenhofseite

Das Neue Schloss Stuttgart, auch Residenzschloss Stuttgart, ist die ehemalige Residenz der Herzöge und Könige von Württemberg am Schlossplatz in Stuttgart. Die barocke Dreiflügelanlage wurde 1746 durch Herzog Carl Eugen von Leopoldo Retti begonnen und 1807 durch Friedrich I. von Nikolaus Friedrich Thouret vollendet. Hervorzuheben sind das Treppenhaus, der Marmorsaal und der Weiße Saal. Nach der Beschädigung 1944 wurde das Schloss 1957 bis 1964 wiederaufgebaut. Heute ist es Sitz des Finanzministeriums, des Wirtschaftsministeriums und von Teilen des Landesmuseums Württemberg.

## Geschichte

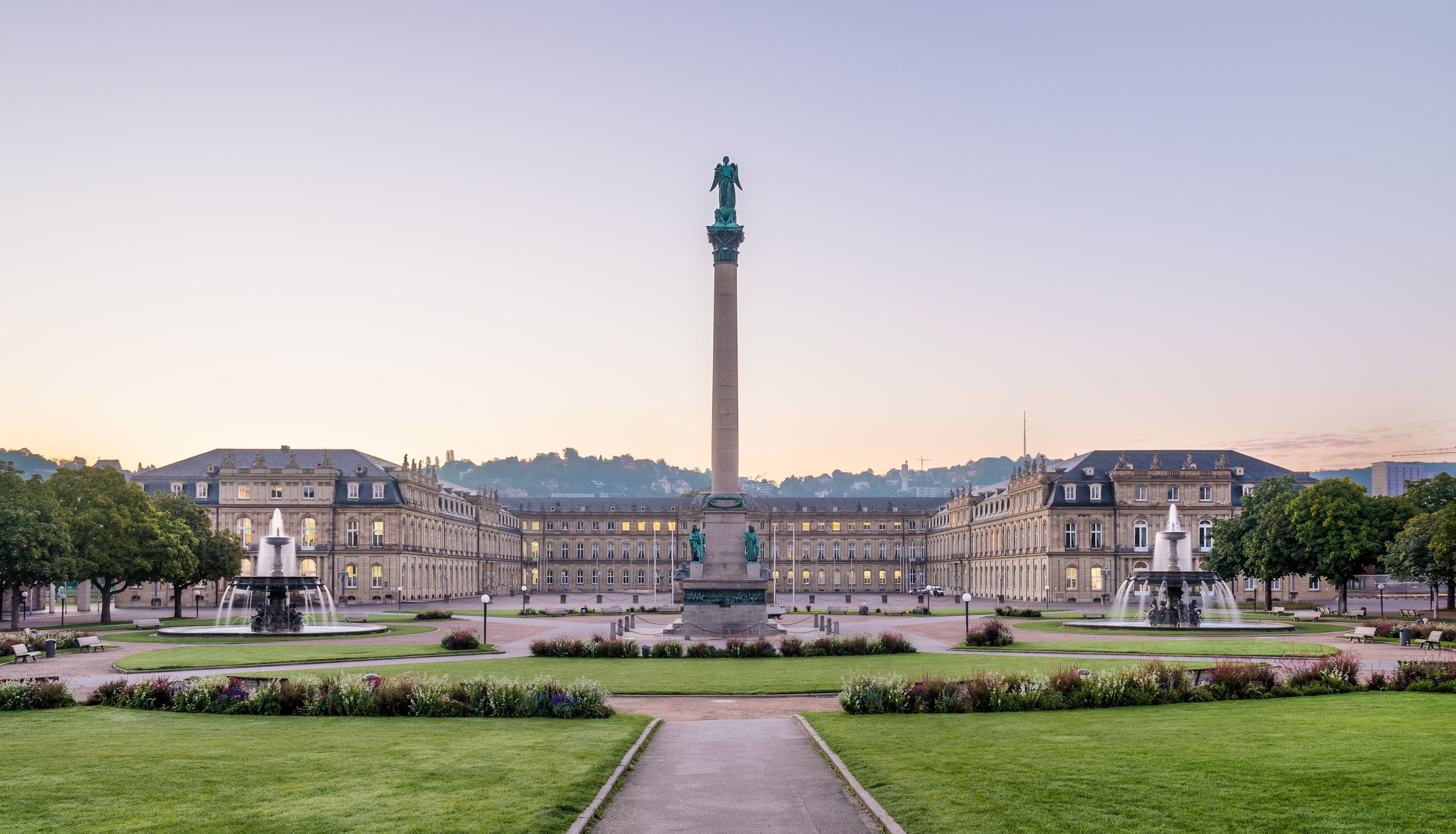
Das Neue Schloss mit dem Schlossplatz und der Jubiläumssäule

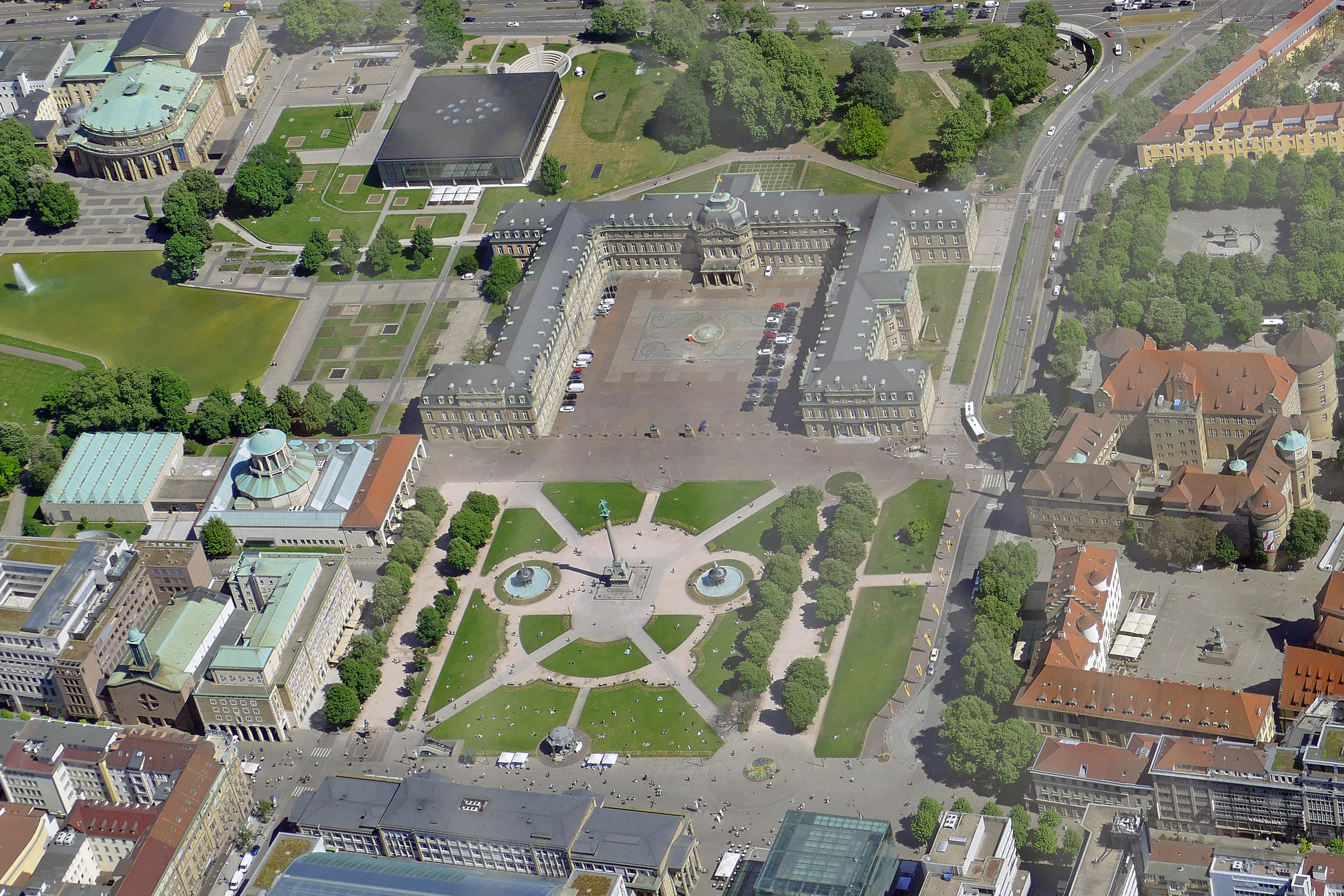
Das Neue Schloss aus der Luft

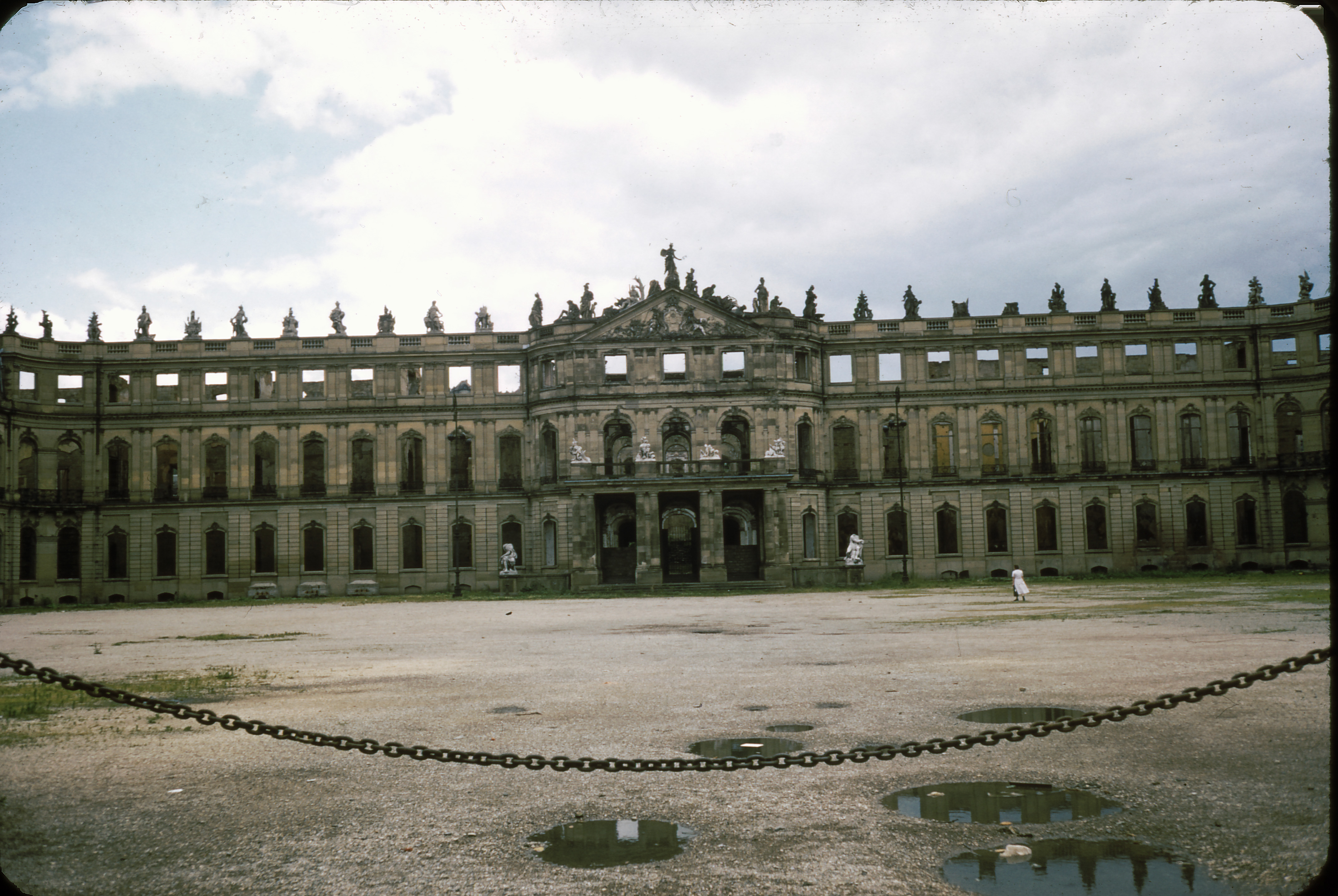
Die Kriegsruine des Neuen Schlosses (1955)

### Vorgeschichte und Planung
Mit neun Jahren wurde Carl Eugen 1737 neuer Herzog von Württemberg. Da er beim Amtsantritt noch minderjährig war, wurde er zur Erziehung an den Hof des preußischen Königs Friedrich II. geschickt, während Administratoren die Regierungsgeschäfte übernahmen. Mit 16 Jahren konnte Carl Eugen die Nachfolge seines Vaters Karl Alexander antreten und nach Württemberg zurückkehren. Sein Vor-Vorgänger, Herzog Eberhard Ludwig, hatte die herzogliche Residenz in das 12 km von Stuttgart entfernte Ludwigsburg verlegt. Die Stadt Stuttgart versuchte nun, mit Unterstützung der württembergischen Ständeversammlung den Herzog wieder zu einer Rückkehr nach Stuttgart zu bewegen, da die Residenz des Herzogs wirtschaftliche und politische Macht bedeutete. Carl Eugen stellte als Bedingung den Bau einer angemessenen Unterkunft, die das Alte Schloss aus der Zeit der Renaissance ablösen sollte. In dieser Zeit reichten viele Architekten ihre Vorschläge und Entwürfe beim Herzog ein, darunter auch Johann Balthasar Neumann, dessen Vorschlag aber abgelehnt wurde. Architekturhistoriker behaupten, wenn Neumanns Idee damals realisiert worden wäre, so wäre der großartigste Palastbau des 18. Jahrhunderts entstanden. Der württembergische Oberbaudirektor Johann Christoph David von Leger wiederum schlug vor, das Alte Schloss nur auszubauen. Der ansbachische Baudirektor Leopoldo Retti, dessen Onkel Donato Giuseppe Frisoni für Herzog Eberhard Ludwig Schloss Favorite in Ludwigsburg gebaut hatte, wählte für seinen Entwurf die Stelle eines ehemaligen Armbrusthauses im Lustgarten. Des Weiteren reichten noch Alessandro Galli da Bibiena und Maurizio Pedetti Vorschläge ein. Am 6. Mai 1746 wurde Rettis Vorschlag von Carl Eugen ausgewählt. Dieser sah einen Ehrenhof vor, der nicht zur Stadt, sondern auf noch nicht erschlossenes Gelände nach Norden zeigte. Dadurch konnte eine Sicht auf die 1745 fertiggestellte Militärakademie im Süden des Schlosses, die spätere Hohe Karlsschule, vermieden werden und diese ebenso wie das Neue Lusthaus erhalten werden. Seiner Planung nach sollten sich in dem zum Garten gewandten Flügel die Gemächer der herzoglichen Familie befinden, im Corps de Logis die Repräsentationsräume und im zur Stadt gewandten Flügel Gästeräume untergebracht werden.

### Erste Bauphase unter Leopoldo Retti
Am 3. September 1746 konnte am Gartenflügel der Grundstein gelegt werden. Die Anlage wurde nach Plänen von Leopoldo Retti und unter der Leitung von Johann Christoph David Leger begonnen, da Retti bis 1748 noch in Ansbach beschäftigt war. Bis 1749 waren das Corps de Logis und der Gartenflügel äußerlich fertig, so dass 1750 mit der Innenausstattung des Gartenflügels begonnen werden konnte. Dabei zog Retti auch diverse Gutachten und Vorschläge anderer Architekten hinzu. Im Frühjahr 1751 wurde mit dem Fundament des Stadtflügels begonnen. Am 18. September 1751 verstarb Retti an einer unbekannten Krankheit in Stuttgart. Von 1748 bis 1753 schuf der italienische Bildhauer Domenico Ferretti nach dem Figurenprogramm von Georg Bernhard Bilfinger und Leopoldo Retti den Hauptgiebel, den Gartengiebel und über 60 Dachfiguren.

### Zweite Bauphase unter Philippe de La Guêpière
Nach dem Tod Rettis übernahm der Pariser Baumeister Philippe de La Guêpière, ein Freund von Retti, die weiteren Arbeiten und vollendete 1752 den Stadtflügel. Er war ein Kenner der modernen Architekturtheorie, die ganz von Frankreich und vom Schloss Versailles kopiert wurde, und kannte die Ansprüche des modernen Schloss- und Palastbaus, nach denen er auch in Stuttgart baute. Er entwarf außerdem die Inneneinrichtung des Gartenflügels und zum Teil die des Corps de Logis. 1758 bis 1760 wurden unter seiner Leitung die Portikus und die Kuppel auf dem Marmorsaal nach Plänen Rettis fertiggestellt.

### Stopp der Bauarbeiten 1764
In der Nacht vom 13. auf den 14. November 1762 brach im hinteren Teil des Gartenflügels ein Brand aus, der den Flügel völlig vernichtete. Damit ging auch die von Guêpière entworfene Inneneinrichtung verloren. Nun verlegte man sich ganz auf den Innenausbau des Stadtflügels. Am 11. Februar 1763 hielt Carl Eugen seine Geburtstagsfeierlichkeiten im fast fertiggestellten Stadtflügel ab. Dies war das erste große Ereignis im Schloss. Im Jahr 1763 wurde von Seiten Guêpières ein Wiederaufbau versucht, der jedoch an den immer höheren Kosten, finanziellen Engpässen und dem mangelnden Interesse Carl Eugens scheiterte.  Die Wiener Reichshofkammer und die Ständevertretung warfen ihm Verschwendungssucht vor, so dass nach längeren Auseinandersetzungen der Bau gestoppt wurde und Carl Eugen seine Residenz 1764 nach Ludwigsburg verlegte. 1768 verließ Guêpière den württembergischen Hof und kehrte nach Paris zurück.

### Besuch des russischen Zaren PaulI.
Erst 1775 kehrte Carl Eugen nach Stuttgart zurück und ließ Teile des Schlosses von Reinhard Ferdinand Heinrich Fischer instand setzen und anlässlich des Besuches des russischen Thronfolgers und späteren Zaren Paul I. und seiner Frau Sophie Dorothee von Württemberg, einer Nichte Carl Eugens, den Marmorsaal im Mittelpavillon des Corps de Logis mit einem Deckenbild von Nicolas Guibal ausstatten.

### Dritte Bauphase unter Nikolaus Friedrich von Thouret
Als Carl Eugen 1793 starb, war das Schloss größtenteils wieder aufgebaut. So war der Stadtflügel 1789 voll ausgestattet worden und der Gartenflügel bis 1791 fertiggestellt. Die weiteren Bauarbeiten zogen sich bis ins 19. Jahrhundert hin. Mit Herzog Friedrich II. wurde der Schlossbau an Nikolaus Friedrich von Thouret übertragen, der den Schlossbau zum Besuch des französischen Kaisers Napoleon Bonaparte 1806 vollendete. Elf Jahre später wurden anlässlich des Besuchs des Zaren Alexander I. von Thouret einige Räume wie der „Rote Marmorsaal“ neu eingerichtet.

### Veränderungen nach 1816
Nach dem Tod von König Friedrich I. im Jahre 1816 zog König Wilhelm I. in das Neue Schloss ein. Unter Wilhelm I. waren Giovanni Salucci und später dessen Schüler Ferdinand Gabriel für die Umbauarbeiten im Schloss zuständig, auf die unter anderem der Graue und der „Gelbe Marmorsaal“ 1836 zurückgingen. 1840 und 1841 sowie 1852 bis 1854 wurden vom Hofmaler Joseph Anton von Gegenbaur die drei Freskenzimmer neben dem Treppenhaus im Erdgeschoss mit Szenen aus der Geschichte des Herzogtums und Königreichs Württemberg angelegt. Unter König Karl I. und seiner Frau Olga wurden nur geringfügige Veränderungen am Schloss, hauptsächlich im königlichen Wohnbereich vorgenommen, die von Joseph von Egle ausgeführt wurden.
König Wilhelm II. verzichtete auf seinen Wohnsitz im Neuen Schloss und nutzte es selbst nur zu Repräsentationszwecken. Das Schloss wurde in dieser Zeit schon teilweise öffentlich zugänglich gemacht. Ab 1906, verstärkt ab 1911, wurden die Attikafiguren, die witterungsbedingt beschädigt und zum Teil nicht mehr standfest waren, durch Kopien ersetzt, zum Teil durch Betonabgüsse, die von Schwenk in Ulm gefertigt wurden.

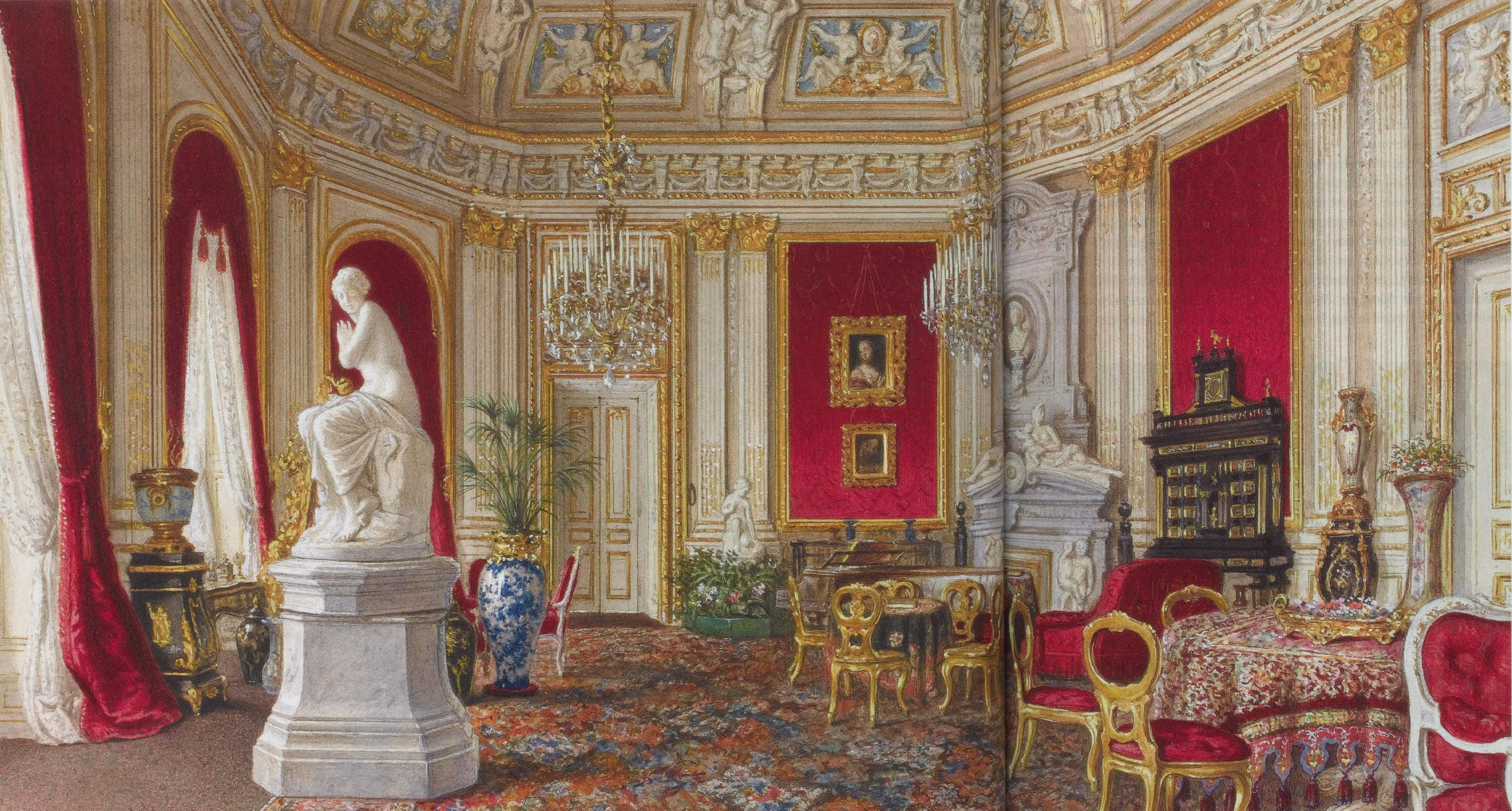
Sommersaal der Königin Olga im Neuen Schloss, Aquarell von Franz Heinrich um 1870
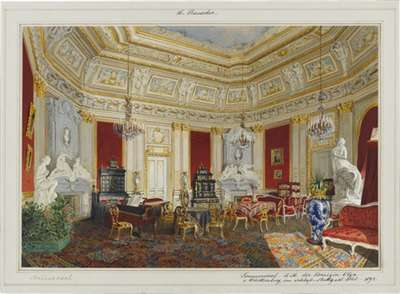
Weitere Ansicht des Sommersaals, Aquarell von Lajos Rauscher, 1868
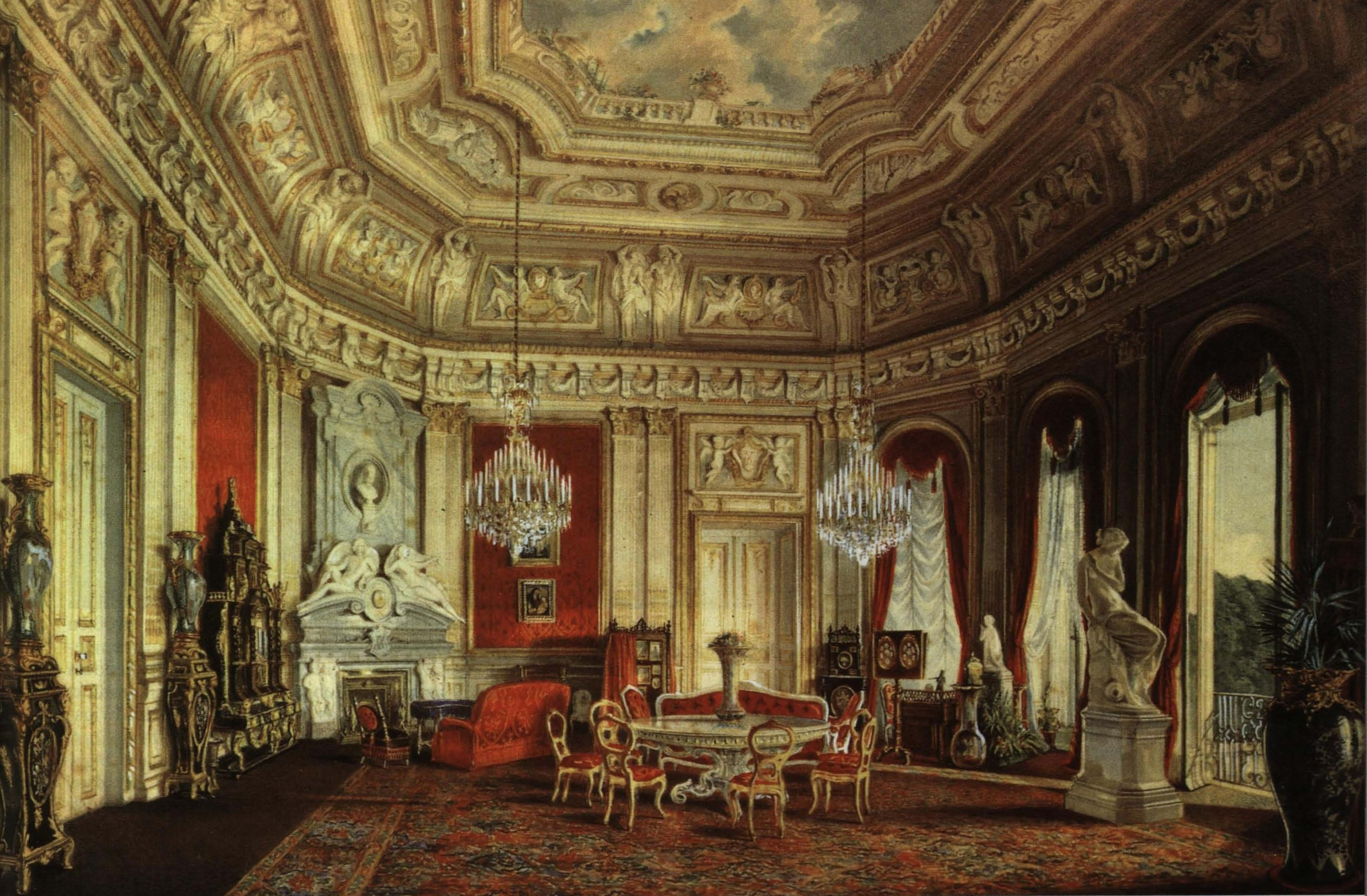
Salon rosé der Königin Olga, Gemälde von Wilhelm Murschel, 1866

## Nutzung nach 1918

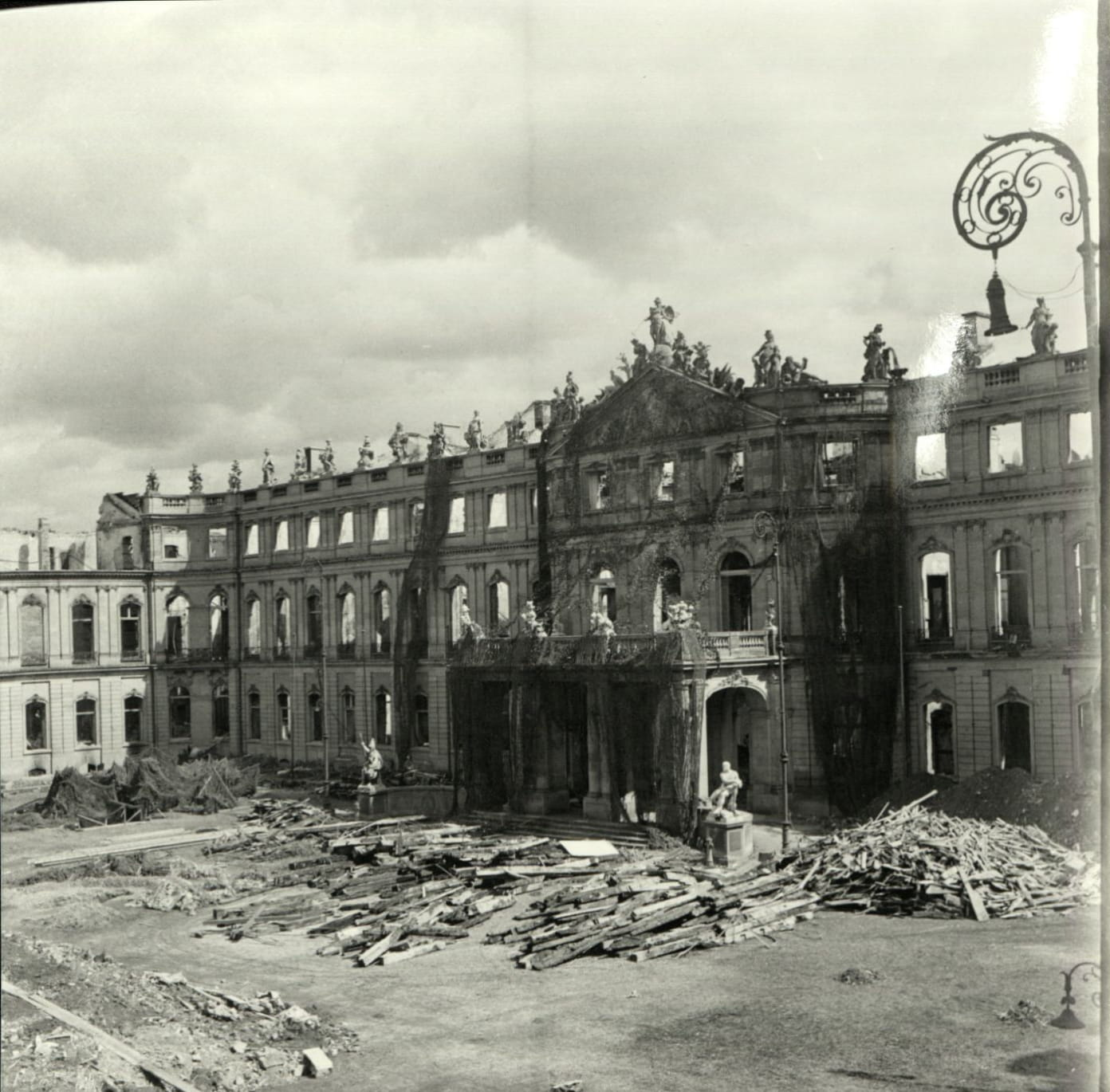
Beschädigtes Schloss am 6. April 1944

Nachdem Wilhelm II. am 30. November 1918 abgedankt hatte, ging das Schloss in Staatsbesitz über. 1919 kam im Erdgeschoss und einem Teil des Gartenflügels im ersten Obergeschoss das Deutsche Ausland-Institut unter, welches darin Büro- und Ausstellungsräume einrichtete. Im zweiten Obergeschoss und einem anderen Teil des ersten Obergeschosses kam das Polizeipräsidium der Stadt Stuttgart unter. Anfang der 1920er Jahre wurde im Erdgeschoss des Stadtflügels und im gesamten ersten Obergeschoss ein Museum, in dem die Kostbarkeiten der fürstlichen Kunstkammer, die Majolika-Sammlung und verschiedene Wohnräume der ehemaligen württembergischen Könige gezeigt wurden, eröffnet. Nachdem das Deutsche Ausland-Institut 1928 umgezogen war, wurde der verbliebene nicht genutzte Teil des Gebäudes zum Heeresmuseum und ein Teil im ersten Obergeschoss zum Antikenmuseum umgebaut. Nach Umzug des Polizeipräsidiums 1926 beherbergte das zweite Obergeschoss die Büroräume der Altertümersammlung und des Landesamts für Denkmalpflege.
In der Zeit des Dritten Reiches wurde im Stadtflügel ein Luftbefehlsschutzbunker eingebaut, der 1958 wieder gesprengt wurde. Durch Luftangriffe am 21. Februar und am 2. März 1944 wurde das Schloss nahezu völlig zerstört, nachdem es von zwei Sprengbomben getroffen worden war und in der Folge bis auf die Außenfassade abbrannte.

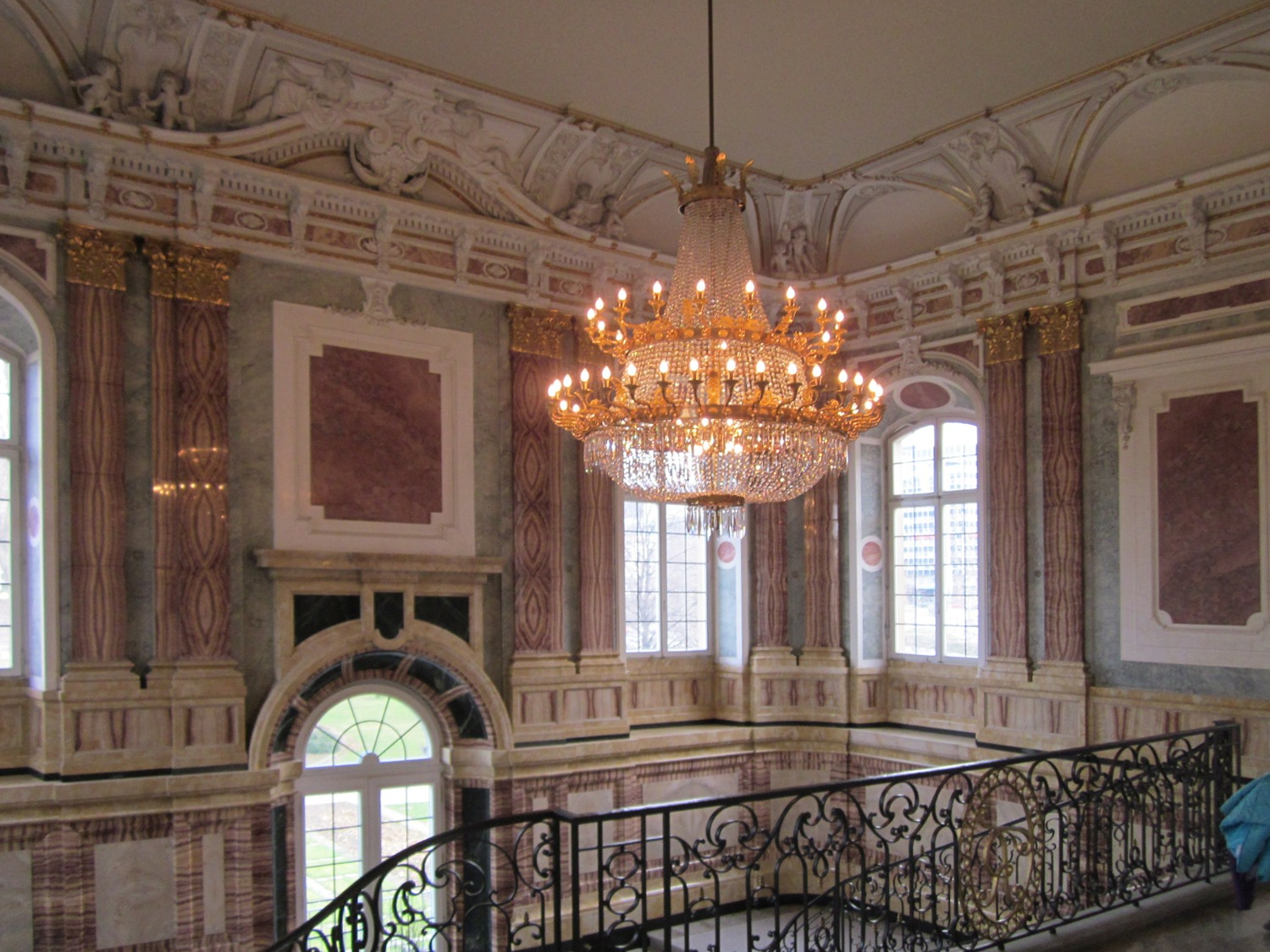
Wandverkleidung mit Böttinger Marmor im Treppenhaus
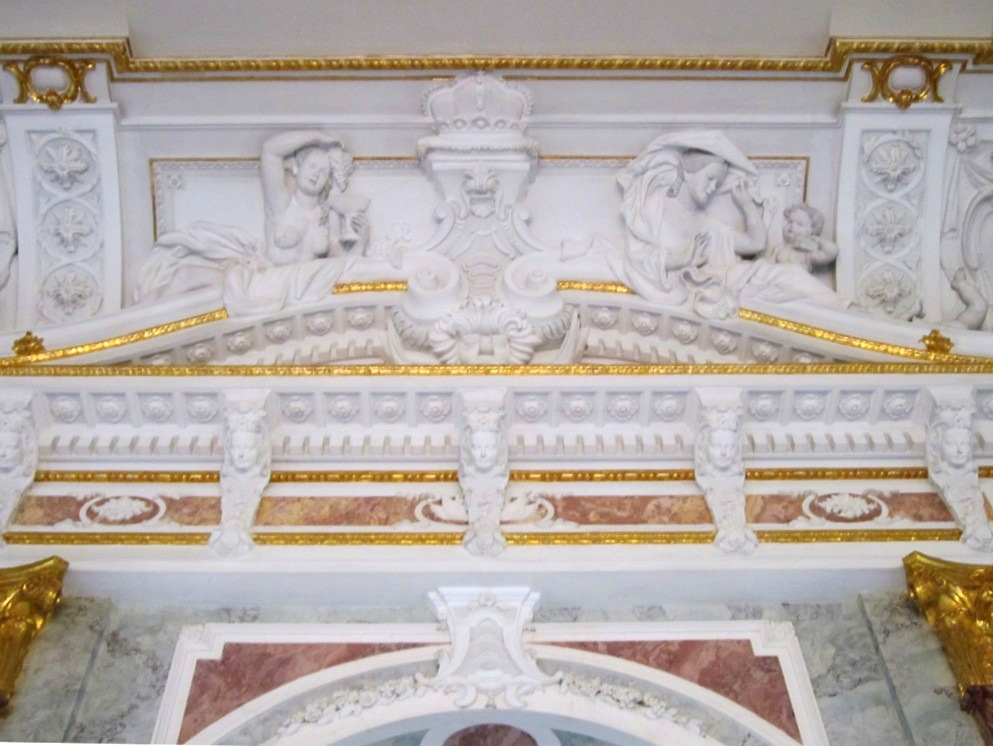
Ansicht im Treppenhaus des Neuen Schlosses
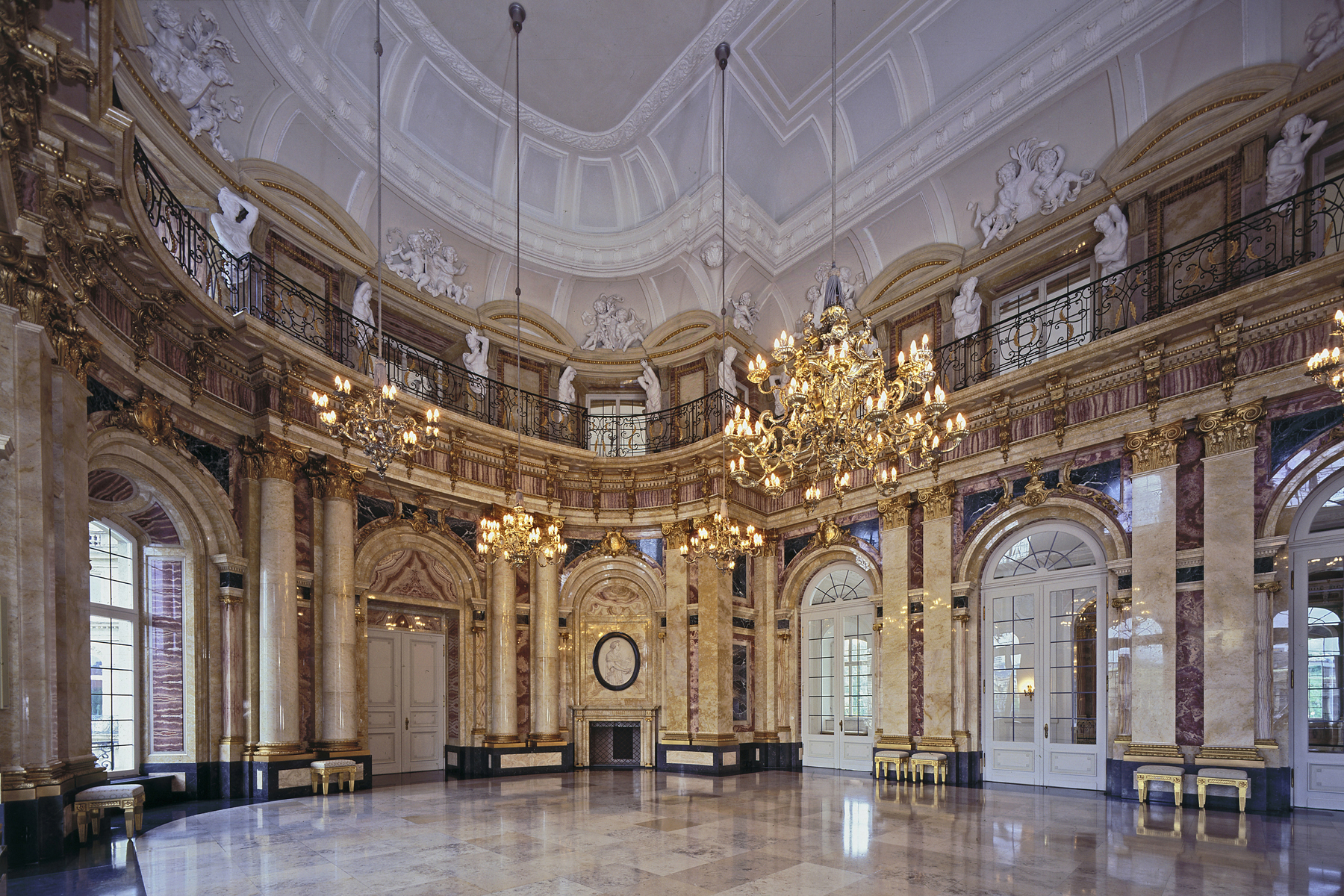
Der Marmorsaal ist ebenfalls mit Böttinger Marmor verkleidet
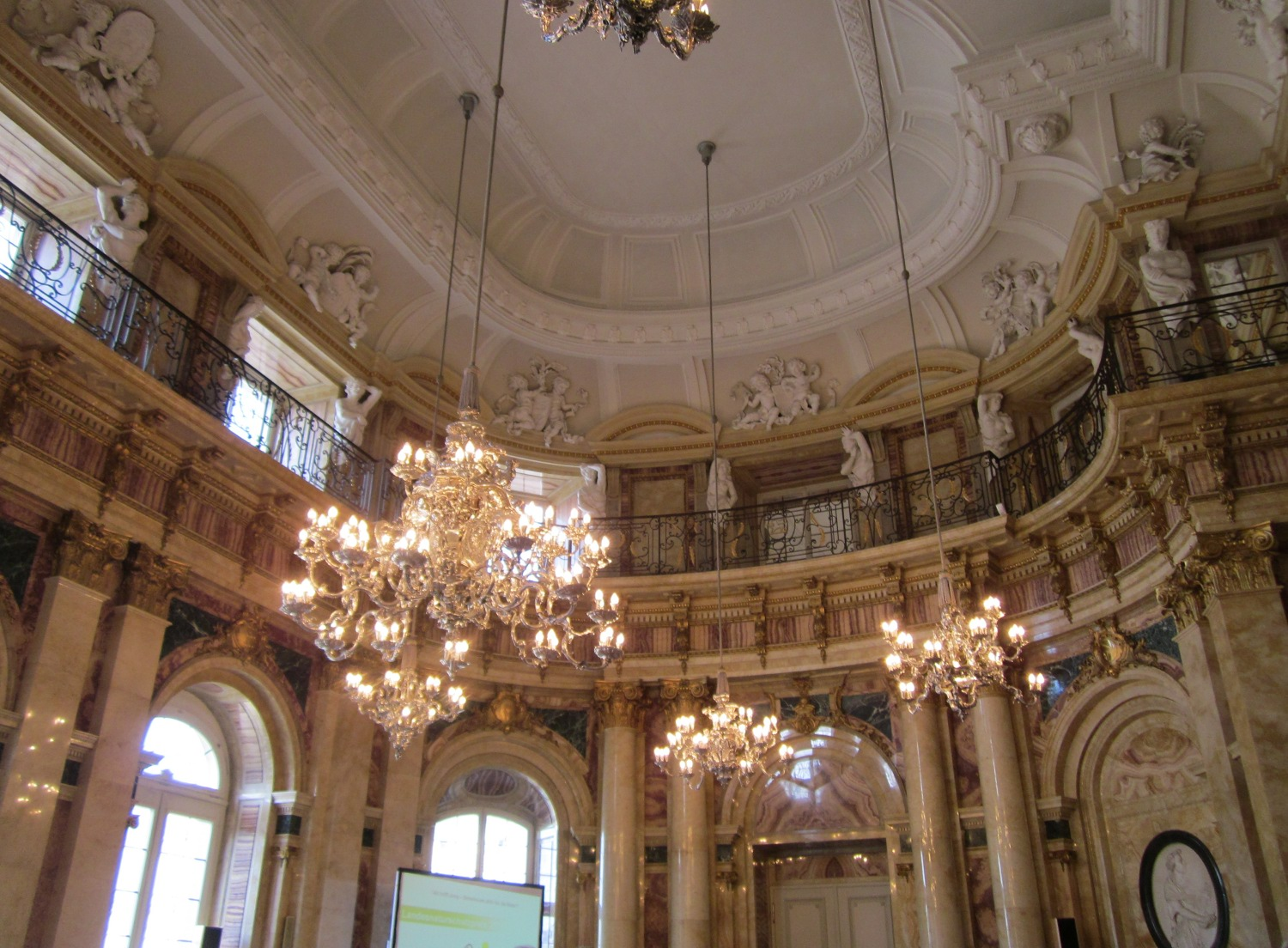
Deckenanschicht des Marmorsaals im Neuen Schloss
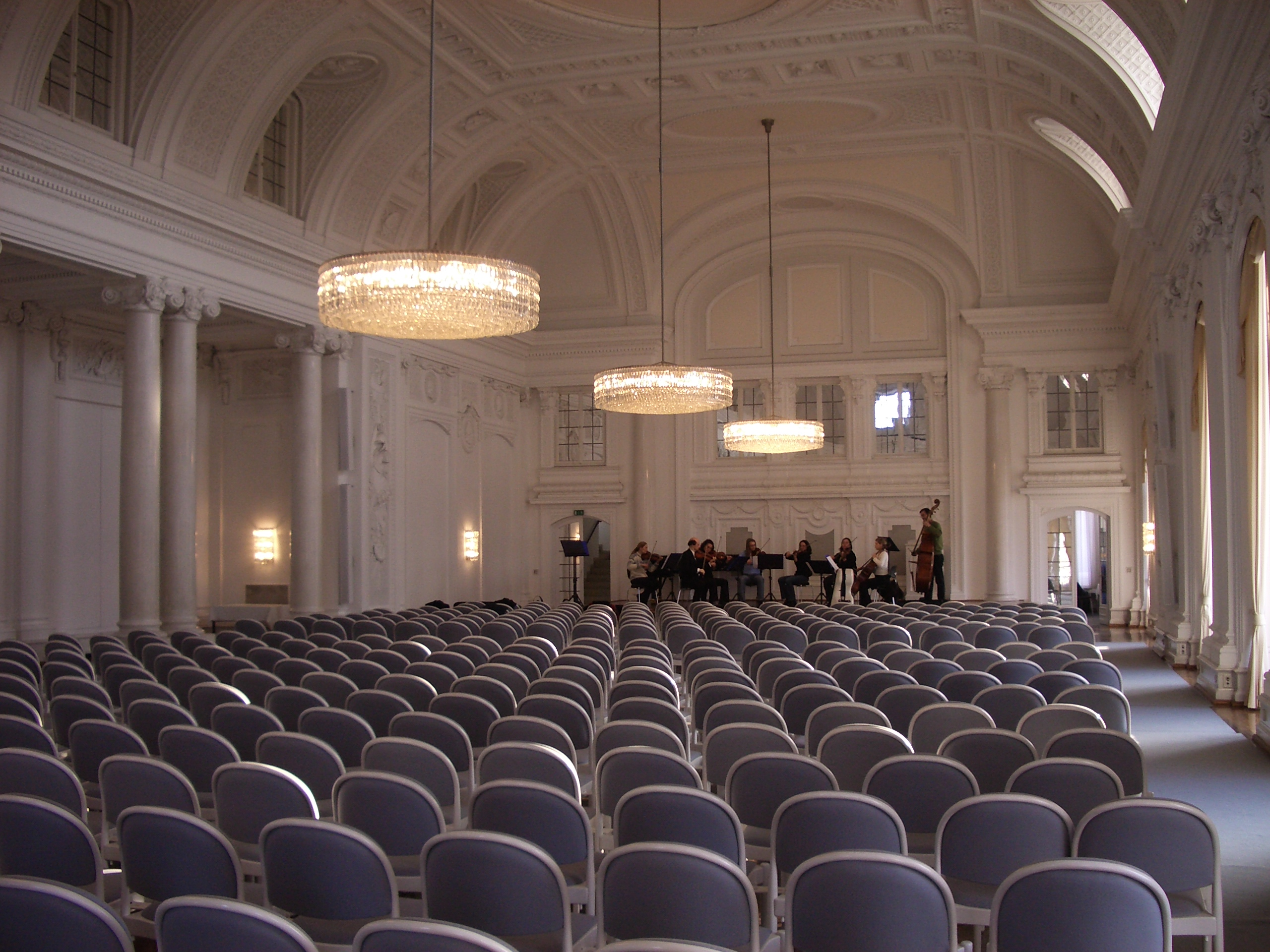
Konzertprobe im Weißen Saal des Neuen Schlosses

Lange Jahre wurde um den Wiederaufbau gestritten, und fast wären die Reste des Neuen Schlosses zugunsten eines Hotels abgerissen worden. Nach heftigen Protesten von Bürgern und Denkmalschützern beschloss der Landtag von Baden-Württemberg 1957 – mit nur einer Stimme Mehrheit – die äußere Rekonstruktion des Schlosses. Seit dem Wiederaufbau zwischen 1958 und 1964 (unter der Leitung von Horst Linde), bei dem nur ein Teil der barocken Innenräume des Corps de Logis rekonstruiert wurde, wird das Neue Schloss von der baden-württembergischen Landesregierung genutzt. Anfangs befanden sich in den beiden Seitenflügeln das Kultus- und das Finanzministerium. Der Corps de Logis wurde zu Repräsentationszwecken des Staatsministeriums genutzt.
Nach dem Auszug des Kultusministeriums Anfang 2012 ist es heute noch Sitz des Finanzministeriums und des Wirtschaftsministeriums. Für die Öffentlichkeit ist das Neue Schloss seit 2014 wieder bei regelmäßigen Führungen zugänglich. Laut Plänen der Landesregierung vom Januar 2019 soll das Neue Schloss künftig noch weiter für Besucher geöffnet werden.
Von 1950 bis 1958 war im Westflügel der Ruine eine Gaststätte mit dem Namen „Siechenbierstuben“ in den unteren Kellerräumen eingerichtet. Diese wurde von einem Stuttgarter Gastronomenpaar, welches dann Pächter bei der Stadt Stuttgart war, betrieben. Beim Wiederaufbau des Schlosses wurde dann die „Baukantine“ von den Gastronomen übernommen. Die Gaststätte bot Platz für ca. 400 Gäste. Gleichwohl war ein Biergarten mit etwa 350 Plätzen vorhanden. Die Betreiberfamilie hatte ihren Schlafplatz ebenfalls in den (feuchten) Kellerräumen. Im Kellergeschoss befindet sich das Römische Lapidarium, das heute zum Landesmuseum Württemberg gehört. Das Neue Schloss wird auch Residenzschloss genannt. Es ist heute Sitz des Finanzministeriums und des Wirtschaftsministeriums von Baden-Württemberg. In unmittelbarer Nähe zum Alten Schloss bildet es das historische Zentrum der Stadt.

## Fassaden

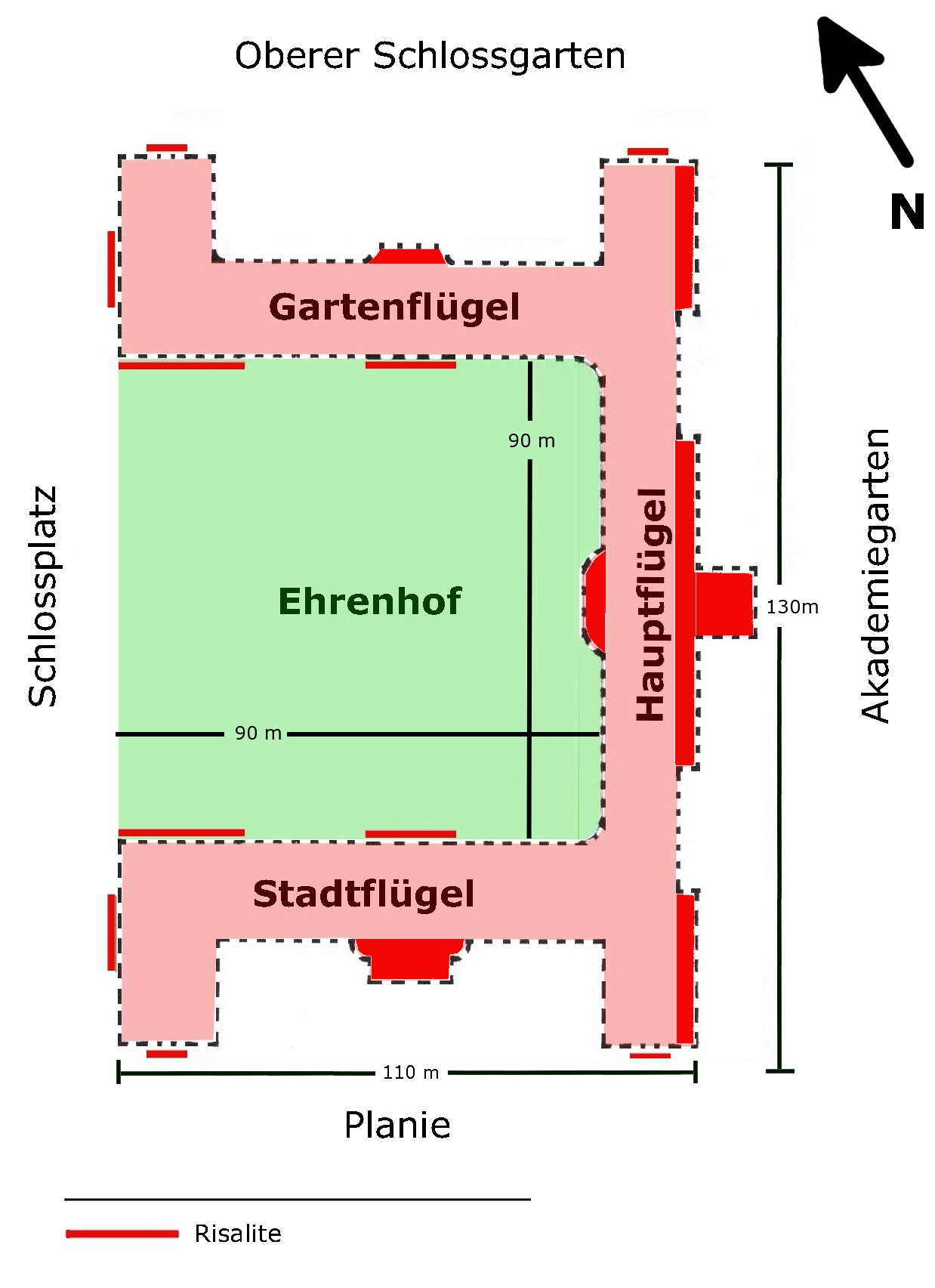
Grundriss des Erdgeschosses.

### Überblick
Die symmetrische, hufeisenförmige Dreiflügelanlage des Neuen Schlosses öffnet sich mit ihren Hauptfassaden zum Schlossplatz hin, von wo aus der Blick auf den quer liegenden Hauptflügel und auf die Stirnseiten der beiden Seitenflügel fällt. Zur Linken erstreckt sich der Gartenflügel am Schlossgarten und rechts der Stadtflügel an der Planie. Vier Kopfbauten erweitern Haupt- und Seitenflügel an den Ecken, wodurch an den Rückseiten der Seitenflügel schmale Freiflächen entstehen.
Das Gebäude besteht aus zwei Stockwerken und einem Halbstock, der als Mezzanin mit durchgehender Fassade oder als Mansardstock mit einem steilen Mansarddach ausgebildet ist. Die Attiken über den Halbstöcken sind mit Gauben und teilweise mit Balustraden und Dachfiguren ausgestattet. Als Fenster kommen Rechteckfenster, Rundbogenfenster, Stichbogenfenster und an den Gauben Rundfenster zum Einsatz. Das Dach ist als Satteldach oder Walmdach ausgebildet, über dem Hauptgiebel als geschweifte Kuppel und über dem Gartengiebel als Pyramidendach.
Das Schloss ist einschließlich der Kopfbauten 130 Meter lang (in Richtung des Hauptflügels) und 110 Meter breit (ohne den Vorbau an der Akademieseite). Haupt- und Seitenflügel umschließen den quadratischen Ehrenhof mit einer Seitenlänge von 90 Metern.
Die Außenwände des Schlosses bestehen aus Schilfsandstein. Die vom Schlossplatz aus sichtbaren Hauptfassaden zeichnen sich durch ihre Natursteinoberflächen, ihre reiche Gliederung und den bildhauerischen Schmuck aus. Die Nebenfassaden sind teilweise verputzt, sparsamer gegliedert und mit weniger Bauschmuck versehen. Eine Ausnahme bildet der Mittelrisalit an der Gartenseite, der durch seine Natursteinfassade und die Giebelbekrönung hervorgehoben wird. Am kärgsten ausgestattet ist die Akademieseite des Hauptflügels, die als „Rückseite“ zur ehemaligen Karlsakademie keine repräsentative Funktion zu erfüllen hatte. In der Waagerechten sind alle Gebäudeteile durch umlaufende Gesimse gegliedert, in der Senkrechten teilweise durch Lisenen und Pilaster.

### Risalite
Die geraden Fronten des Schlosses werden durch 18 Risalite unterbrochen. Die 4 Hauptrisalite heben sich deutlich von der Frontlinie ab. Die Mittelrisalite des Hauptgiebels und des Gartengiebels treten um eine Fensterachse aus der Front heraus und zeichnen sich durch eine Giebelbekrönung aus. Die wuchtigen Mittelrisalite an der Planieseite und an der Akademieseite sind 2 bzw. 3 Achsen tief. Die 4 Seitenrisalite an der Akademieseite treten um 1 Achse aus der Fassadenlinie hervor. Die 2 Mittelrisalite der Seitenflügel im Ehrenhof und die 2 Stirnrisalite am Schlossplatz schließen die Nebenportale ein und springen mit ihren Säulenstellungen nur wenig aus der Front hervor. Die 6 übrigen Risalite sind Flachrisalite und heben sich fast nicht von der Fassadenlinie ab.

### Ehrenhofseite

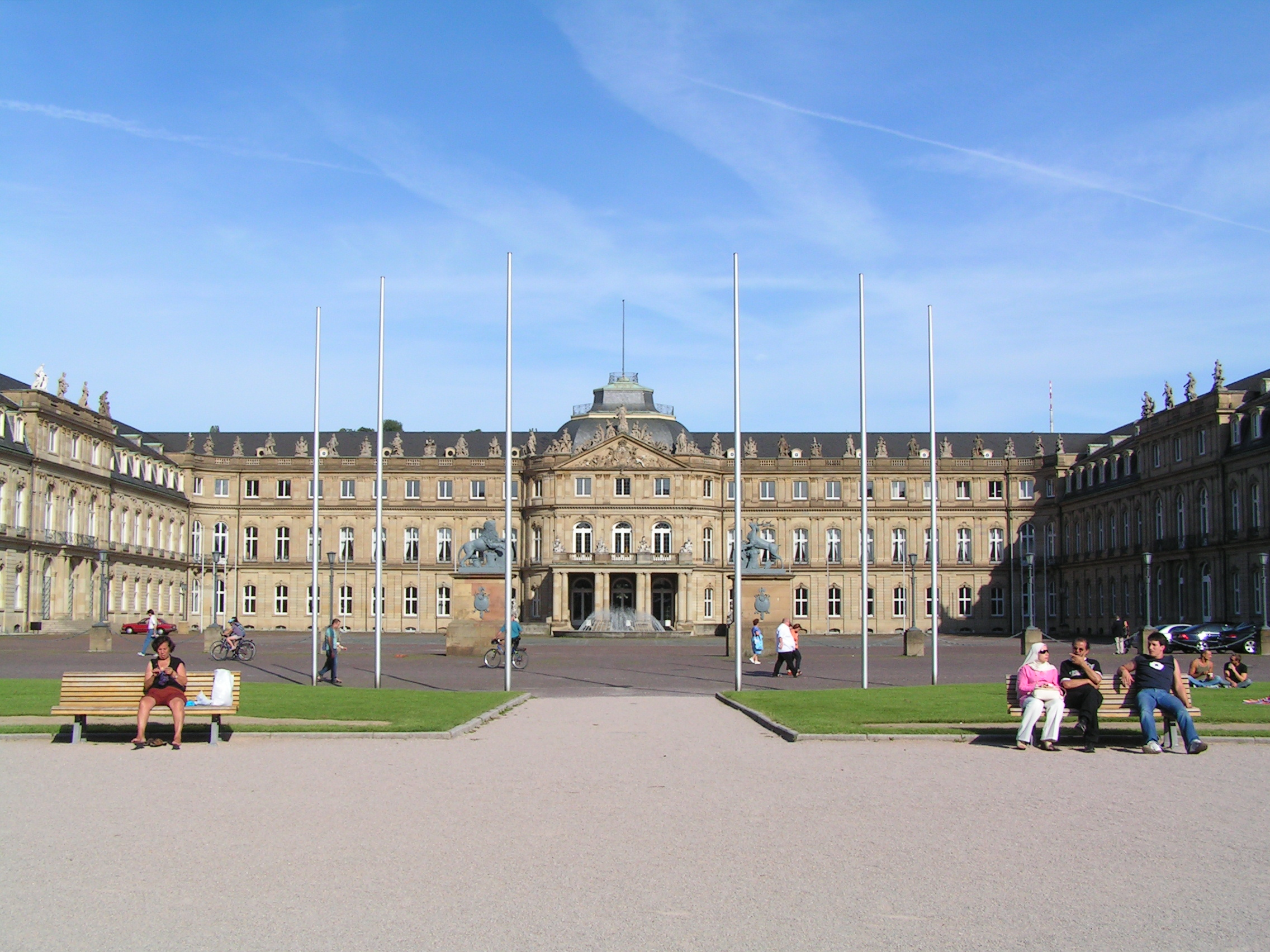
Haupt- und Seitenflügel im Ehrenhof.

Der 3-achsige Mittelrisalit des Hauptflügels ist an der Ehrenhofseite durch eine konvexe Achse mit den 9-achsigen Seitentrakten verbunden. Der Mittelrisalit wird durch den Hauptgiebel, eine geschweifte Kuppel und durch einen einstöckigen Portikus mit einer Durchfahrtrampe und einem Balkon gegenüber den übrigen Gebäudeteilen herausgehoben. Die Seitentrakte sind durch zwei konkave Achsen mit den Seitenflügeln verbunden. In der Senkrechten wird der Hauptflügel durch Doppellisenen und Doppelpilaster gegliedert.
Die Seitenflügel bestehen aus einem 6-achsigen Endrisalit am Schlossplatz und aus einem 4-achsigen Mittelrisalit, der von zwei 7-achsigen Rücklagen flankiert wird. In den unteren Stockwerken haben die Seitenflügel den gleichen Aufbau wie der Hauptflügel. Die Risalite schließen mit einem Mezzanin mit Balustrade und Dachfiguren ab, die Rücklagen mit einem Mansardstock. Fenster und Türen sind ähnlich gestaltet wie beim Hauptflügel. Die Mittelrisalite zeichnet sich durch vorgesetzte Säulen und Rundbogenöffnungen in den unteren Stockwerken aus.

### Außenfassaden
Der 3-achsige Mittelrisalit der Gartenfassade ist durch eine schräge Achse mit den 8-achsigen Seitentrakten verbunden, die rechtwinklig in die beiden Kopfbauten an den Ecken übergehen. Der Mittelrisalit hat eine Natursteinfassade, während die übrigen Fassadenflächen einen hellen Verputz tragen. Schmale Lisenen gliedern die Fassade in der Senkrechten.
Der Mittelrisalit der Planiefassade ist 3 Achsen breit und 2 Achsen tief und über einen einachsigen runden Viertelturm mit den 7-achsigen Seitentrakten verbunden, die rechtwinklig in die beiden Kopfbauten an den Ecken übergehen. Die Stirnfassaden des Mittelrisalits und der Kopfbauten bestehen aus gebändertem oder glattem Naturstein und die übrigen Fassadenflächen bestehen aus Ziegelmauerwerk. Gebänderte Lisenen gliedern die Fassade teilweise in der Senkrechten.
Die Akademiefassade unterscheidet sich von den übrigen Fassaden durch ihren schlichten Aufbau.
Der Mittelrisalit ist als wuchtiger Vorbau von 3 Achsen Breite und 4 Achsen Tiefe ausgebildet, dem eine zweiläufige Freitreppe vorgeschaltet ist. Er wird von zwei 19-achsigen Rücklagen flankiert, die um eine Achse aus der Fassadenlinie hervortreten und sich auf einen 7-achsigen Risalit, eine 6-achsige Rücklage und einen 6-achsigen Risalit an der Ecke der Fassade verteilen. Die hellgelb-rosa verputzte Fassade wird durch schmale Lisenen an den Fenstern und gebänderte Ecklisenen gegliedert. Die Halbstöcke sind am Mittelrisalit und an den flankierenden Seitenrisaliten als Mezzanin mit krönenden Balustraden ausgebaut, die äußeren Gebäudeteile als Mansardstöcke.

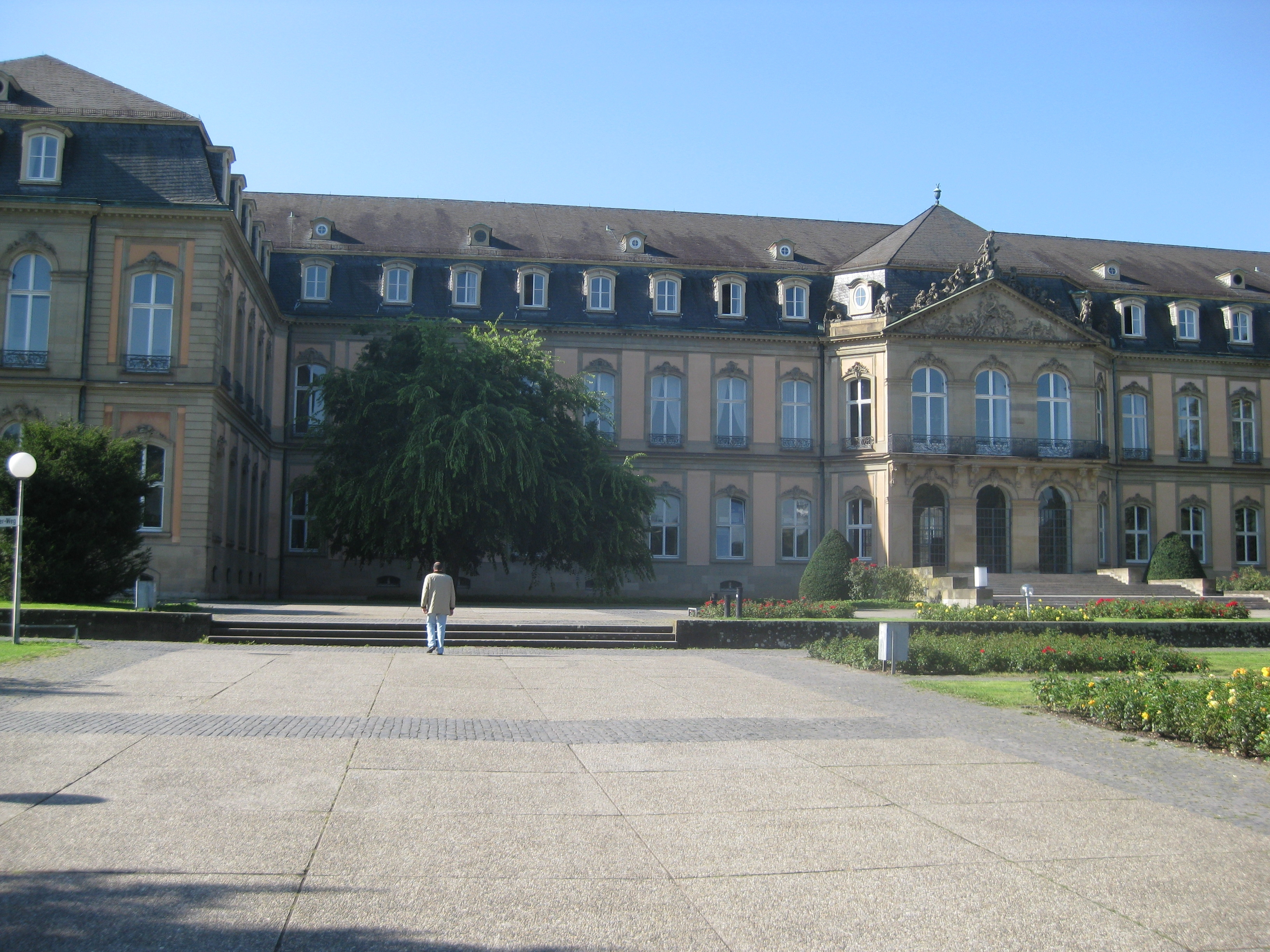
Gartenfassade.
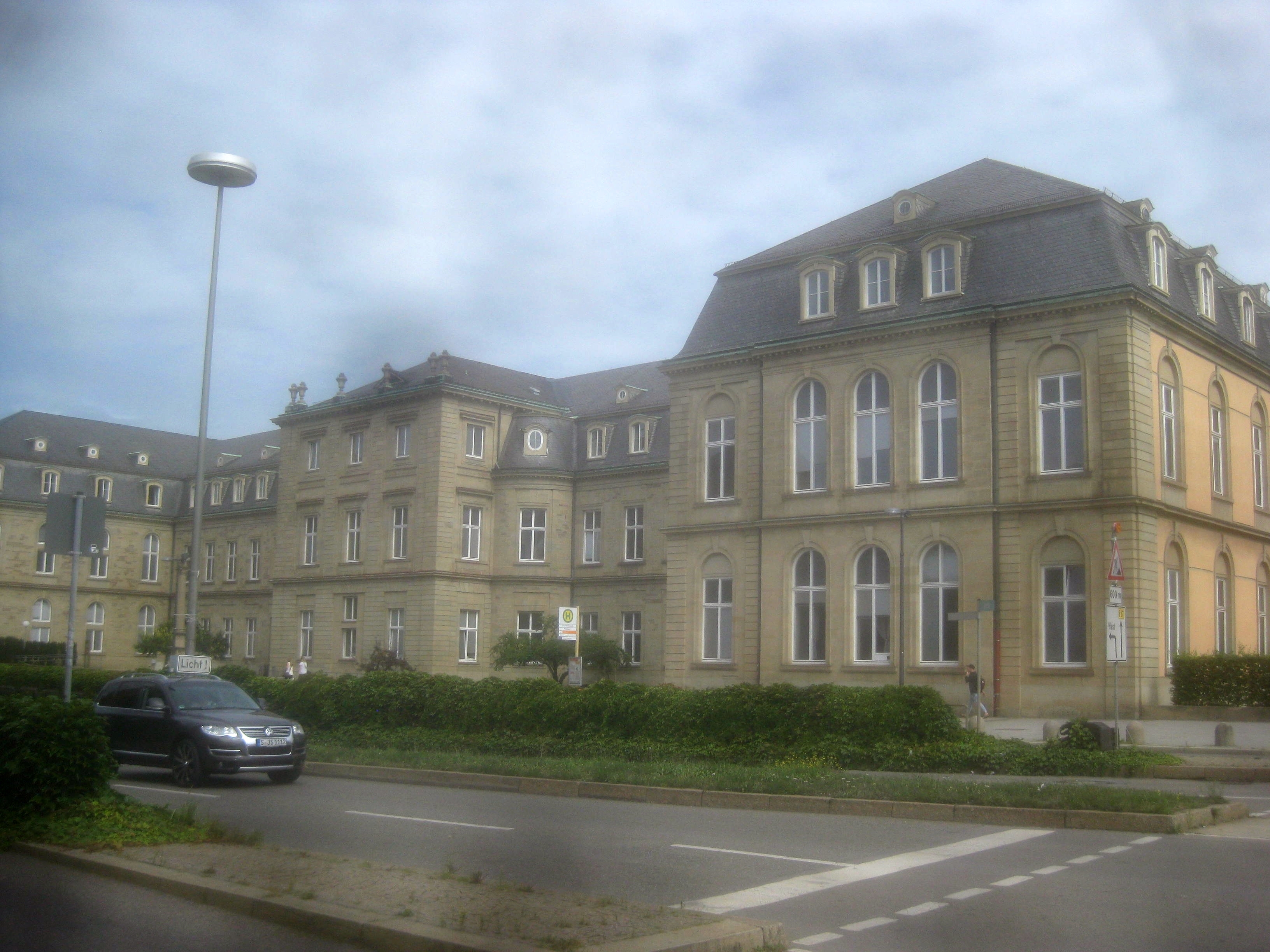
Planiefassade.
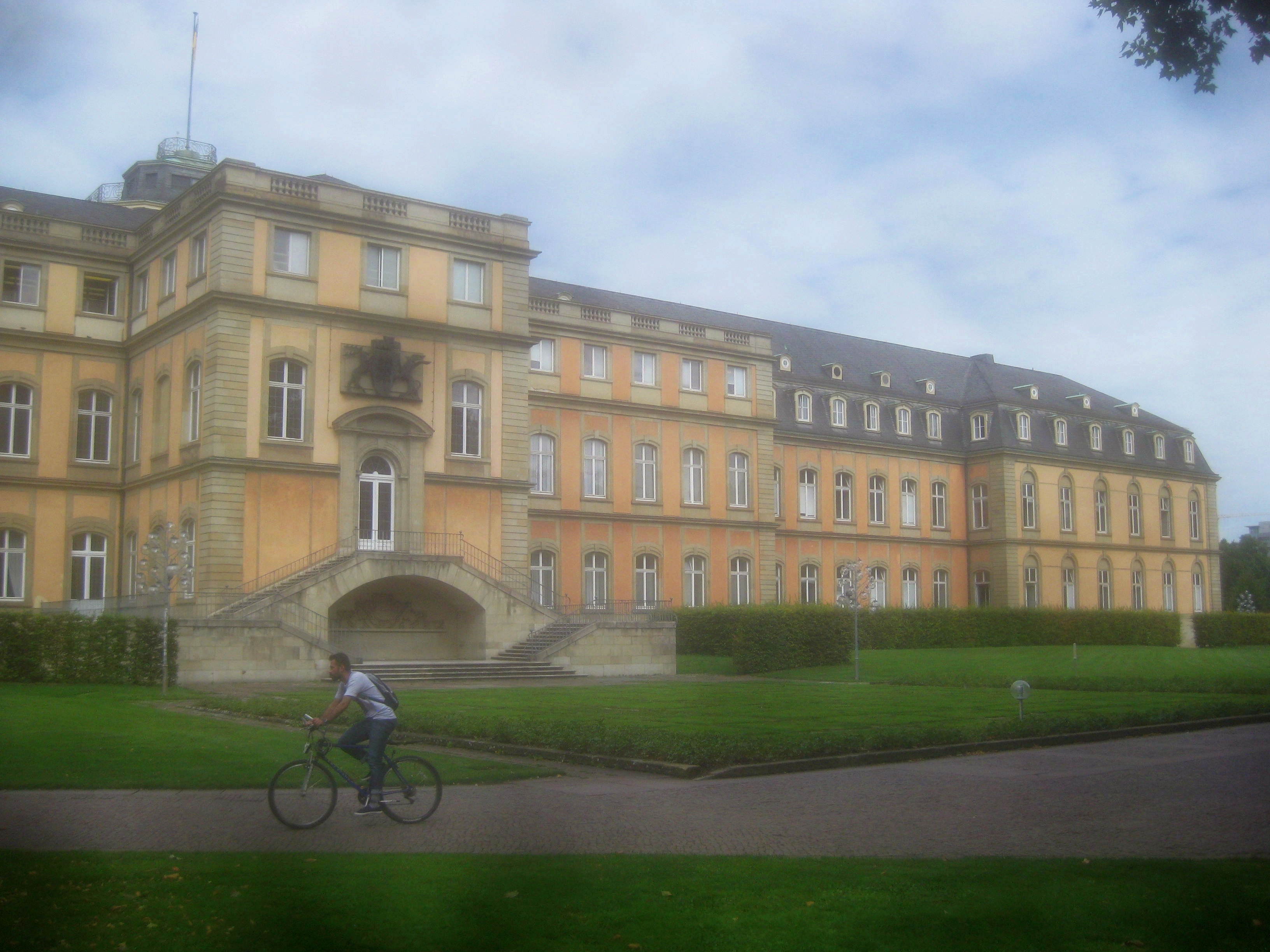
Akademiefassade.

## Giebel

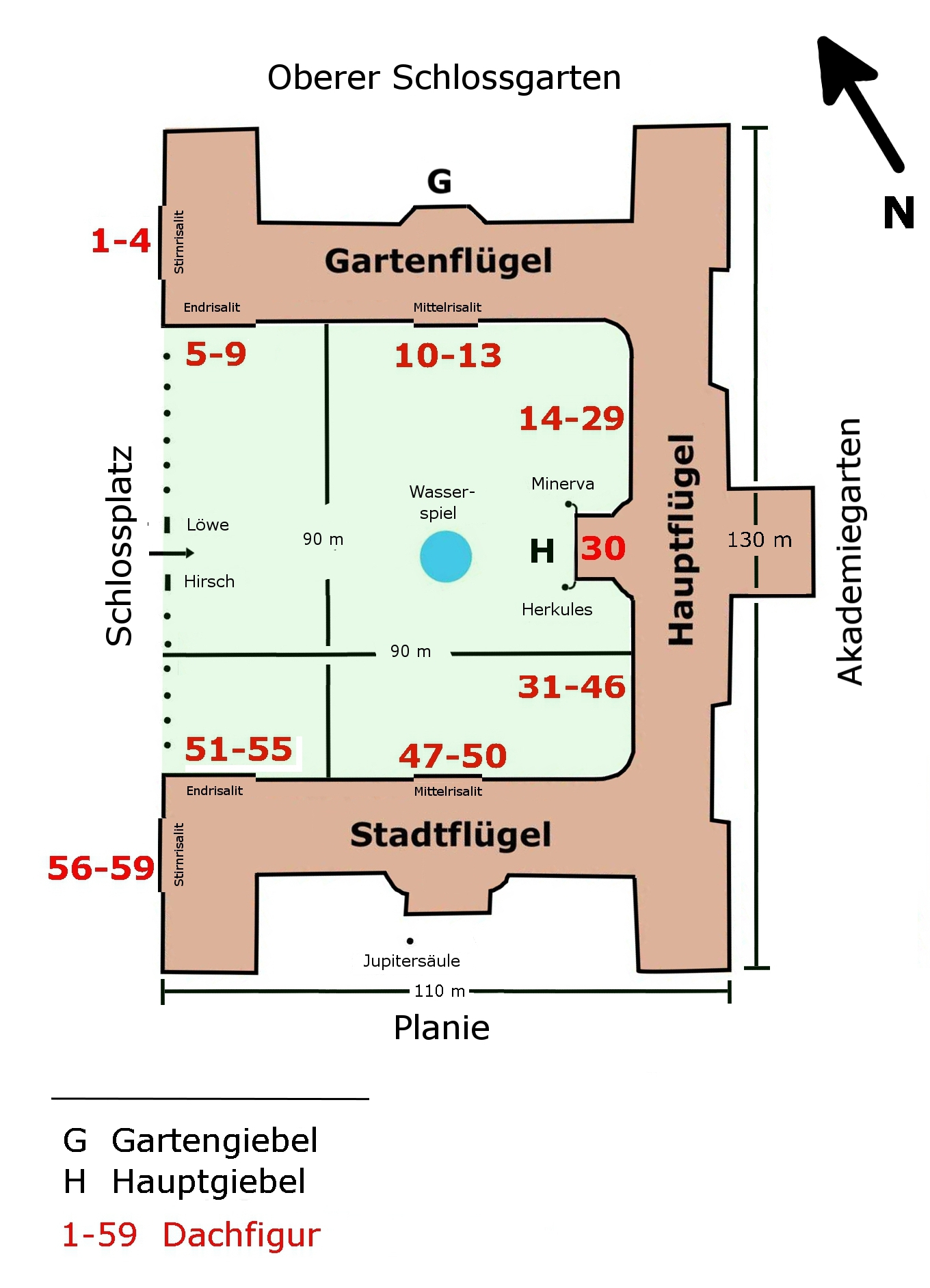
Neues Schloss, Lageplan.

Zwei der drei Flügel des Neuen Schlosses zeichnen sich durch einen Giebel an einer Seite ihres Mittelbaus aus:
- Der Hauptflügel schließt an der Ehrenhofseite mit dem Hauptgiebel ab.
Lageplan: Buchstabe H. Karte: .
- Der Gartenflügel schließt an der Schlossgartenseite mit dem Gartengiebel ab.
Lageplan: Buchstabe G. Karte: .

Die bildhauerische Ausstattung der Giebel wurde 1748 bis 1753 unter Herzog Carl Eugen, dem Erbauer des Neuen Schlosses, von dem italienischen Bildhauer Domenico Ferretti geschaffen.

### Figurenprogramm
Die plastischen Darstellungen an den Fassaden des Neuen Schlosses gehen auf ein Figurenprogramm zurück, das im Auftrag von Herzog Carl Eugen von dem Geheimen Rat und Konsistorialratspräsidenten Georg Bernhard Bilfinger, Professor der Mathematik und Theologie, zusammen mit dem Architekten des Schlosses Leopoldo Retti entworfen wurde.
Während das Programm des Hauptgiebels der Verbildlichung der fürstlichen Tugenden und Eigenschaften dient, bringt der bildhauerische Schmuck des Gartengiebels die Natur im Lauf der Jahreszeiten zur Geltung.
| - Hauptgiebel. | - Gartengiebel. |

### Übersicht
Das Giebeldreieck des Hauptgiebels mit einem Relief des württembergischen Herrscherwappens wird von einem posaunenblasenden Engel überkrönt, der den Ruhm des Herrschers verkündet. Flankierende Figuren versinnbildlichen die Tugenden und Eigenschaften des Herrschers.
Das Giebeldreieck des Gartengiebels mit einem Relief der Göttin Flora wird von einem Standbild des Apoll in Begleitung von Ceres und Bacchus dominiert und ist von Putten umgeben, die die vier Jahreszeiten symbolisieren.

### Hauptgiebel
Der Giebelschmuck des Hauptgiebels besteht aus dem Kuppelabschluss (bis zum Zweiten Weltkrieg eine Krone), der Giebelbekrönung auf den Schrägen des Giebeldreiecks, dem Relief des Giebeldreiecks, flankierenden Dachfiguren und dem Portikus.

#### Kuppel
Die geschweifte Kuppel des Mittelbaus wurde von einem vergoldeten Herzogshut bekrönt, der unter König Friedrich durch eine vergoldete Königskrone ersetzt wurde. Der Herzogshut und die Königskrone ruhten auf einem Kissen, um das eine Kette mit dem Jagdorden des Goldenen Adlerordens hing (Abbildung). Die Seitenfelder am oberen Teil der Kuppel zeigten symbolische Darstellungen mit Schwert, Schild, Helm, Liktorenbündel und Horn. Das vergoldete, durchbrochene Geländer am Umgang der Kuppel bestand aus Rankenwerk, in das sich die württembergischen Wappenmotive der Hirschstangen und des Löwen sowie die Herrscherinitialen einfügten, ursprünglich die Doppelinitiale CC von Herzog Carl Eugen, dann unter König Friedrich das Monogramm FR.
Im Zweiten Weltkrieg wurde die Kuppel zerstört. Beim Wiederaufbau nach dem Krieg wurde die Krone durch ein kleines Belvedere mit einer Fahnenstange ersetzt. Die Embleme wurden nicht und das Geländer ohne Wappensymbole und Herrscherkürzel in grauer Fassung wiederhergestellt. Der Fahnensockel wurde mit einem gleichartigen Geländer eingefasst.
| - Hauptgiebel, 2005. | - Hauptgiebel mit Königskrone, 1889. |

#### Giebelbekrönung
Das Giebeldreieck wird von der Figur der Bona Fama, der römischen Göttin des Ruhms bekrönt. Die als geflügelter Engel dargestellte Figur steht auf einer großen Weltkugel mit Herzog Carl Eugens Doppelinitiale CC und bläst auf ihrer langen Posaune den Ruhm des Herzogs in die Welt hinaus. Die umgebenden Sitzfiguren überragt sie um das Doppelte. Diese zeigen links eine bekrönte Gloria, die römische Göttin des Ruhms, und rechts die Superioritas als Personifikation der Obrigkeit mit Zepter und Hahn, den Symbolen von Herrschaft und Kampfbereitschaft. Beide sind auf den Giebelschrägen angeordnet, gefolgt von einer Palme, einem gefesselten, fast nackten Gefangenen und allerlei Kriegsgerät.

#### Giebeldreieck
Das Giebeldreieck ist mit einem Relief geschmückt, das in seiner Mitte eine Wappenkartusche mit dem württembergischen Wappen trägt. Die Kartusche wird von zwei Sitzfiguren römischer Götter flankiert, die sich mit dem Rücken an das Wappen lehnen: links Minerva mit Lanze und Schild, die Göttin der Weisheit und des Kampfes, und rechts der Kriegsgott Mars, der nach einem Pfeilköcher greift. Zu Seiten der Minerva tummeln sich mit Blumen spielende Putten, während Mars von Putten mit Kriegsgerätschaften umringt wird. Pfuschreparaturen, die durch ihre weiße Gipsfarbe auffallen, verunstalten das Giebelfeldrelief.

#### Wappen
Das Wappen im Giebelfeldrelief wird von einer birnenförmigen Wappenkartusche umschlossen. Sie wurde ursprünglich von einem großen Herzogshut, nach der Erhöhung Württembergs zum Königreich von einer großen Königskrone bekrönt, und ist oben und unten mit Blatt- und Blütenwerk und an den Seiten mit Palmzweigen verziert.
| - Königswappenrelief. | - Zum Vergleich: Zeichnung des Wappens. |

Der Herzschild in der Mitte des Wappens stellt das württembergische Wappen mit den drei Hirschstangen und den drei Löwen dar, ursprünglich bekrönt von einem kleinen Herzogshut, nach der Erhöhung Württembergs zum Königreich von einer kleinen Königskrone. Die Symbole in den Zeilen und Spalten neben und unter dem Herzschild bezeichnen die zum Herzogtum Württemberg gehörenden Gebiete:
| Zeile Spalte | Symbol                        | Gebiet                                        |
| ------------ | ----------------------------- | --------------------------------------------- |
| Zeile 1      | Rauten Kirchenfahne           | Herzogtum Teck Pfalzgrafschaft Tübingen       |
| Zeile 2      | Mitra Barben                  | Fürstpropstei Ellwangen Grafschaft Mömpelgard |
| Zeile 3      | Reichssturmfahne Dornenbalken | – Herrschaft Justingen                        |
| Spalte 1+2   | Spitzen und Streitkolben      | Grafschaft Limpurg                            |
| Spalte 3     | Heidenkopf                    | Herrschaft Heidenheim                         |
| Spalte 4     | Mondsichel                    | Herrschaft Bönnigheim                         |
| Spalte 5     | Kreuz Hand                    | Amt Altdorf Amt Mindelheim                    |
| Spalte 6     | Adler                         | Reichsstadt Esslingen                         |

#### Dachfiguren

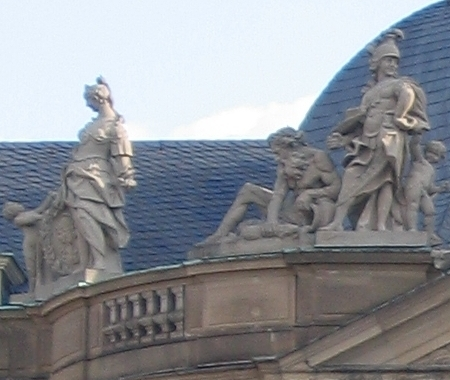
Prudentia, Neckar, Fortitudo.
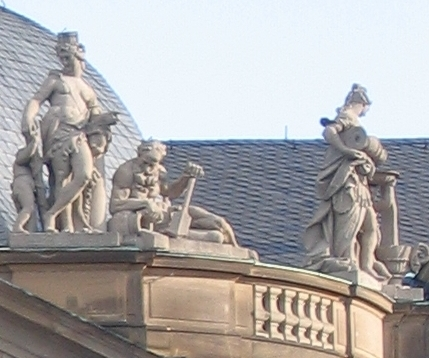
Justitia, Rems, Temperantia.

Der Risalit des Mittelbaus springt über vorgerundete Eckmauern in die Fassadenflucht zurück. Diese enden vor dem Dach in Balustraden mit je drei Figuren. Auf der linken Seite steht in voller Rüstung Fortitudo, die römische Göttin der Tapferkeit. Sie ballt eine Hand zur Faust und reicht die andere einem Putto hin. Rechts steht Justitia, die Göttin der Gerechtigkeit, die sich auf eine Stele mit dem Fell des Nemeischen Löwen lehnt, während ein Putto ihr das Liktorenbündel überreicht.

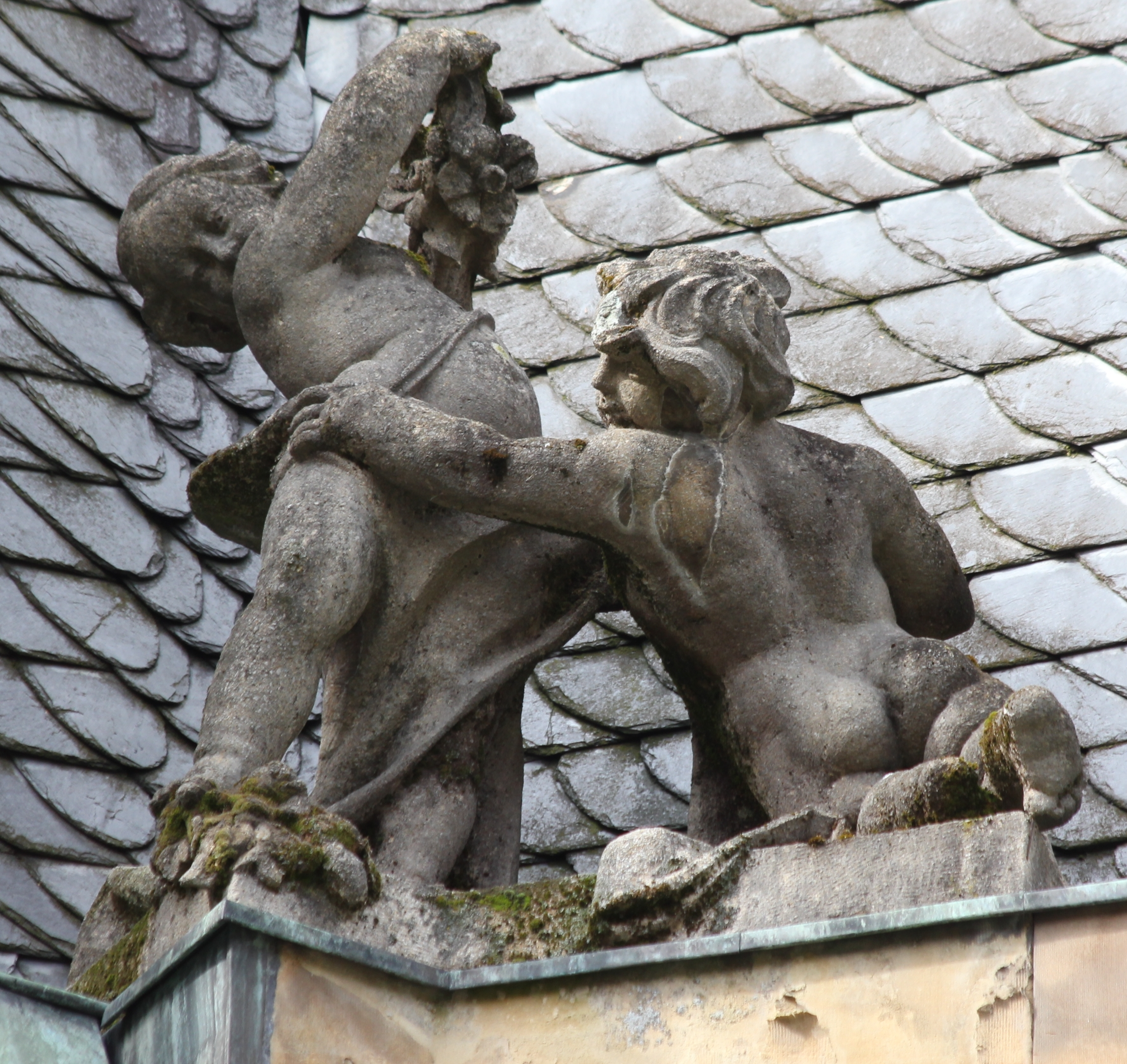
1.
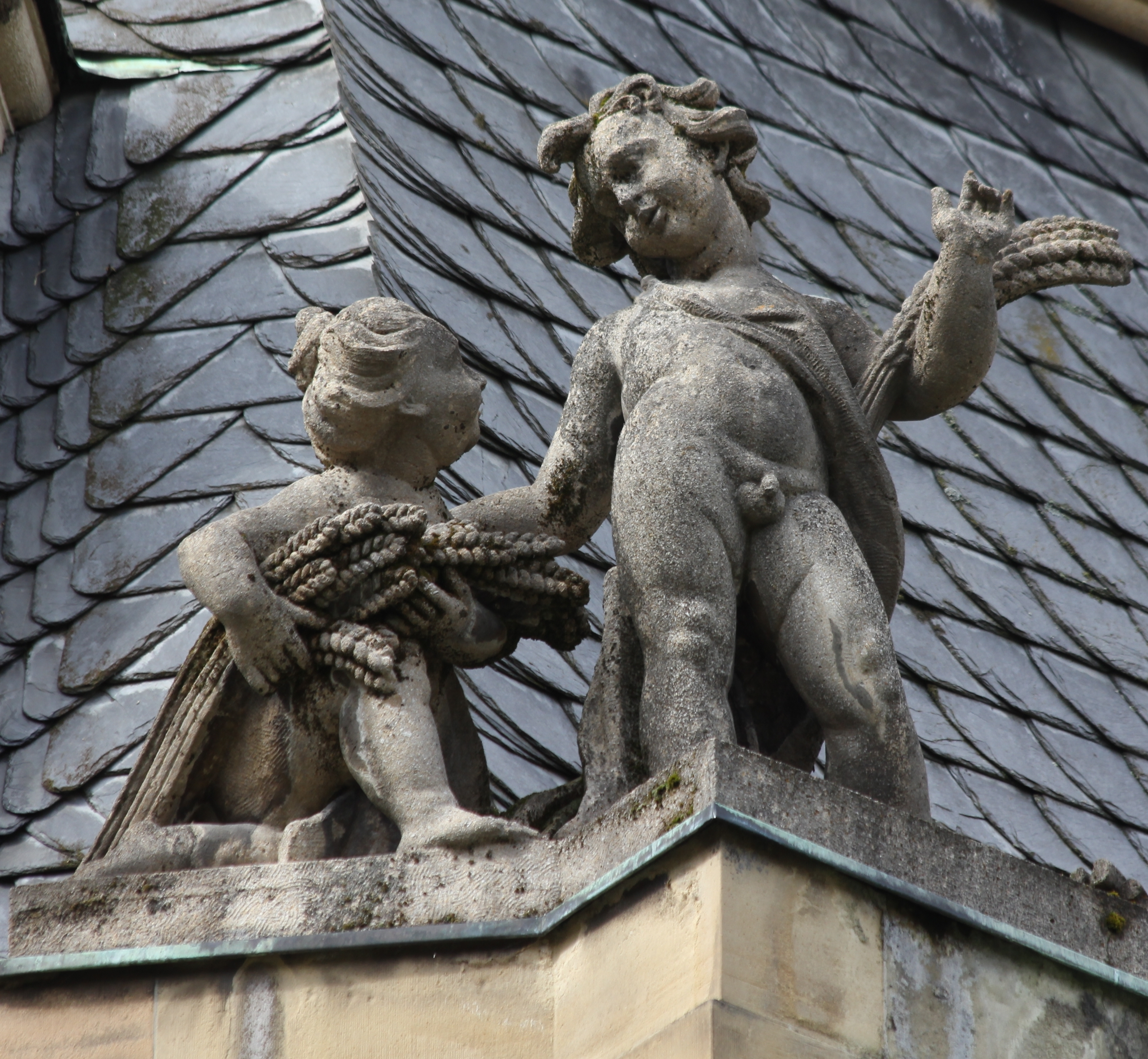
2.
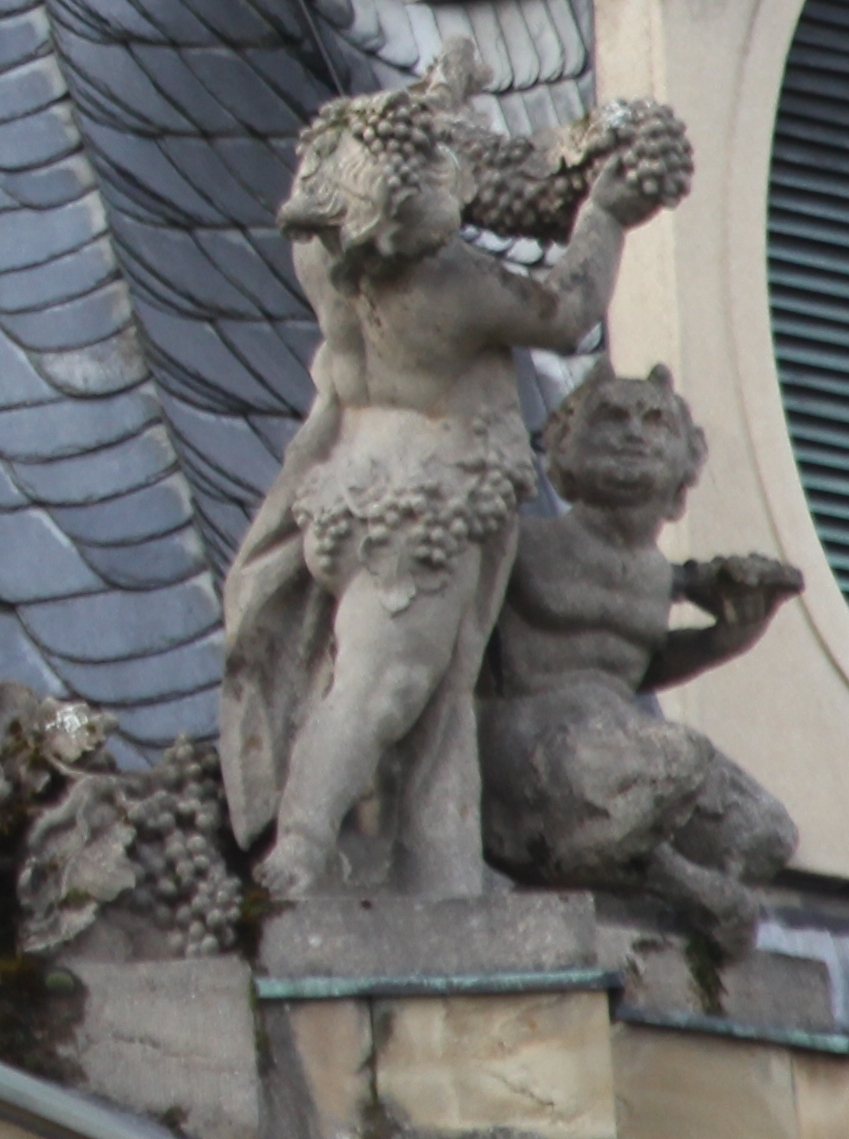
3.
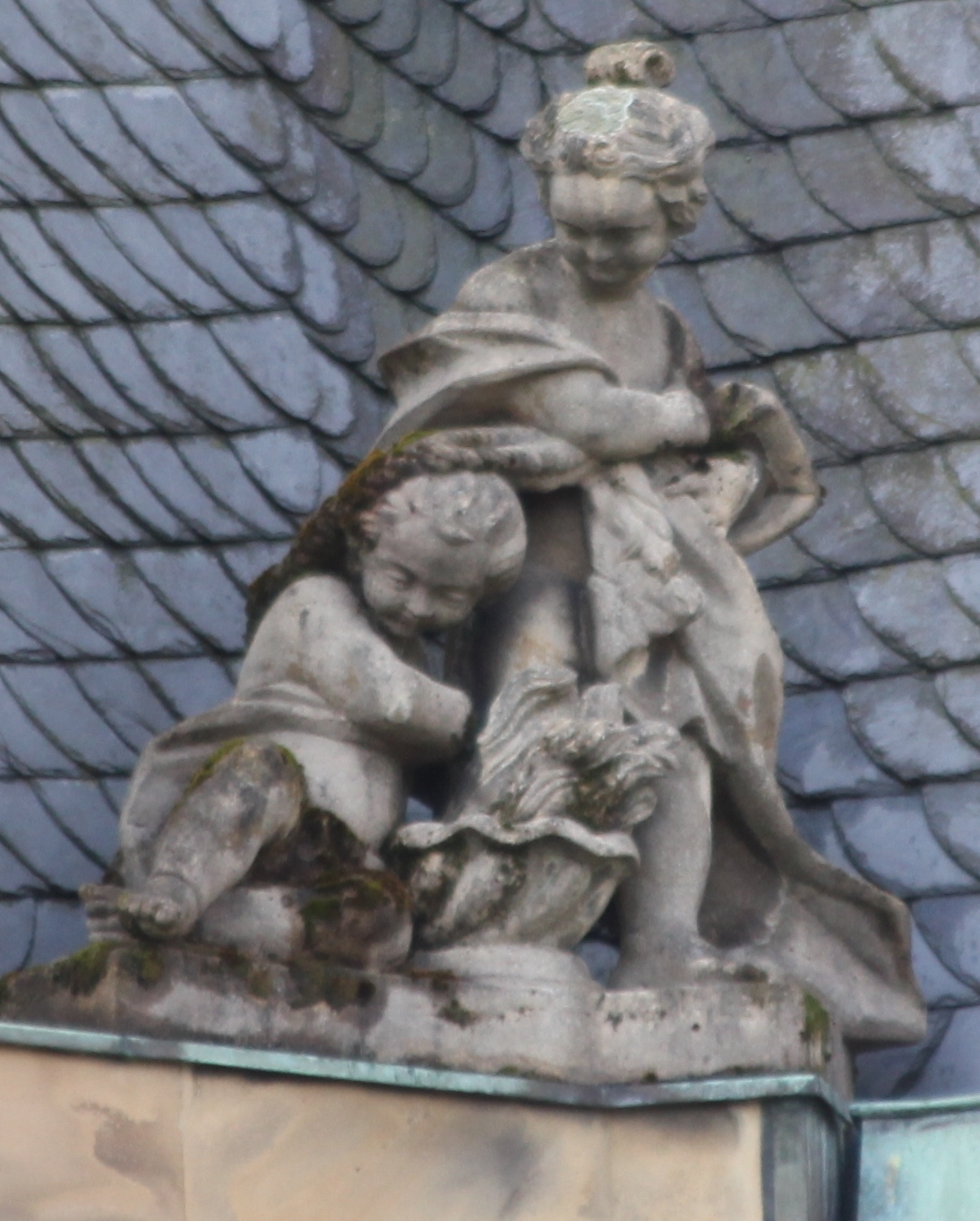
4.

Den Göttinnen zur Seite lehnen halb liegend die fast nackten Flussgötter Neckar (links) und Rems, kraftstrotzende Männer mit lockigem Haupthaar und dichtem Vollbart, die Wasser aus einem Krug schütten. Der Flussgott Neckar umklammert einen dicken Fisch, und der Flussgott Rems hält den Stiel eines Ruders. Zusammen mit dem Wappen verkörpern die Götter der einheimische Flüsse Neckar und Rems das Land Württemberg. Eine Kopie des Flussgotts Neckar wurde als Flussgott Rems im Mittleren Schlossgarten aufgestellt (Abbildung).
Den Abschluss der Figurenreihe bilden links Prudentia, die Göttin der Klugheit, und rechts Temperantia, die Göttin der Mäßigung. Prudentia trägt einen Schuppenpanzer und eine sich ringelnde Schlange in der Hand, während ein Putto einen lorbeerumkränzten Schild mit dem Porträt eines Ehepaars hält. Die Göttin Temperantia füllt aus einem Krug behutsam eine Schale, deren überlaufendes Wasser in einem langen Schwall in eine am Boden stehende Amphore fließt.

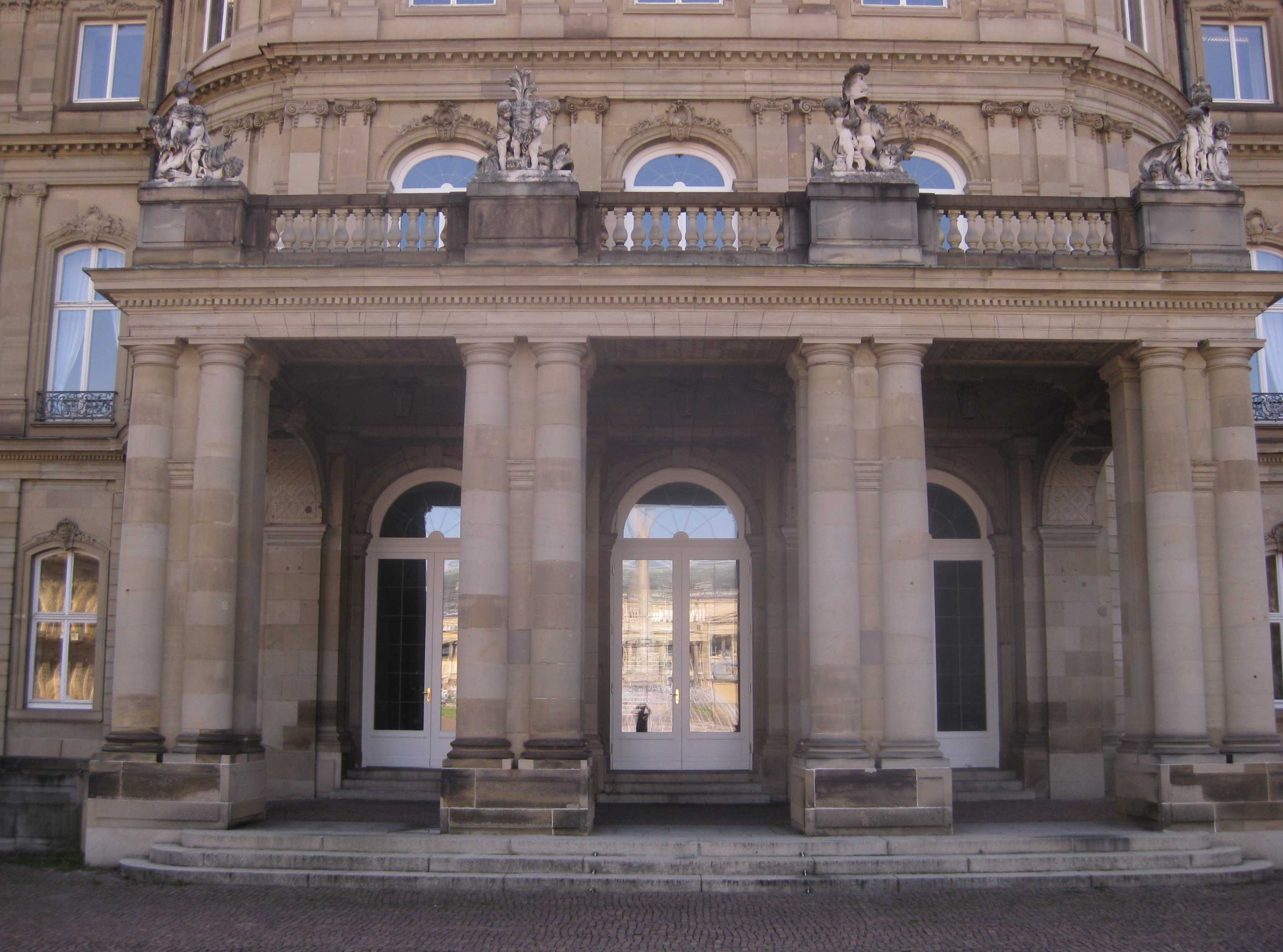

#### Portikus
Die als Portikus gestaltete Vorhalle des Hauptflügels dient als zweiseitige, überdachte Auffahrtsrampe und als Balkon für die Beletage. Die Decke des Portikus ruht auf 4 pfeilergestützten Korbbögen. Die vorderen Pfeiler sind mit vier gekuppelten Säulen verblendet.
Die Balustrade des Balkons trägt 6 Trophäen (Nummerierung von links nach rechts). Die Vorderseite der Balustrade bekrönen 4 Puttenpaare (Nummer 2–5). In die hinteren Ecken schmiegen sich zwei einzelne Putten (Nummer 1 und 6). Die nackten Putten spielen mit allerlei Kriegsgerät. Die Puttentrophäen wurden wie der übrige figürliche Außenschmuck des Schlosses wahrscheinlich 1748 bis 1753 von dem italienischen Bildhauer Domenico Ferretti geschaffen. Siehe auch: Historische Abbildung von 1893.
Standort: Balkon des Hauptportikus. 

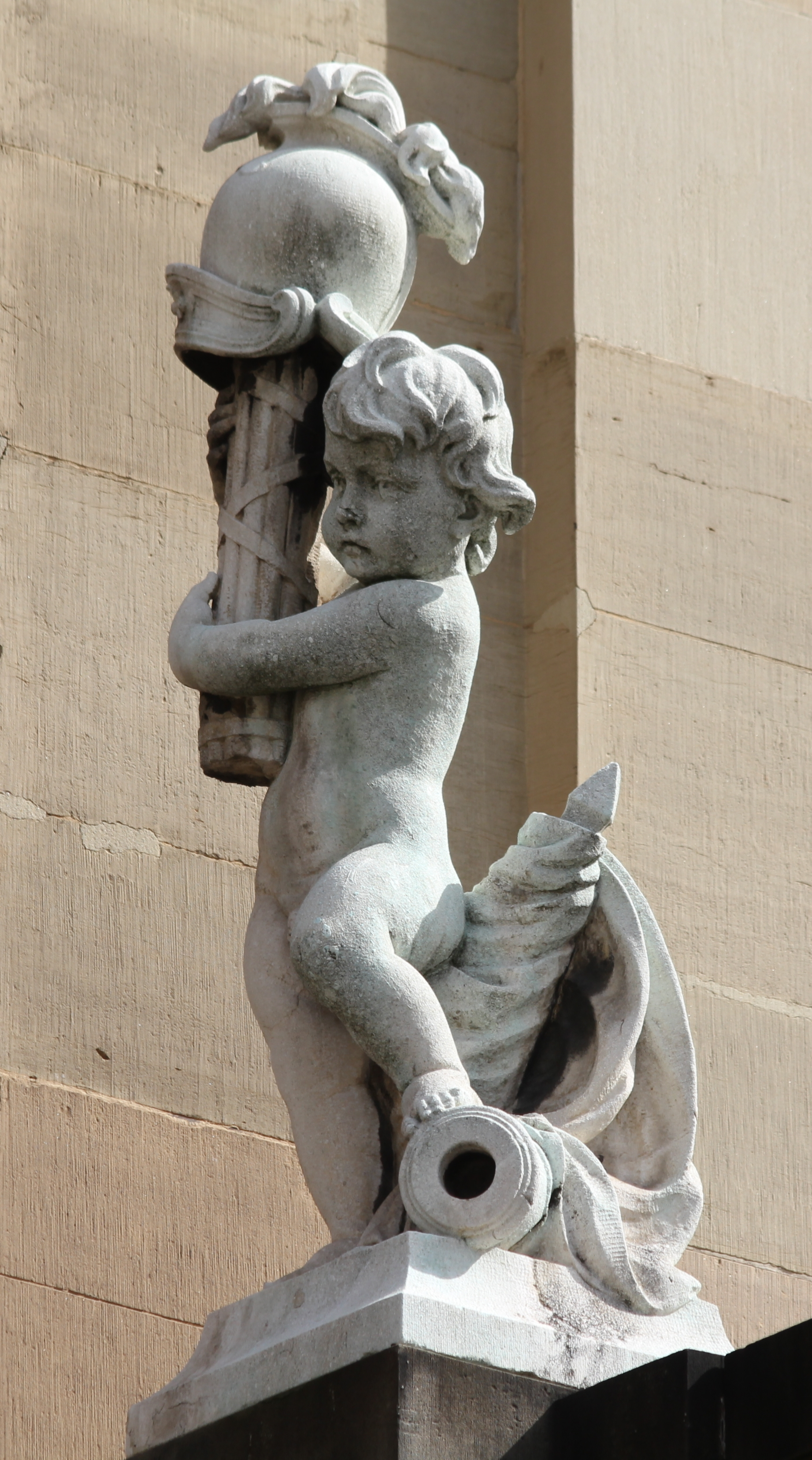
1.
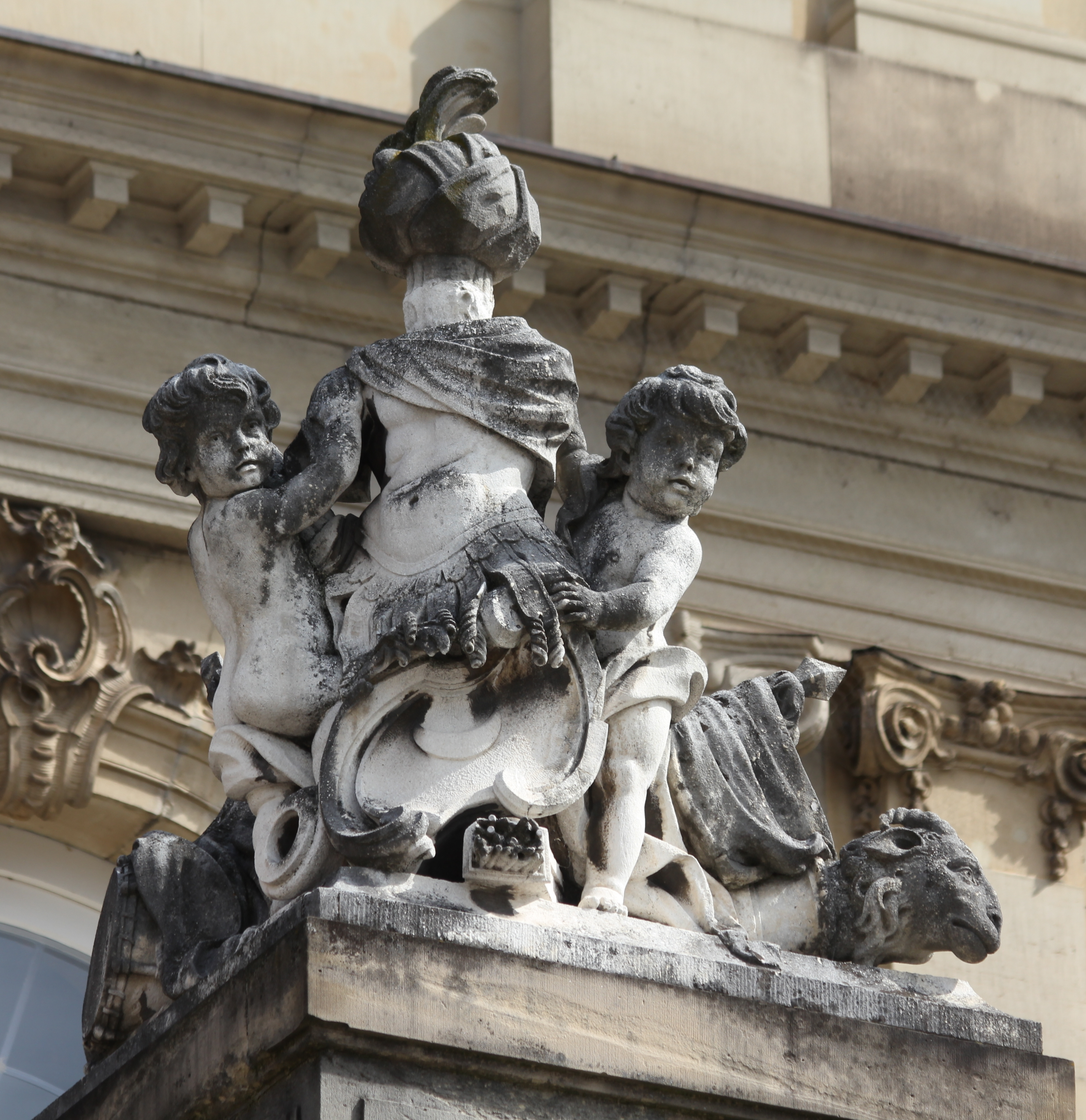
2.
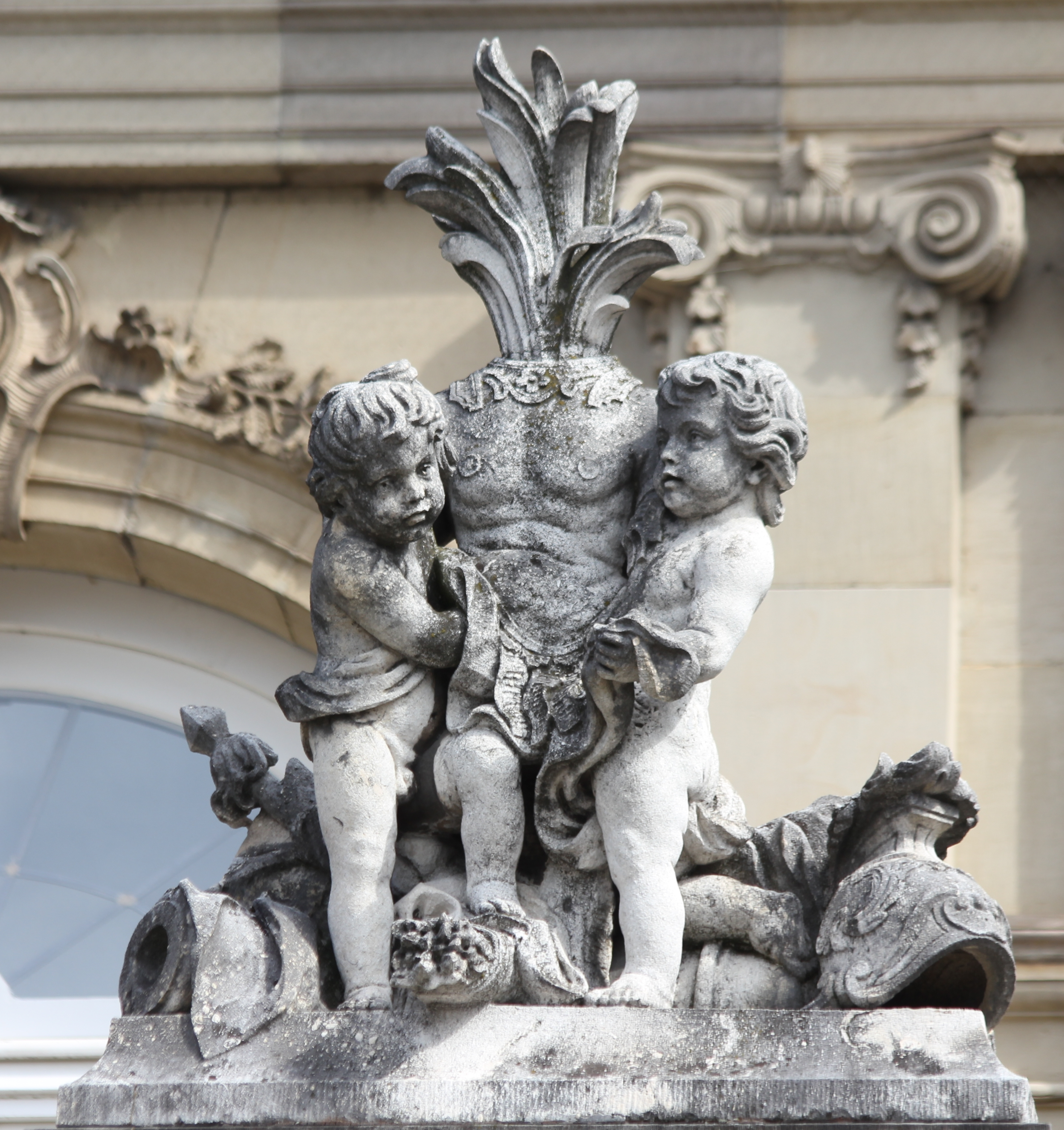
3.
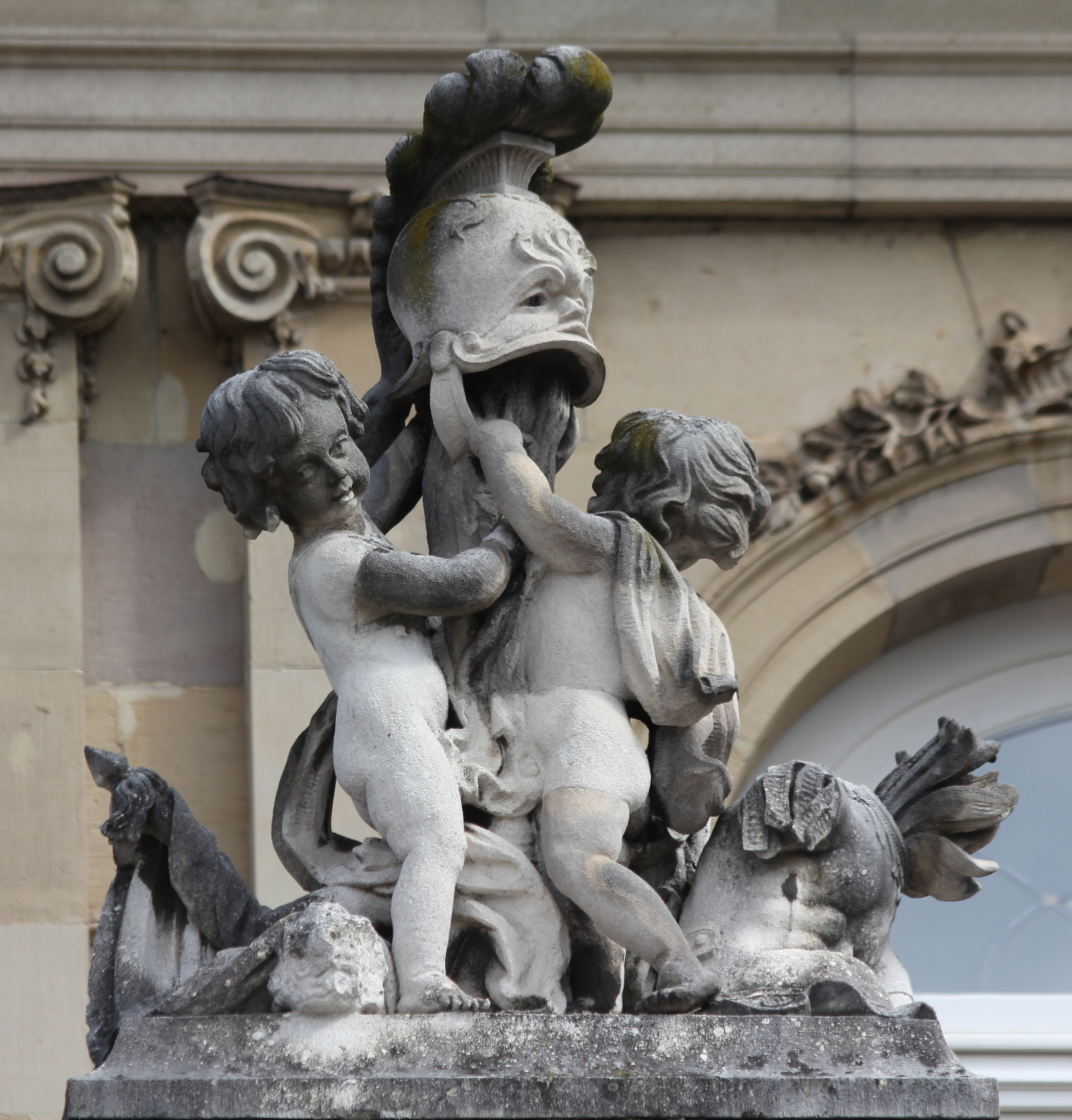
4.
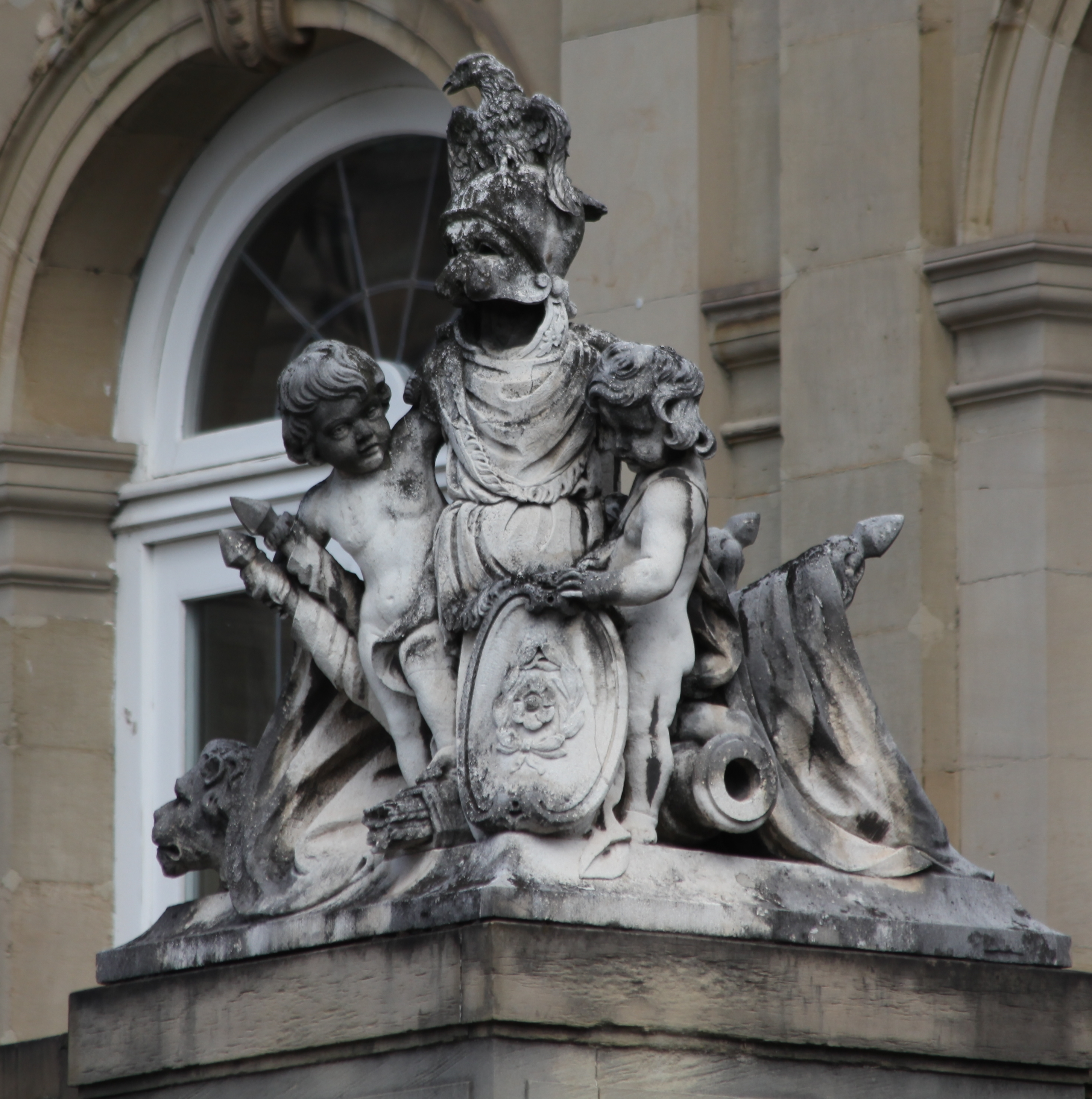
5.
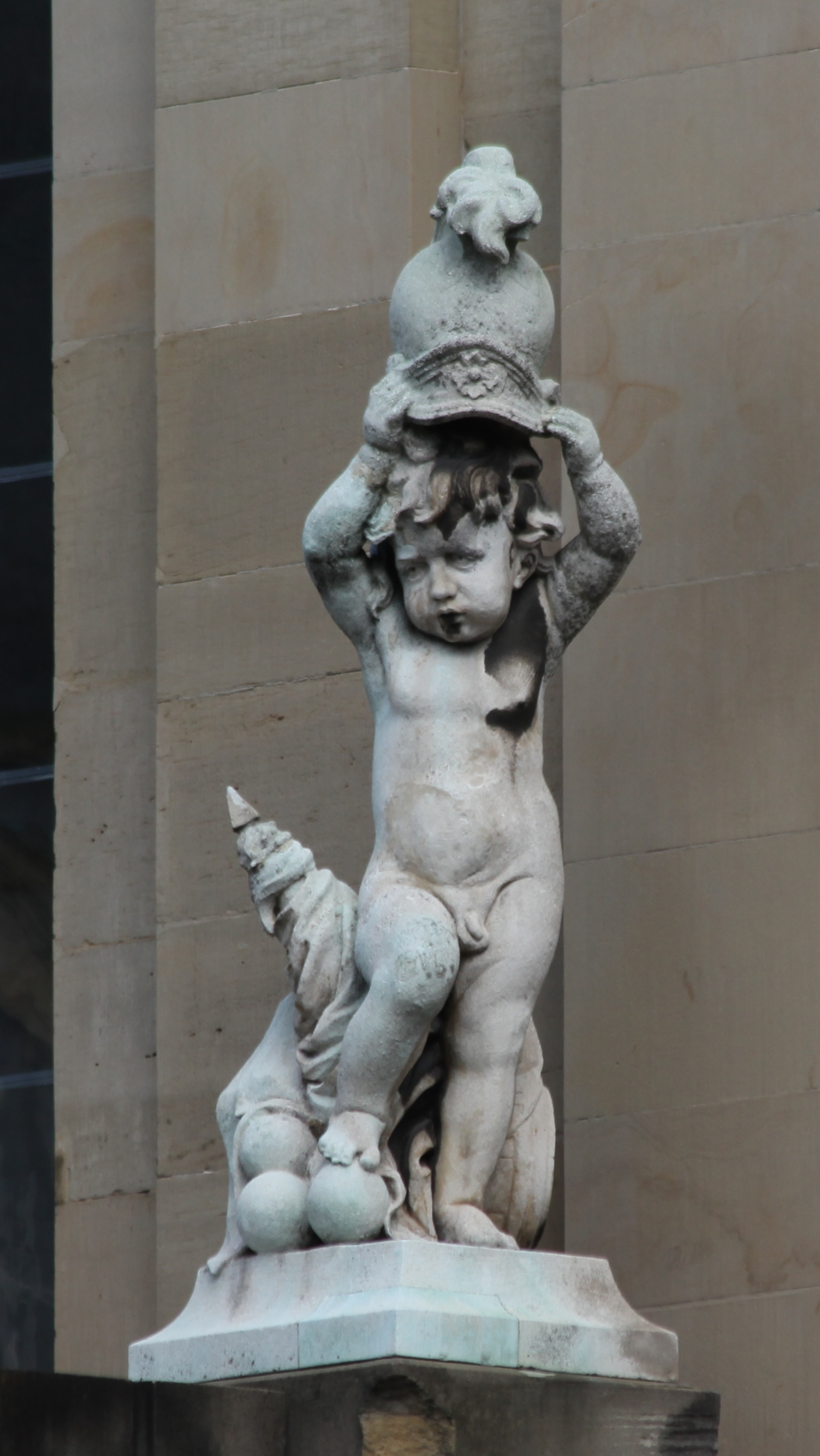
6.

### Gartengiebel
| - Giebeldreieck des Gartengiebels, 2012. | - Giebeldreieck des Gartengiebels Bauaufnahme, 19. Jahrhundert. |

Der Giebelschmuck des Gartengiebels besteht aus der Giebelbekrönung auf den Schrägen des Giebeldreiecks, dem Relief des Giebeldreiecks und flankierenden Dachfiguren.

#### Giebelbekrönung
Das Giebeldreieck wird von dem Frontalstandbild des gelockten, nackten Apoll bekrönt, dem Gott der Künste und der Bogenschützen, der Pfeil und Bogen in der Hand hält. Eine Bauaufnahme des 19. Jahrhunderts (siehe oben) zeigte Apoll mit einer Leier und mit einem Lendenschurz bekleidet. Zu Füssen des Gottes kauern zwei nackte Putten. Die von ihm abgekehrten halbnackten Sitzfiguren überragt Apoll um das Doppelte.
Zu seiner Linken hat sich Ceres, die römische Göttin des Ackerbaus, niedergelassen. Sie hält in einer Hand ein Ährenbündel und streicht mit der anderen über die vor ihr stehenden Ährengarben, während ihr zu Füßen als Symbol des Frühlings zwei nackte Putten mit Girlanden, Blumenkörben und Feldfrüchten ihr Spiel treiben.
Zur Rechten Apolls sitzt der vom Wein berauschte Weingott Bacchus, inmitten von allerlei Gefäßen voller Trauben und mit einem dicken Traubenklotz in der Hand. Ihm zu Füßen tummeln sich als Sinnbild des Winters zwei mit Kurzmäntelchen bekleidete Putten im Weintaumel.

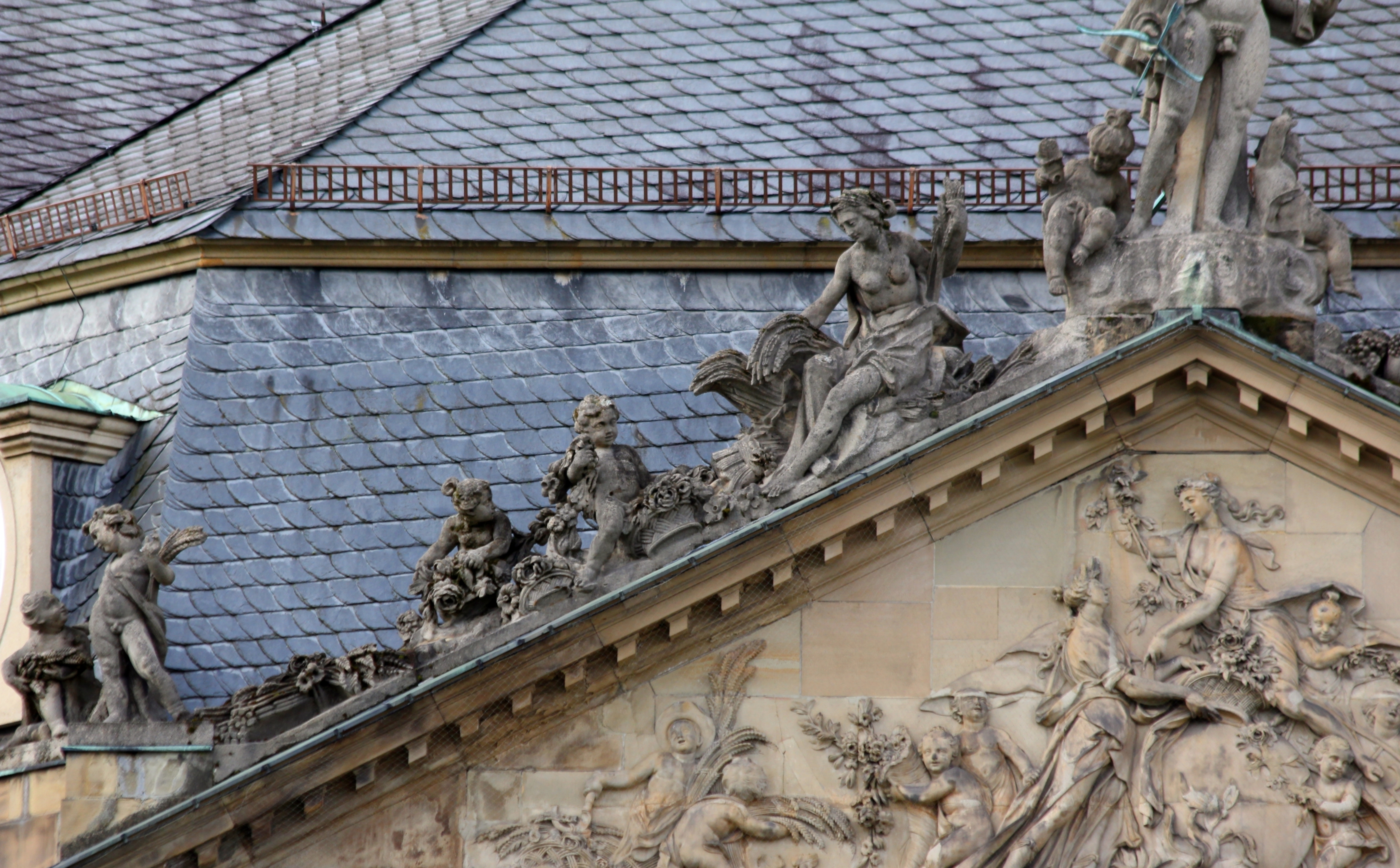
Linke Giebelschräge.
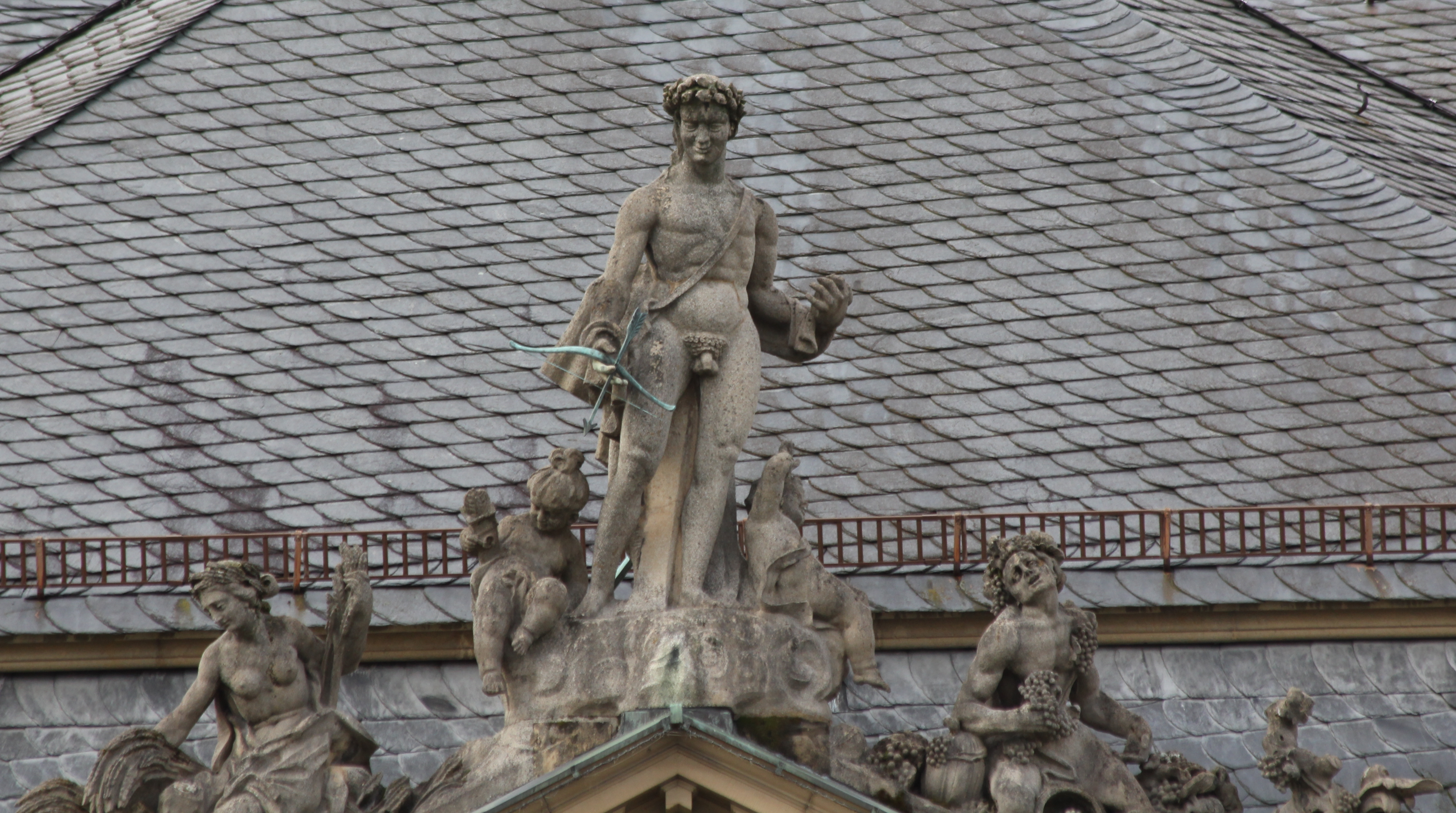
Apollo mit Ceres und Bacchus.
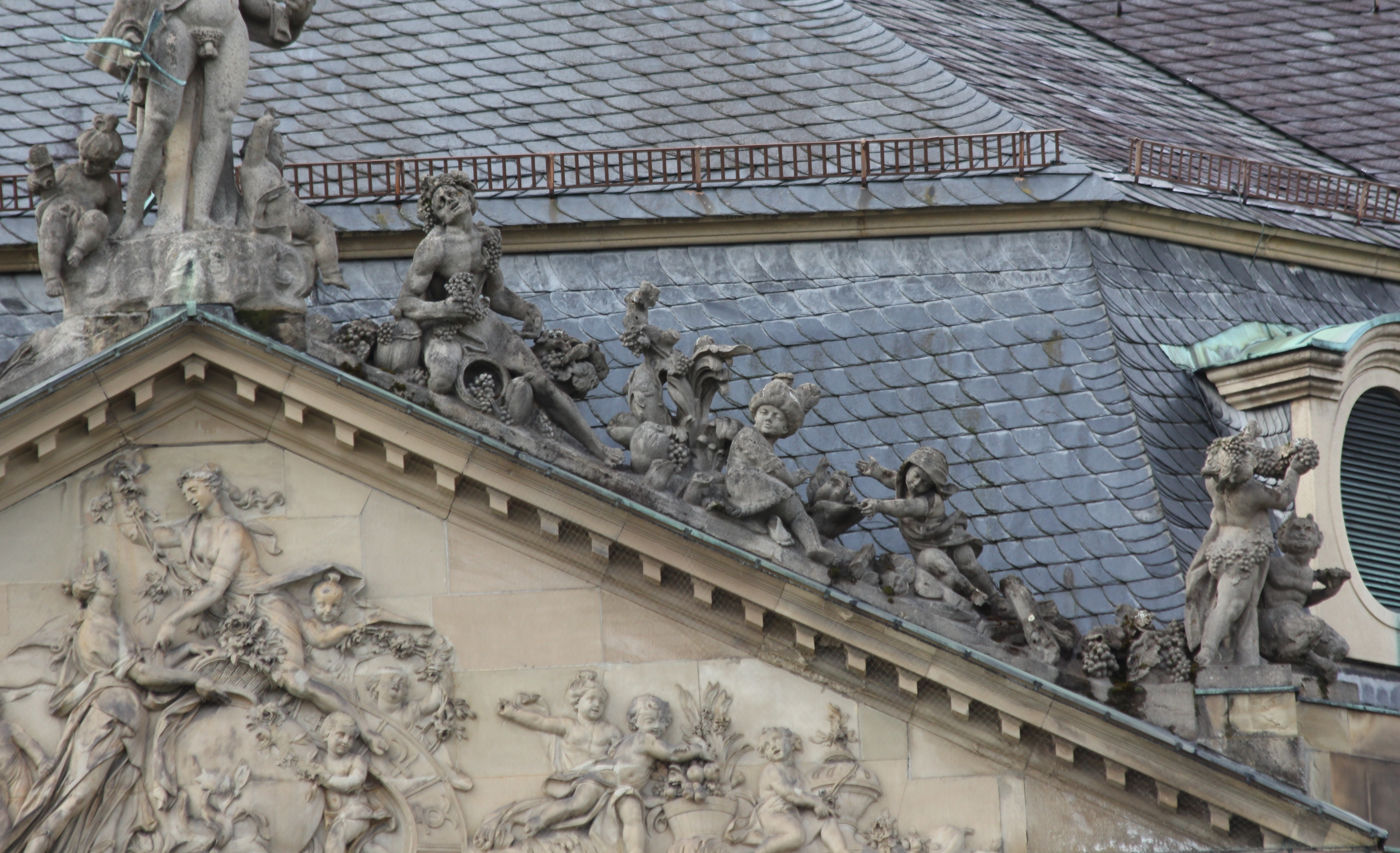
Rechte Giebelschräge.

#### Giebeldreieck
Das Giebeldreieck trägt ein Relief mit Flora, der römischen Göttin der Blüte und der Jugend. Wie eine Reiterin schwebt sie nach links gewendet über einer Kugel, die einen Skalenring mit Planetenzeichen verdeckt (sichtbar sind Venus, Jupiter und Merkur). Die schöne jugendliche Göttin trägt einen Lockenschopf mit einem langen, dicken Zopf, der vom Wind verwirbelt hinter ihr her wallt. Sie ist mit einem zarten, luftigen Gewand bekleidet, das Brust, Unterarme und Unterschenkel freilässt und mit seiner langen, flatternden Schleppe zwei Putten mit Rosengirlanden als Schutzmantel dient. Mit der linken Hand schürzt sie ihr Kleid, mit dem rechten hochgereckten Arm zieht sie eine lange, üppige Rosengirlande aus einem Korb, den eine Dienerin ihr hinreicht.
Zwei Puttengruppen flankieren die Göttin. Die vier Putten auf der linken Seite versinnbildlichen den Sommer. Sie hantieren mit Ährenbündeln und einem Füllhorn, aus dem eine Rosengirlande quillt. Auf der anderen Seite arrangieren drei herbstliche Putten einen überbordenden Früchtekorb.

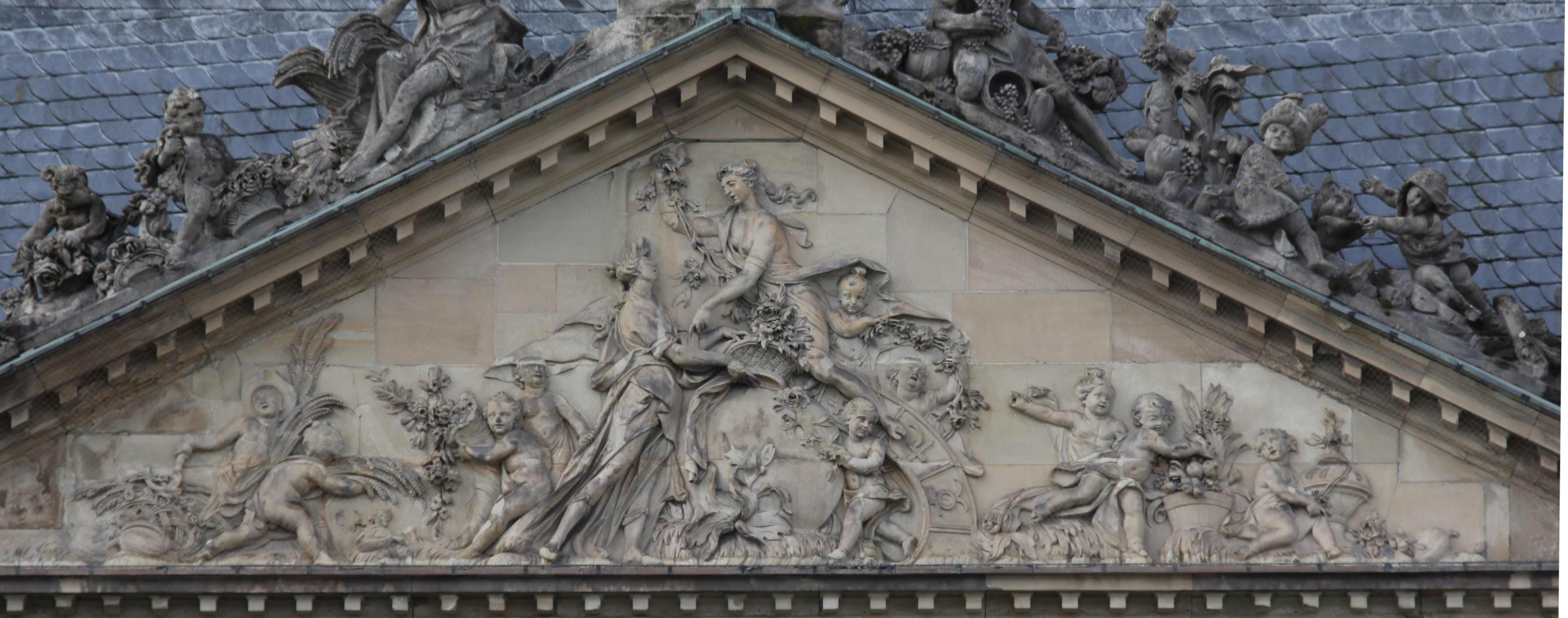
Giebeldreieck.

#### Dachfiguren
Der Risalit des Mittelbaus springt über schräge Eckmauern in die Fassadenflucht zurück. Diese enden vor dem Mansarddach in Brüstungen mit Puttengruppen an den Enden. Auf der linken Brüstung steht links ein Paar, das sich mit Blumen beschäftigt (Bild 1), während rechts zwei Putten mit Ährenbündeln hantieren (Bild 2). Auf der rechten Brüstung amüsiert sich zur Linken ein zwergwüchsiger Satyr zusammen mit einem traubenbehangenen, traubenverschlingenden Putto (Bild 3), während sich rechts ein kleiner Putto unter dem Mantel eines großen Mädchens kuschelt (Bild 4).
- 1.
- 2.
- 3.
- 4.

## Dachfiguren

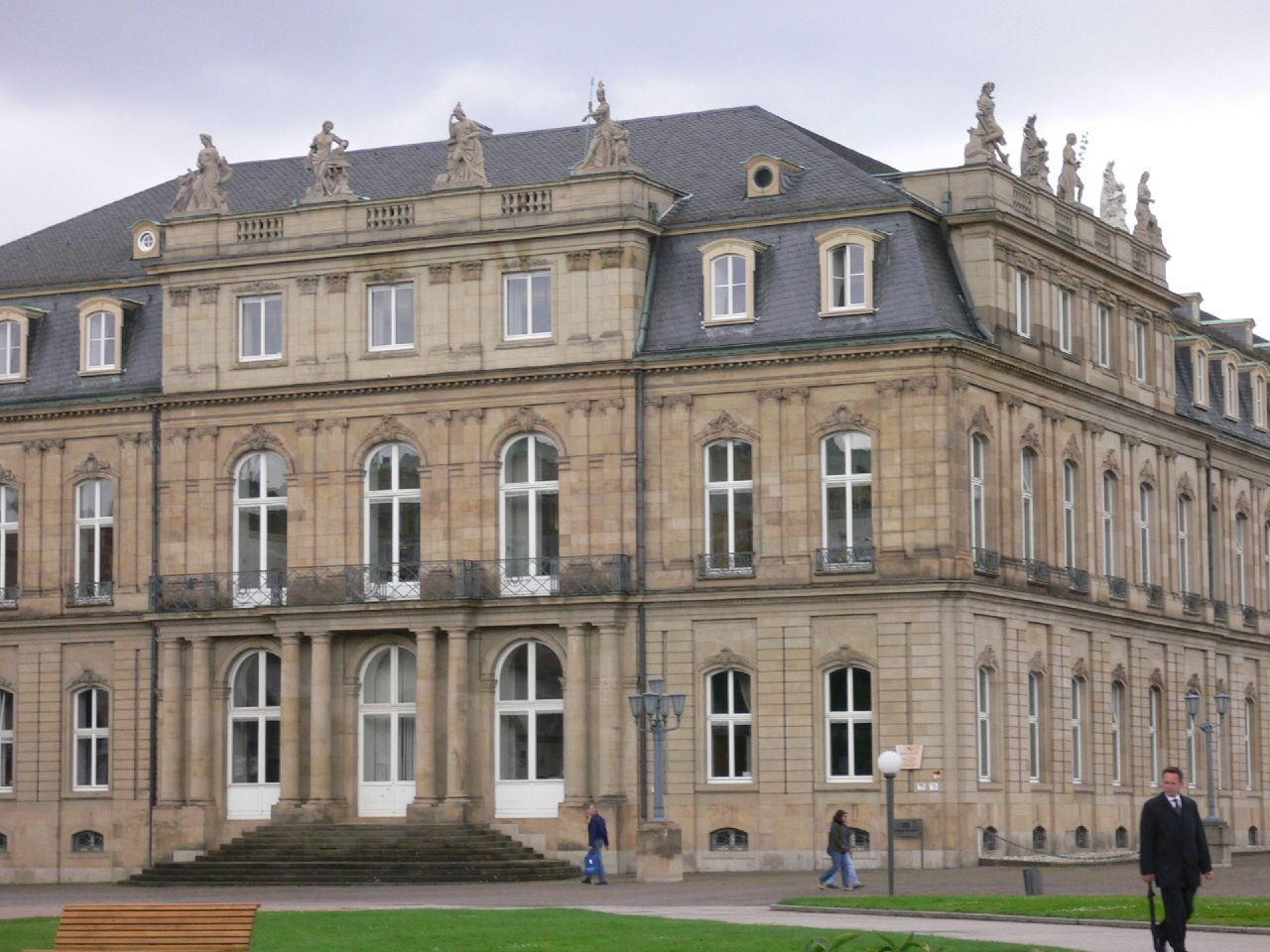
Stirnrisalit (links) und Endrisalit des Gartenflügels mit Dachfiguren.

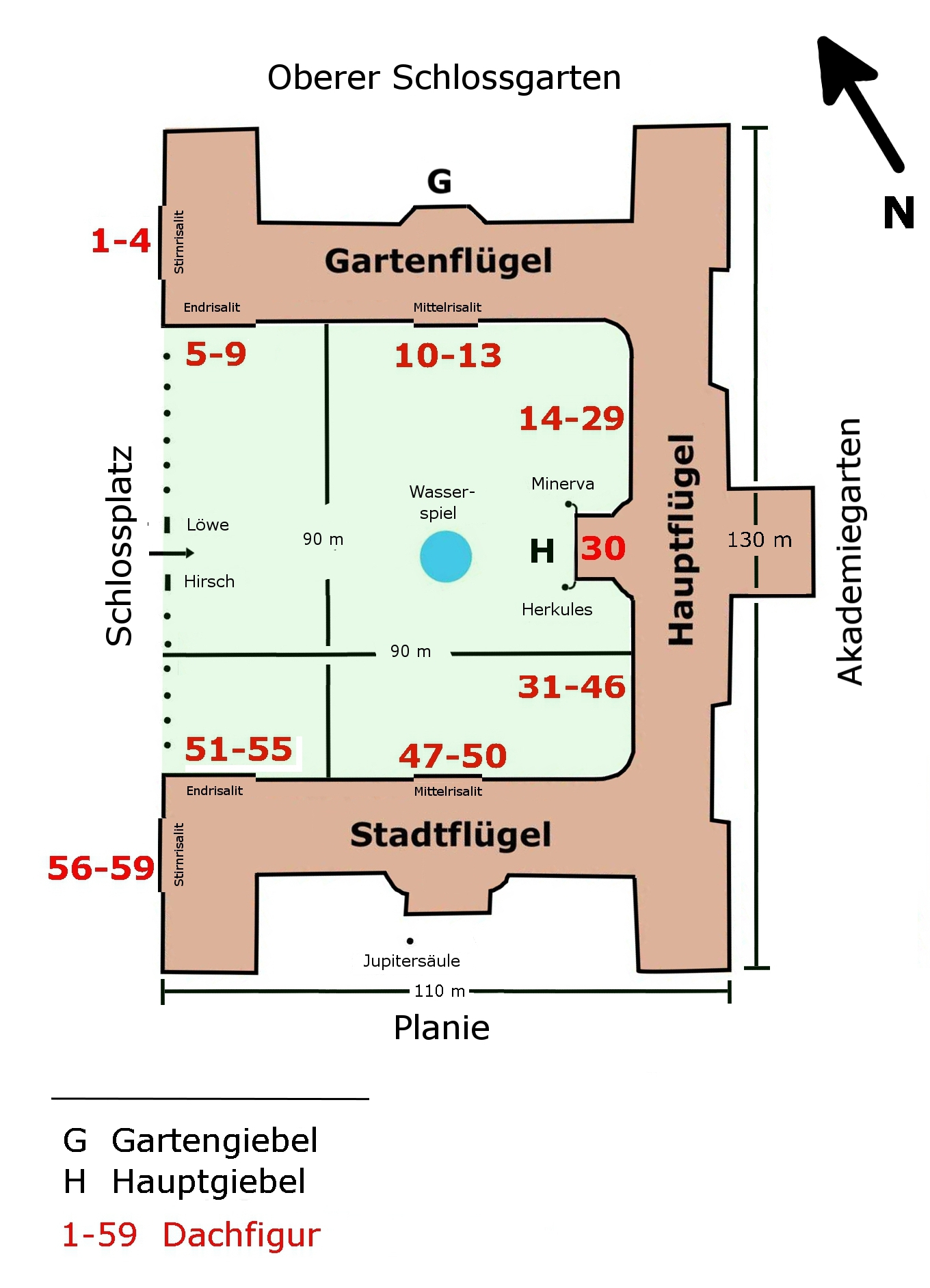
Neues Schloss, Lageplan.

Die drei Flügel des Neuen Schlosses bestehen aus zwei etwa gleichhohen Vollgeschossen, einem halbhohen Dachgeschoss (Mezzanin) und einem Attikageschoss. Das Dachgeschoss ist an den Risaliten voll ausgebaut, während es an den Rücklagen mit einem Mansarddach abschließt.
Die ausgebauten Dachgeschosse werden von Balustraden und 59 Dachfiguren bekrönt, die sich mit ihren Postamenten in die Balustraden einfügen (teilweise Kopien). Je 4 Figuren verteilen sich auf die Stirnrisalite am Schlossplatz, je 5 auf die Endrisalite und je 4 auf die Mittelrisalite der Seitenflügel. Der Hauptflügel ist beiderseits des Giebels mit je 16 Figuren bestückt.
Die Figuren sind als Personen, Putten oder Trophäen dargestellt und symbolisieren Allegorien und Personifikationen von Tugenden, Eigenschaften und Berufen.

### Figurenprogramm
Die plastischen Darstellungen an den Fassaden des Neuen Schlosses gehen auf ein Figurenprogramm zurück, das im Auftrag von Herzog Carl Eugen von dem Geheimen Rat und Konsistorialratspräsidenten Georg Bernhard Bilfinger, Professor der Mathematik und Theologie, zusammen mit dem Architekten des Schlosses Leopoldo Retti entworfen wurde.
Der bildhauerische Schmuck des Figurenprogramms besteht aus den zwei Giebeln, dem Hauptgiebel am Schlosshof und dem Gartengiebel am Schlossgarten, sowie den 59 Dachfiguren an den Fassaden zum Schlosshof und zum Schlossplatz.

### Themenkreise
Während das Figurenprogramm des Hauptflügels der Verbildlichung der fürstlichen Tugenden dient, symbolisieren die Figuren der Seitenflügel das Handwerk und die Landwirtschaft, die Wissenschaften und die Künste, die Landesregierung und das Militärwesen. Die folgende Tabelle gibt einen Überblick über die Gruppierung der Figuren nach Themenkreisen. – Zahlen = Nummern der Dachfiguren.
| Bauteil       | Gartenflügel                      | Hauptflügel                | Stadtflügel               |
| ------------- | --------------------------------- | -------------------------- | ------------------------- |
|               |                                   | 17–43 Tugenden des Fürsten |                           |
| Ecke          | 14–16 Tugenden des Volkes         |                            | 44–46 Tugenden des Volkes |
| Mittelrisalit | 10–13 Handwerk und Landwirtschaft |                            | 47–50 Militärwesen        |
| Endrisalit    | 5–9 Handwerk und Landwirtschaft   |                            | 51–55 Landesregierung     |
| Stirnrisalit  | 1–4 Wissenschaften                |                            | 56–59 Künste              |

### Liste
Die Abbildungen der folgenden Liste sind nach der Nummer der Dachfiguren geordnet (siehe Lageplan). Die Bildunterschriften geben die Bezeichnung der Dachfigur an, und durch einen Gedankenstrich getrennt, einzelne Bestandteile der Skulptur. Fehlende Abbildungen: Dachfiguren 36, 38, 44 und 45.

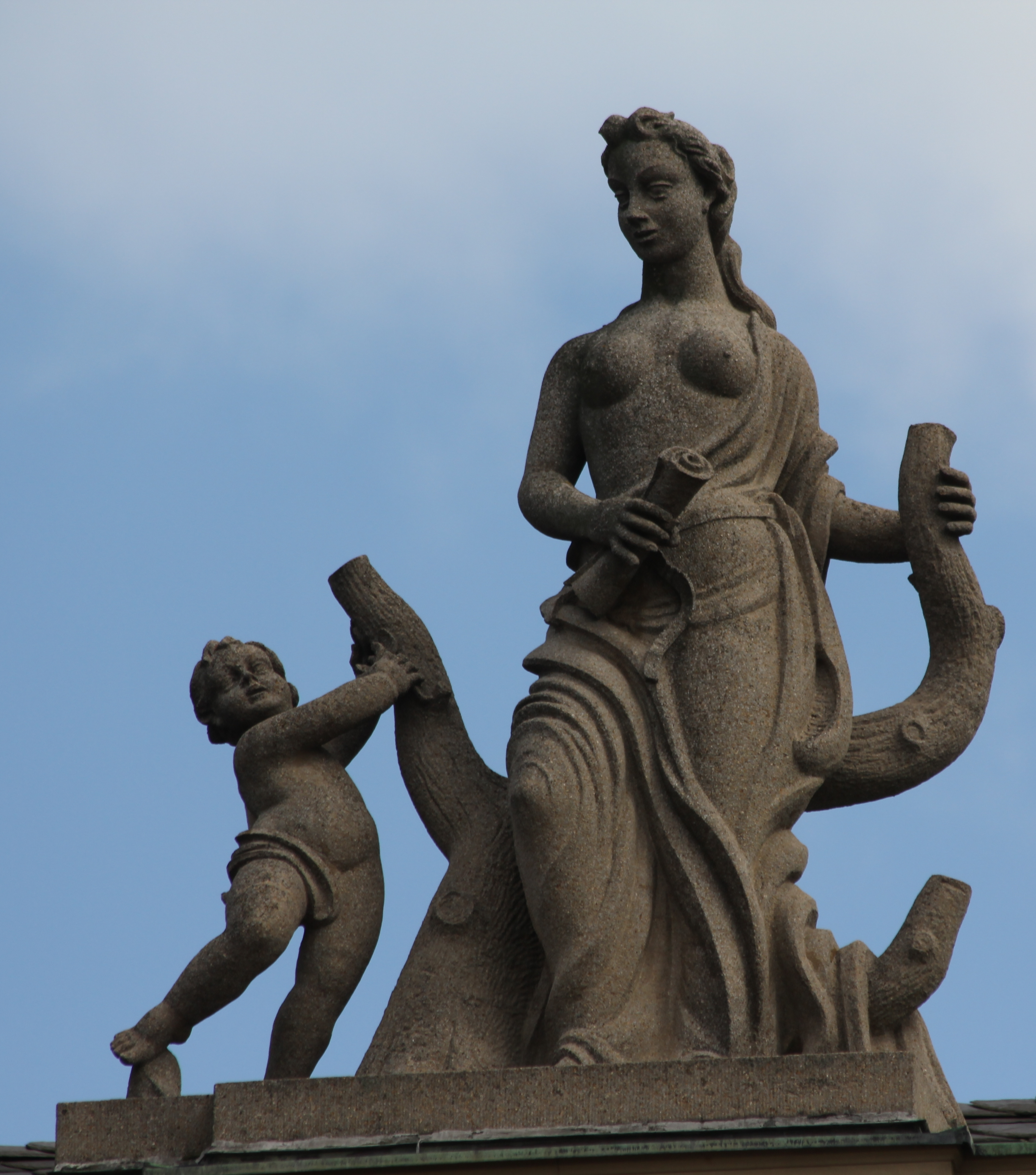
1. Dichtkunst – Putto, Baum, Schriftrolle.
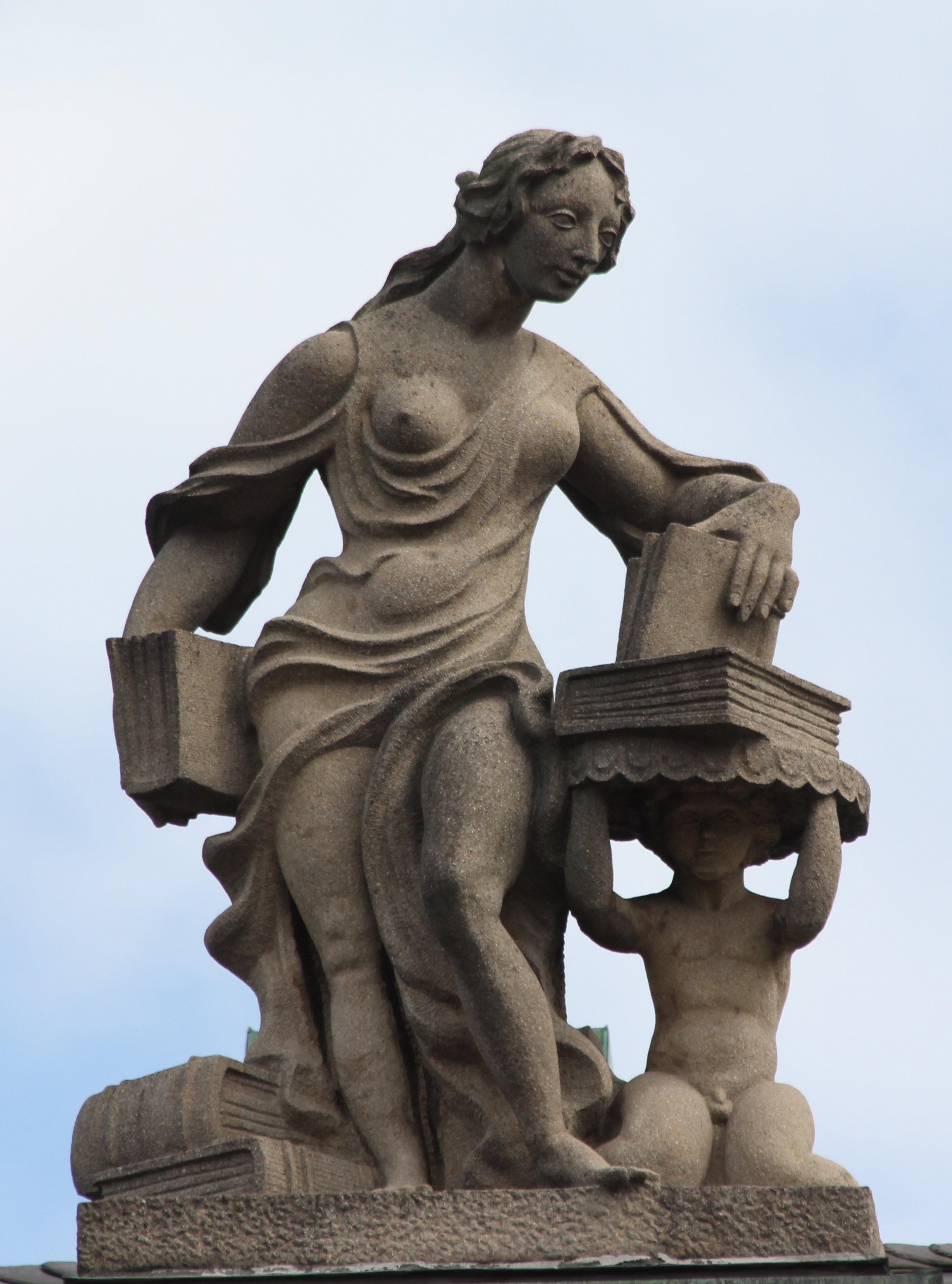
2. Lehre – Putto als Kathederträger, Bücher.
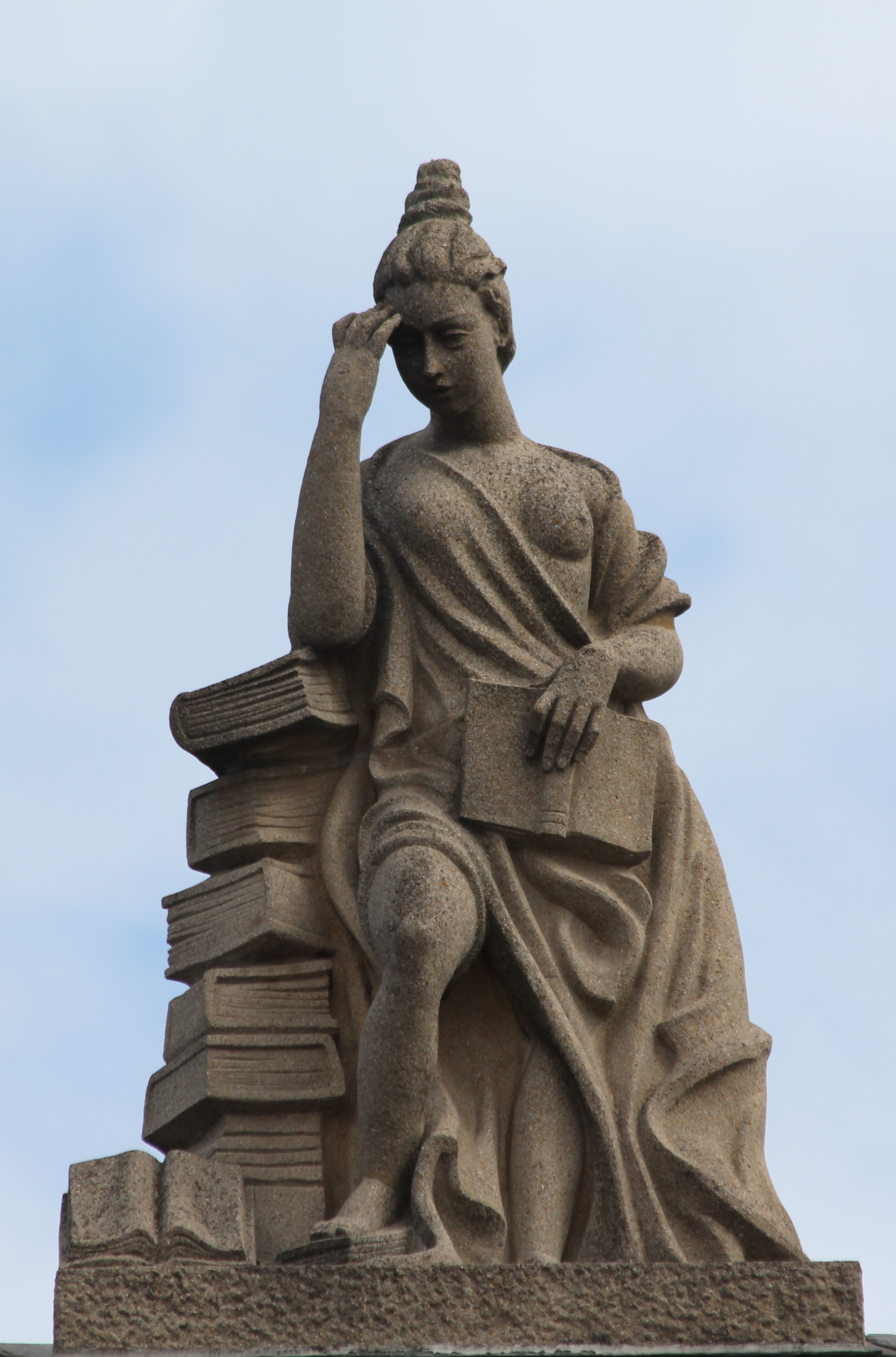
3. Forschung – Denkergeste, Bücherstapel.
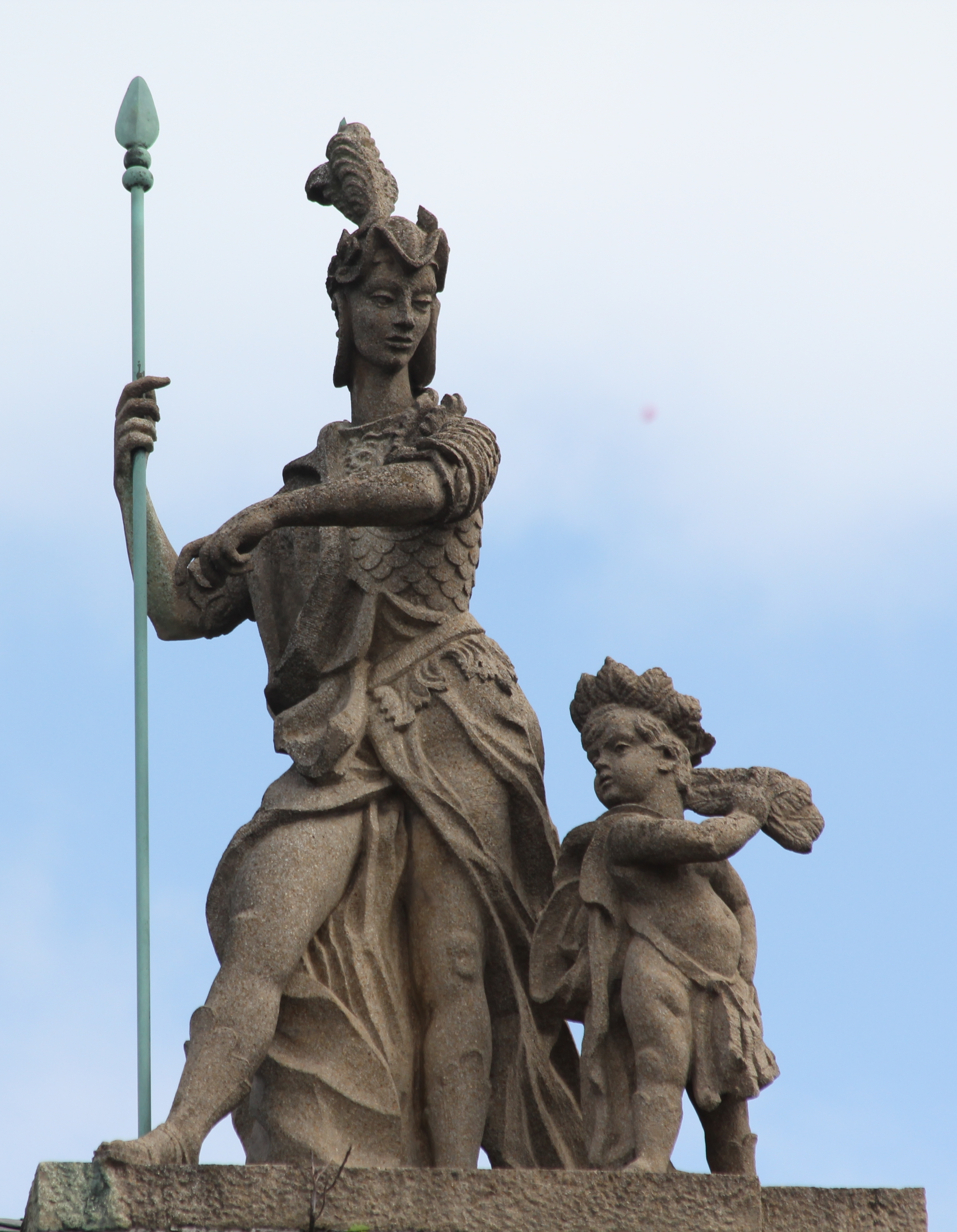
4. Kriegswissenschaft – Harnisch, Helm mit Federbusch, Lanze, Putto.
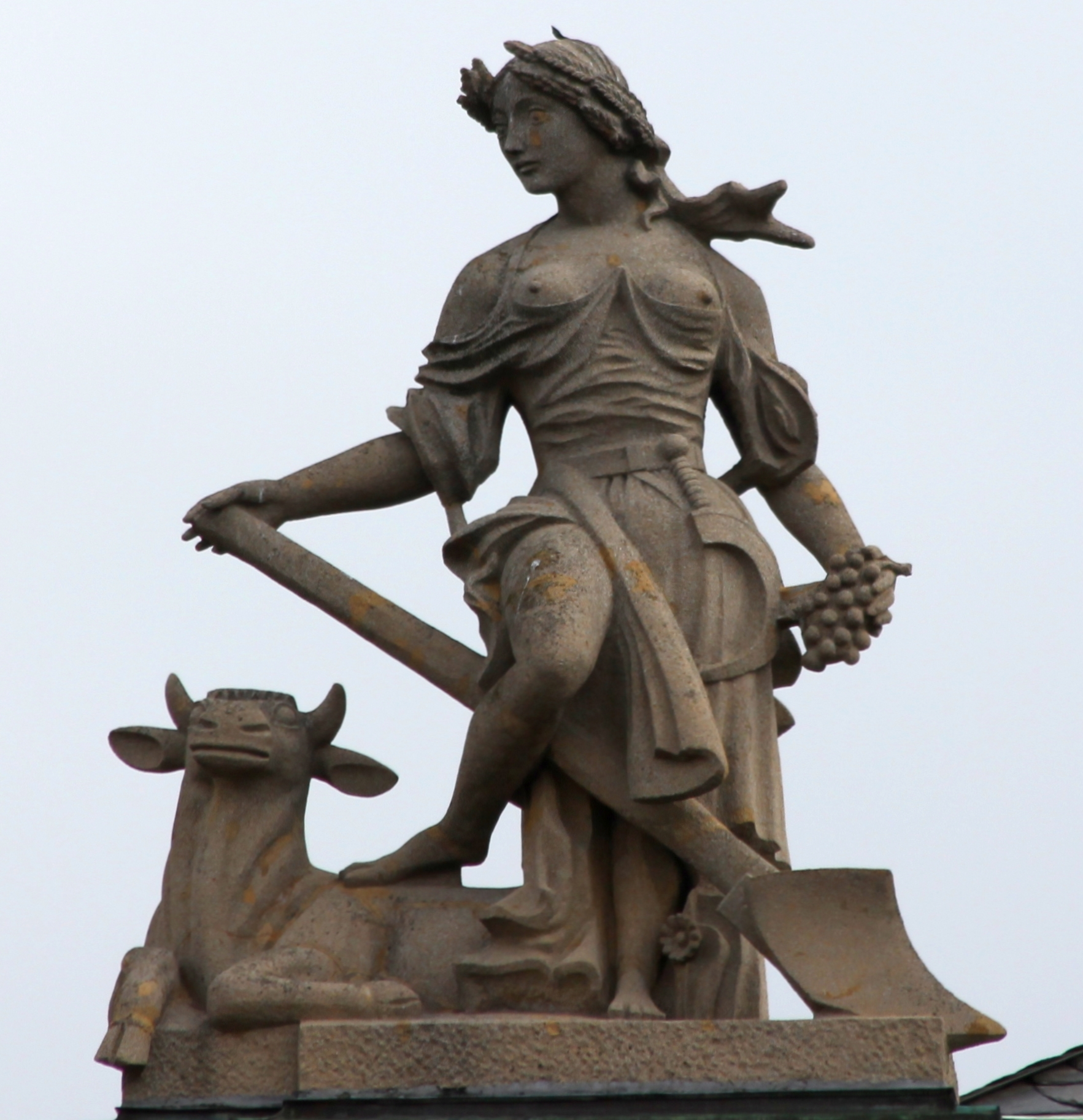
5. Ackerbau – Ährenkranz, Kuh, Spaten, Sichel, Trauben.
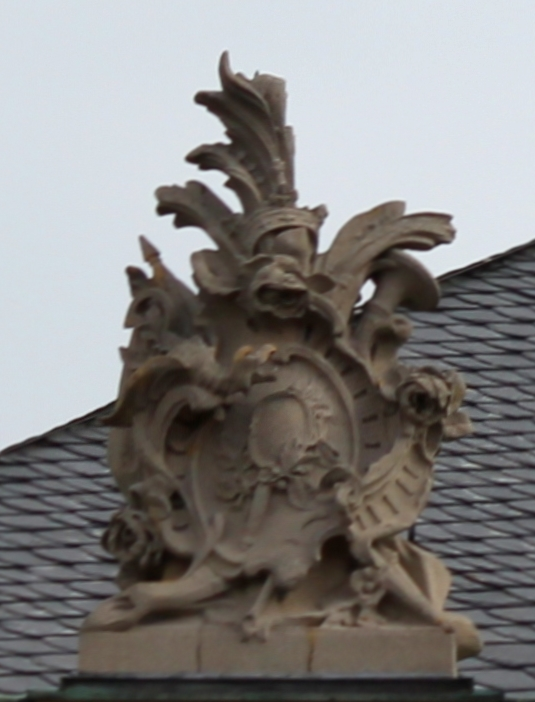
6. Trophäe – Baumstamm, Lanzenfahne, Trompete, Kartusche, Schild, Handspiegel, Rosen.
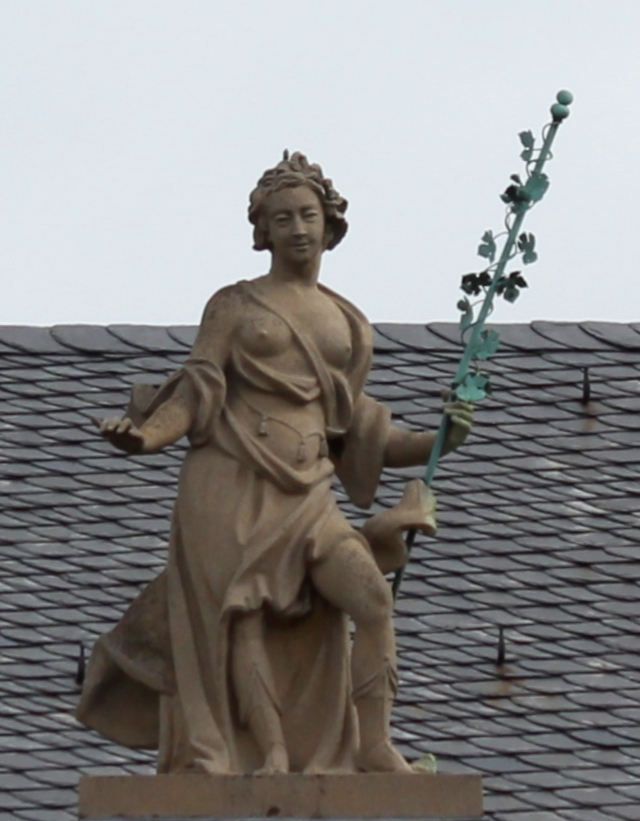
7. Schäferei – Thyrsosstab.
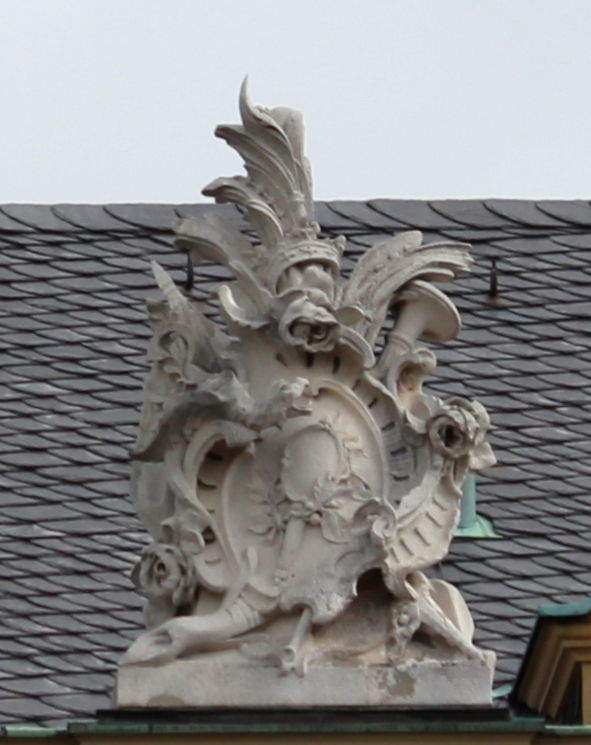
8. Trophäe – Baumstamm, Lanzenfahne, Trompete, Kartusche, Schild, Handspiegel, Rosen. Kopie von Dachfigur 6.
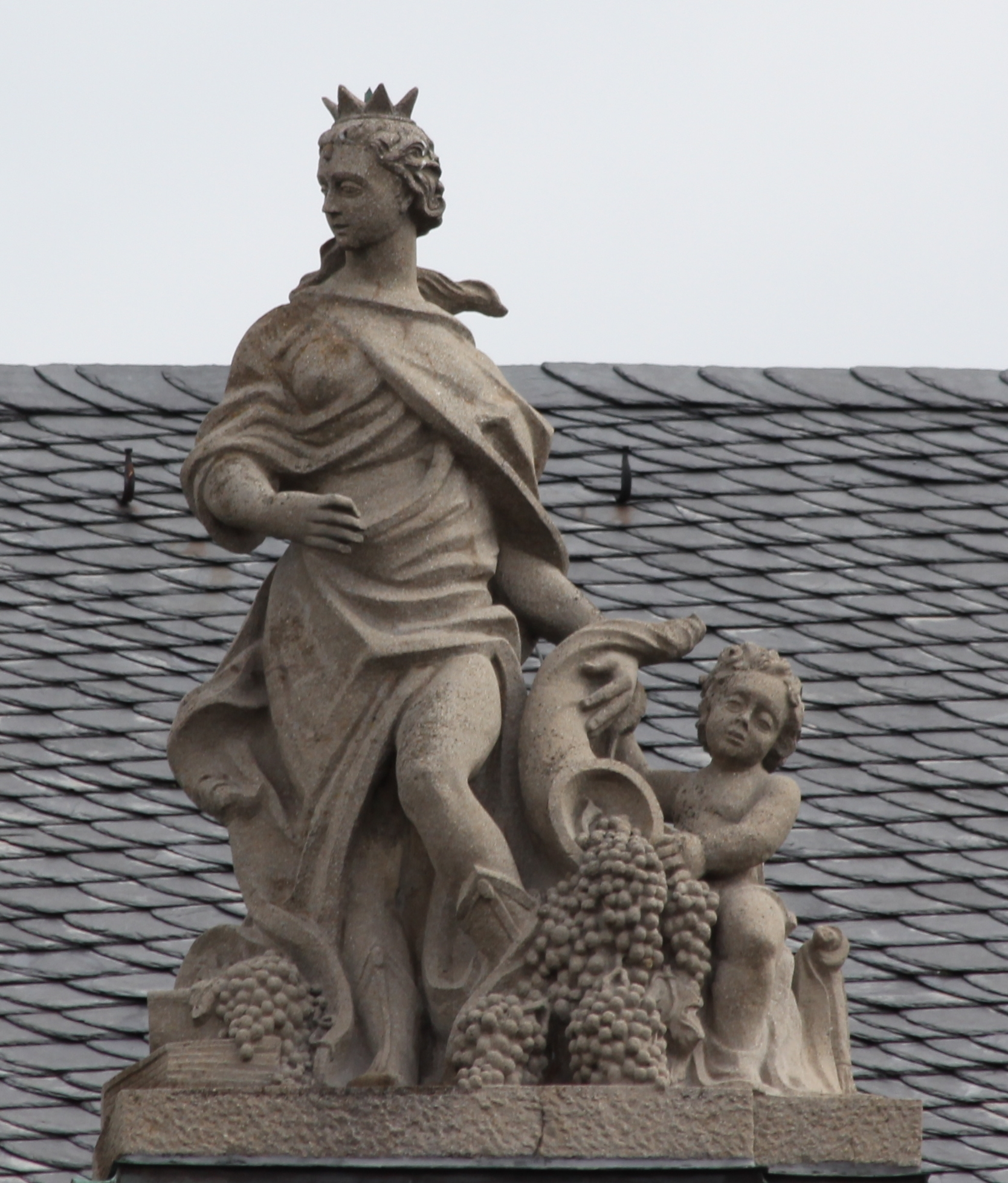
9. Weinbau – Putto, Füllhorn, Trauben, Weinpresse.
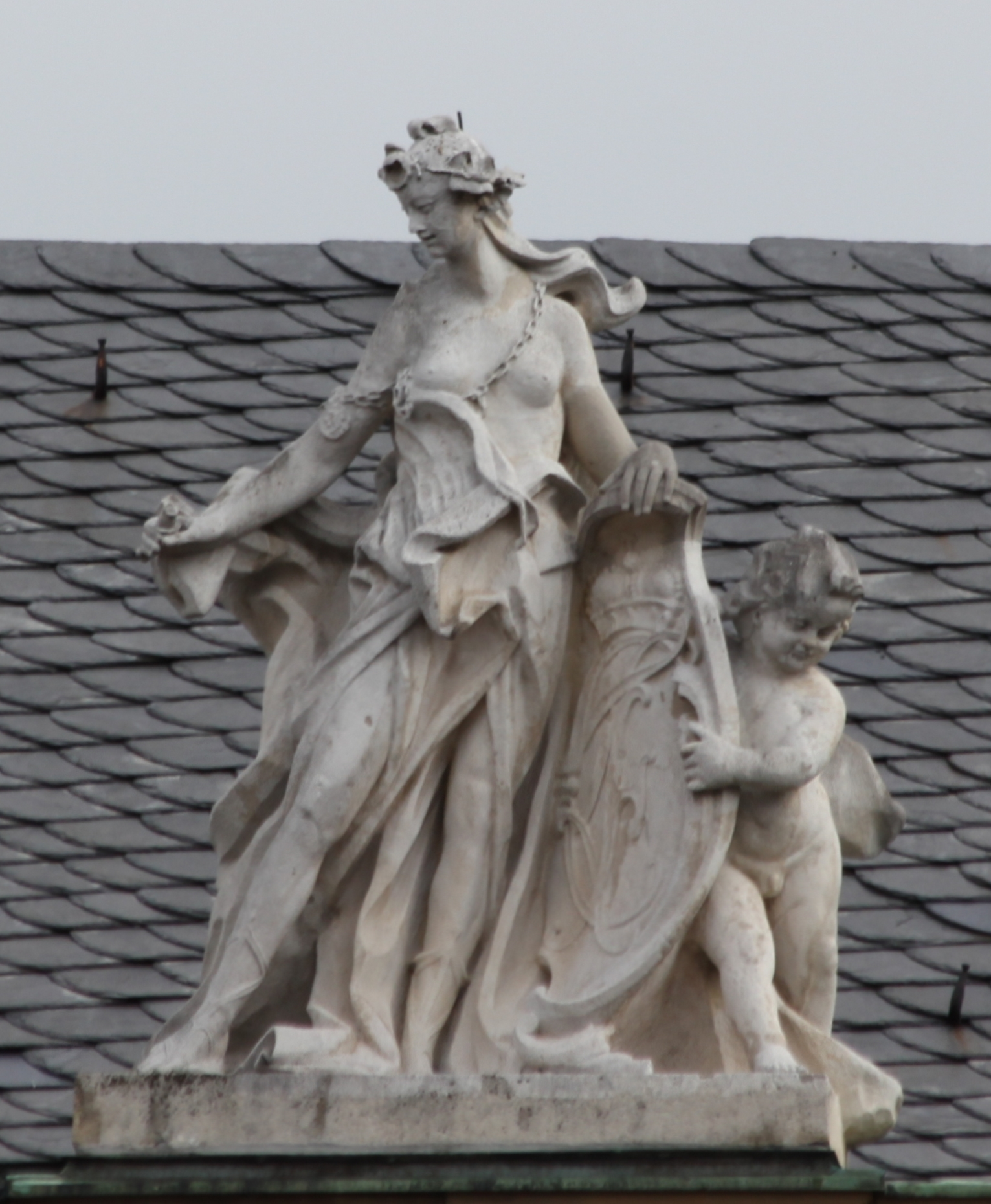
10. Jägerei – Putto, Armbrust, Schild, Königswappen.
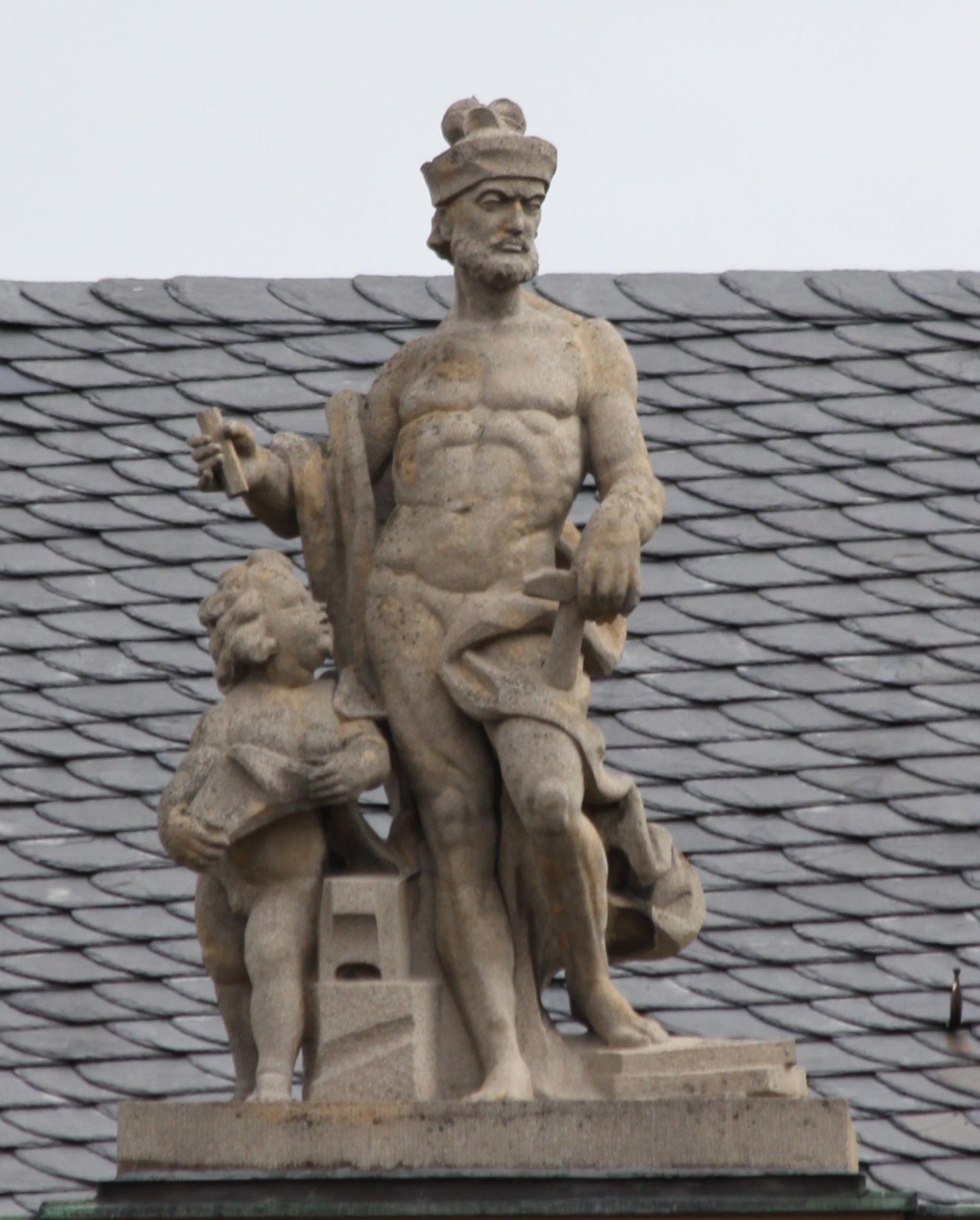
11. Schmiede – Hammer, Meißel.
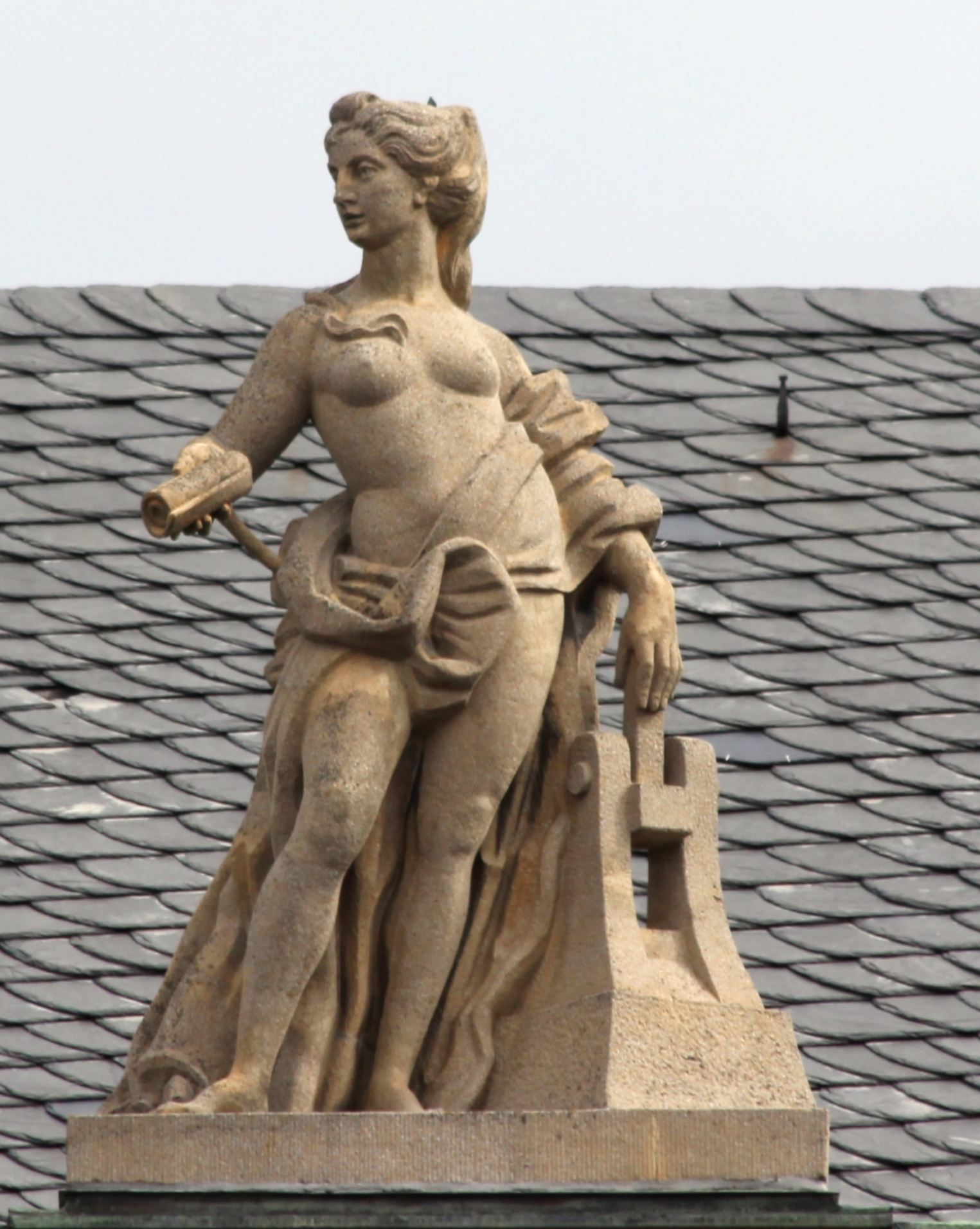
12. Druckerei – Druckerpresse, Schriftrolle.
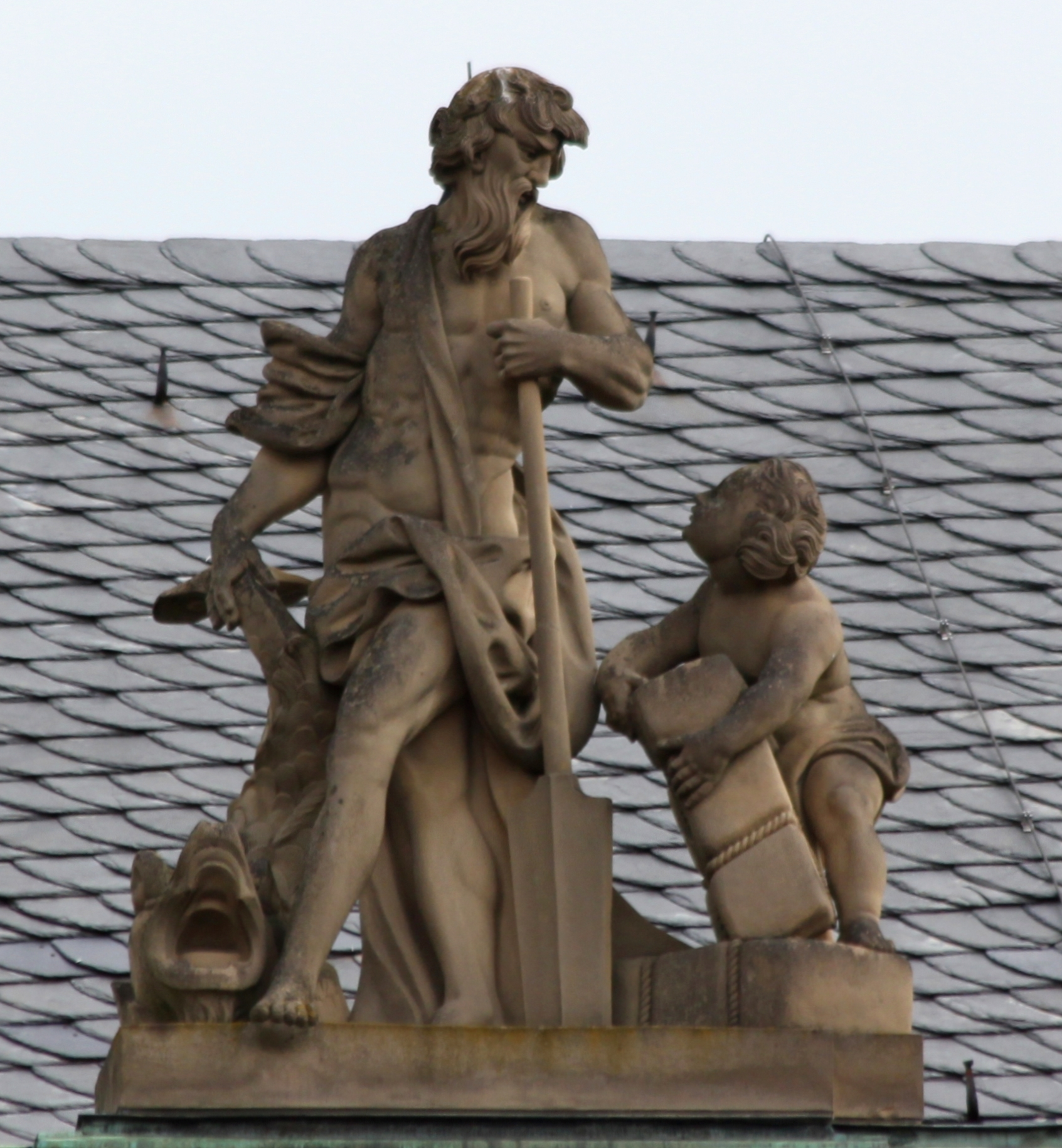
13. Fischerei – Delphin, Ruder, Pakete.
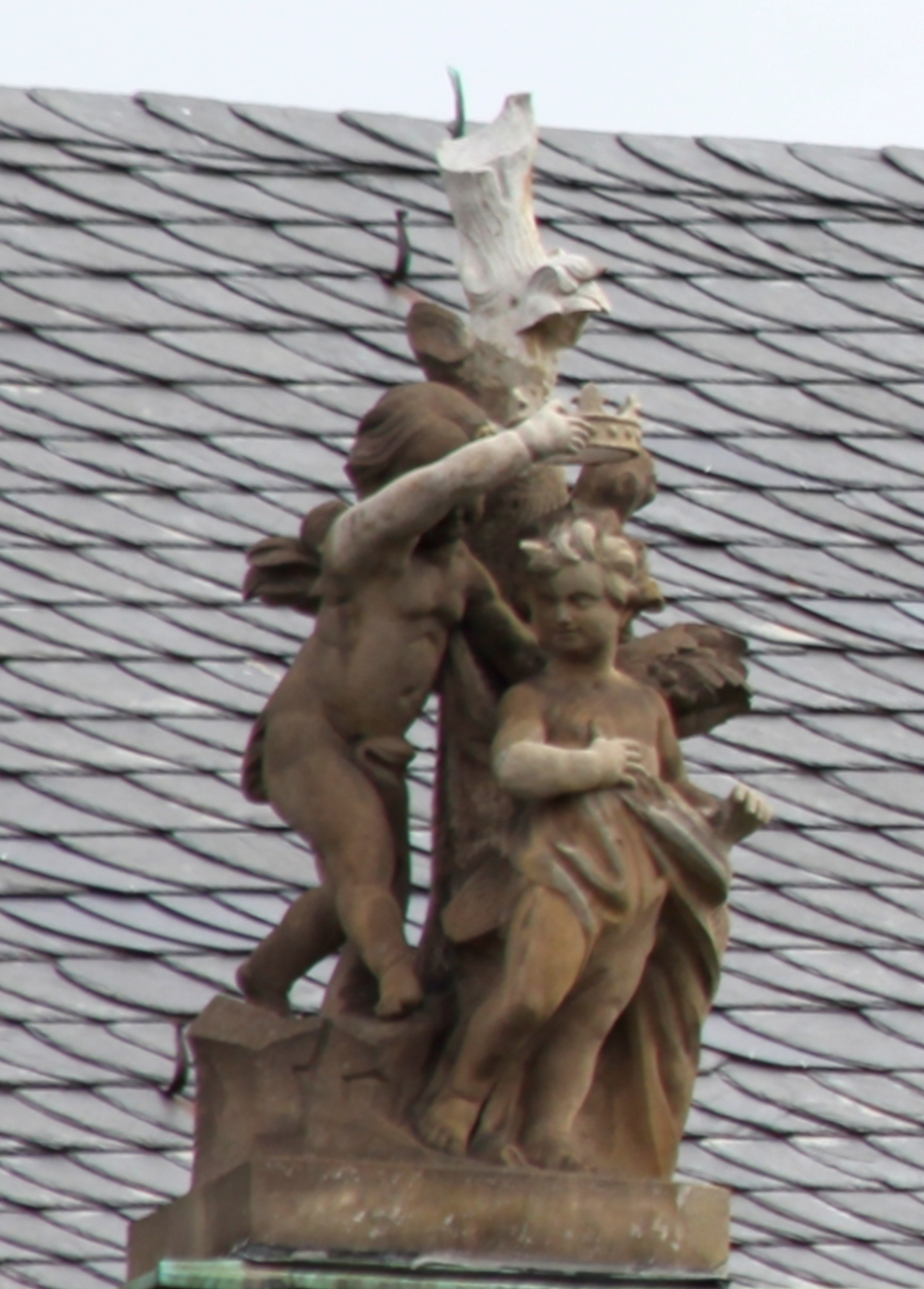
14. Trophäe: Unitas (Einigkeit) – Putto krönt Putto.
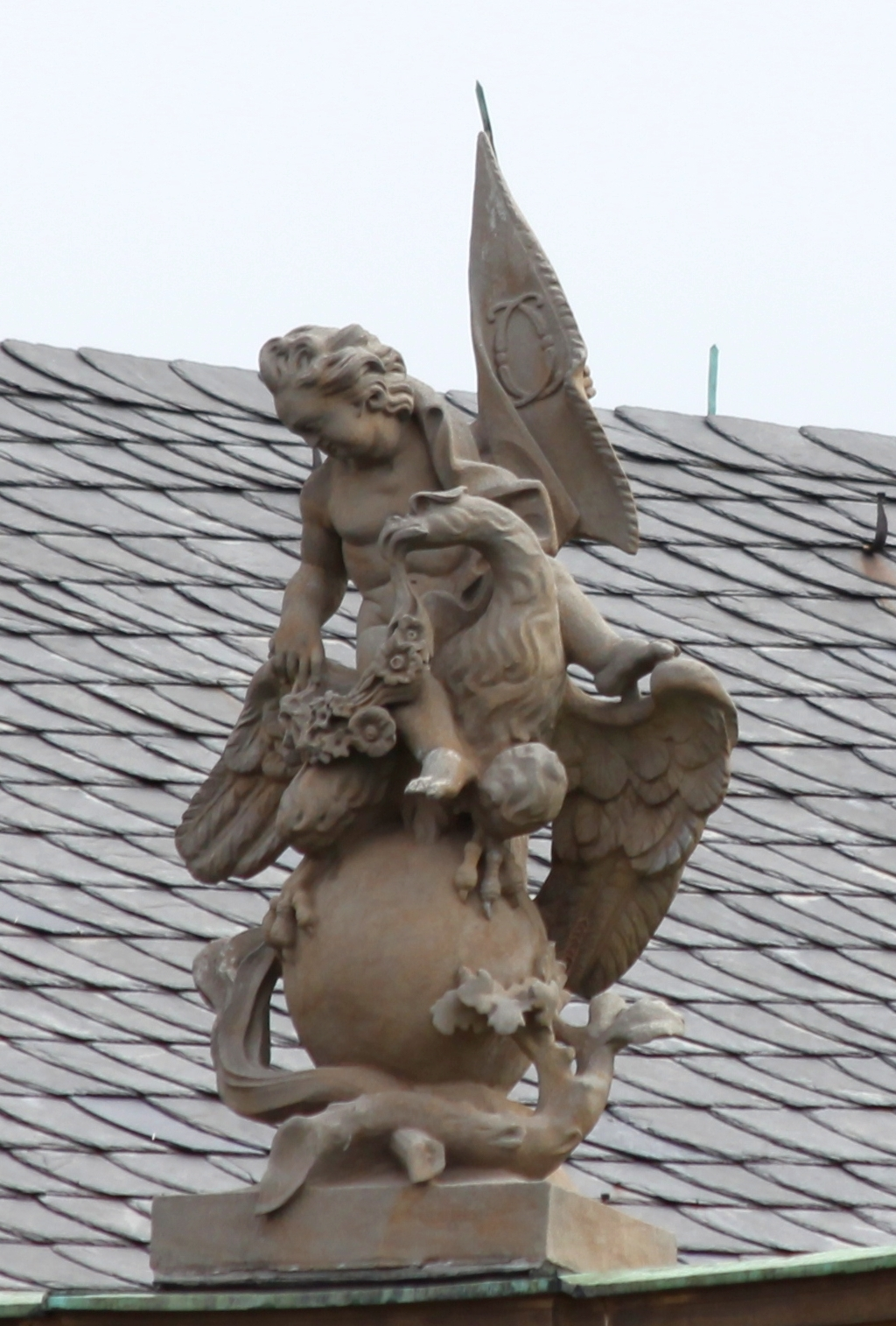
15. Trophäe: Pax (Friede) – Putto, Adler, Rosengirlande, Kugel, Fahne mit Initiale CC, Eichenzweige.
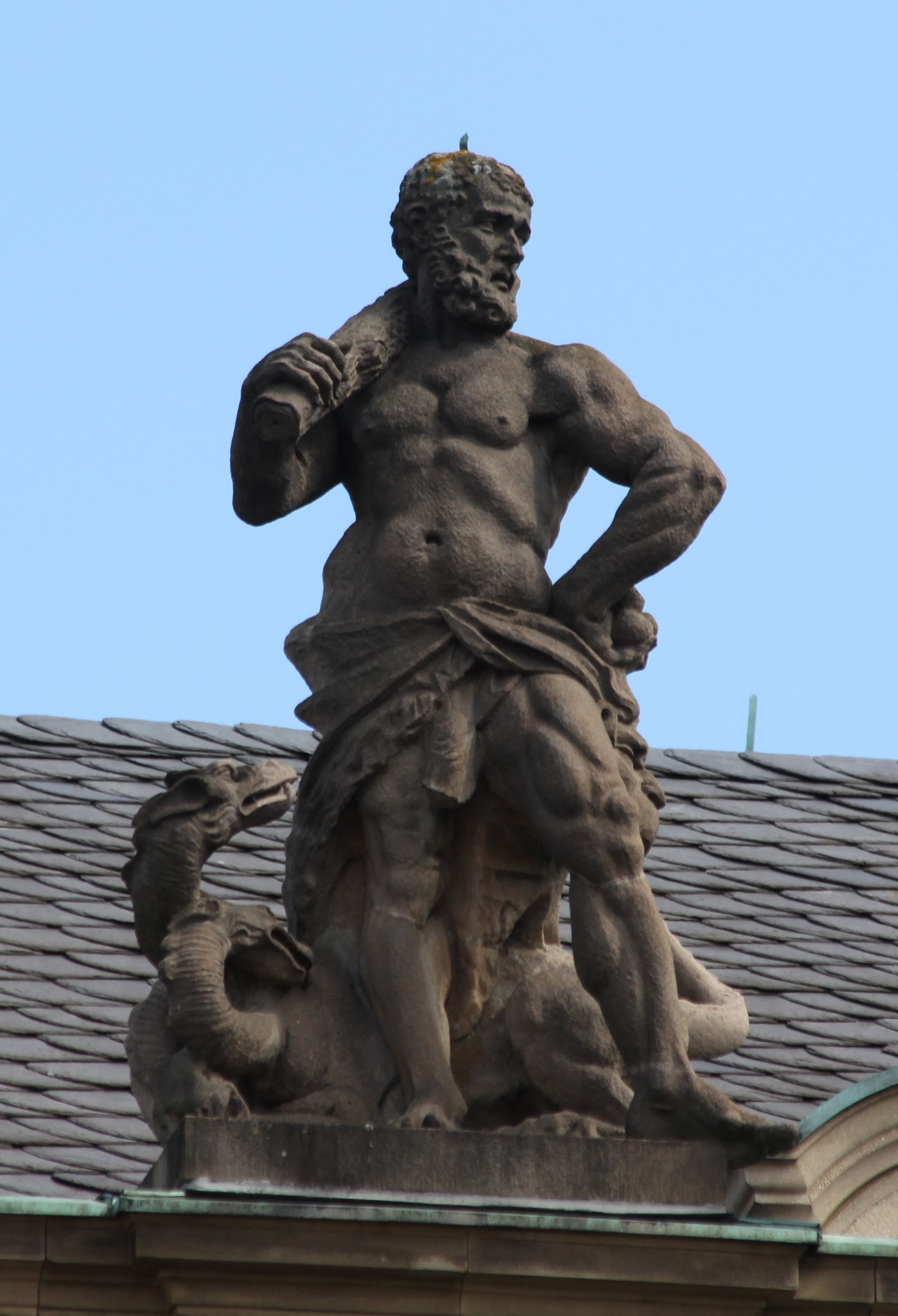
17. Ordo bona (gute Ordnung) – Harnisch, Helm, Liktorenbündel, Schriftrolle.
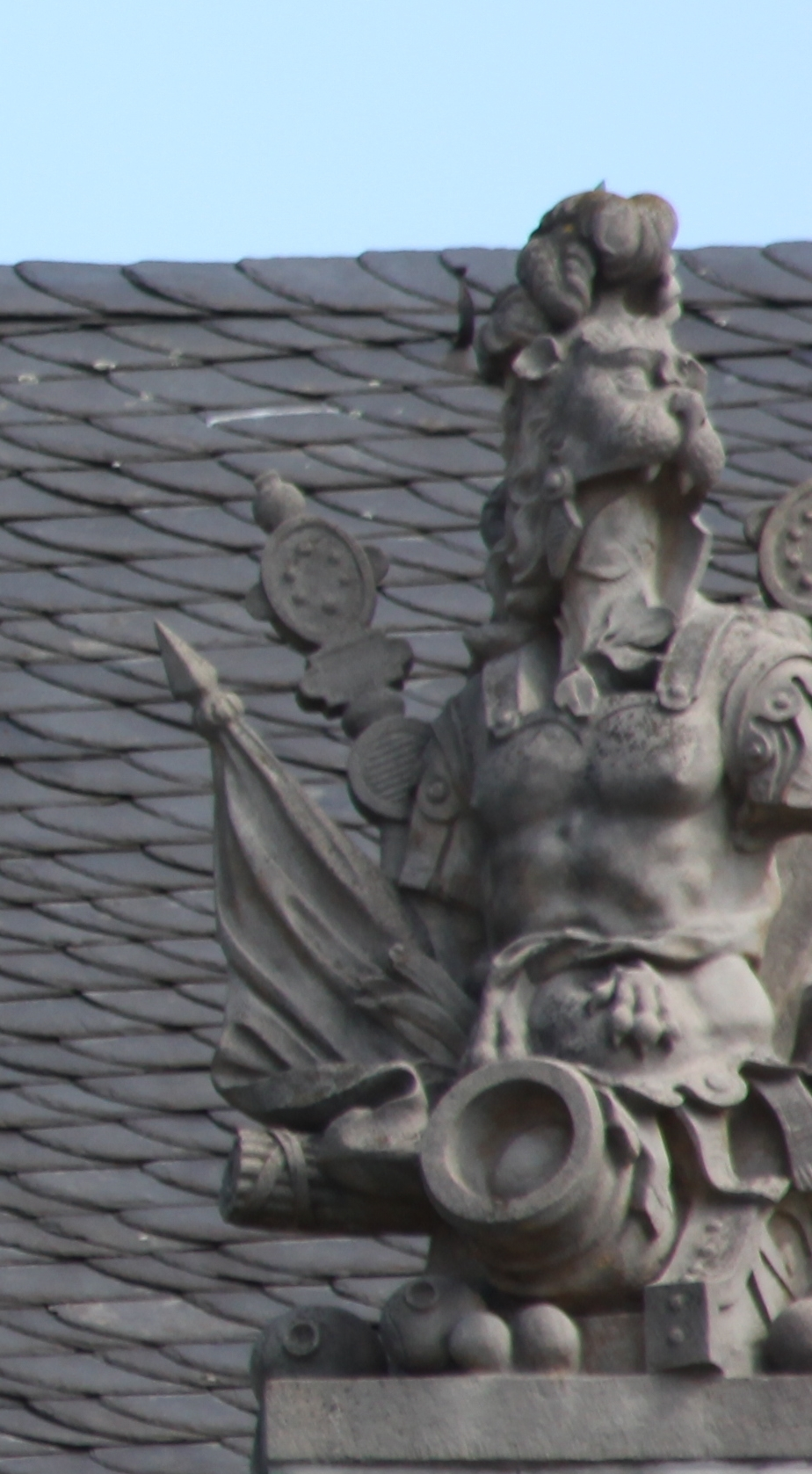
18. Trophäe – Harnisch, Helm, Mörser, Schwerter,
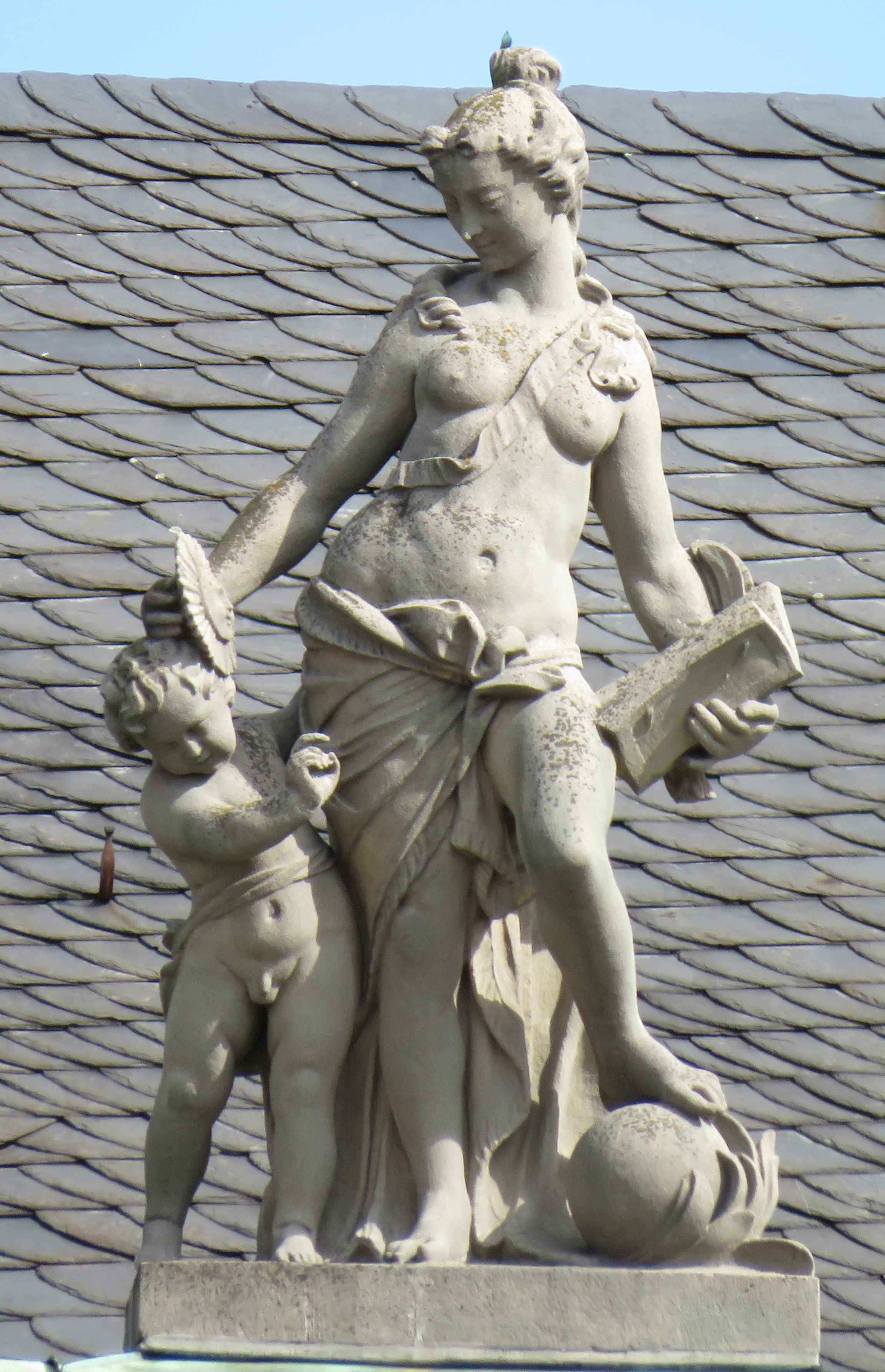
19. Veritas (Wahrheit) – Putte, Sonnenscheibe, Buch, Kugel.
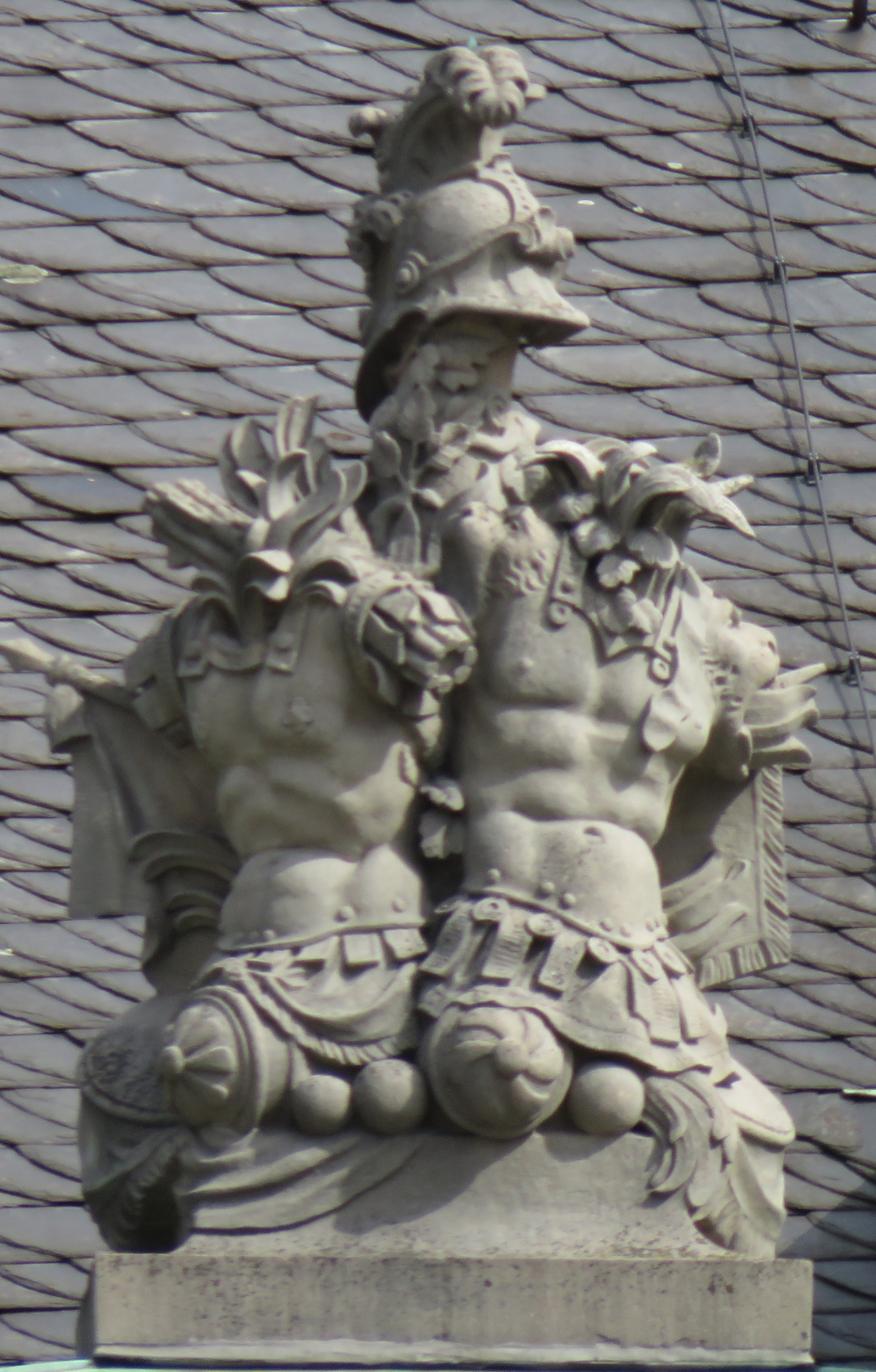
20. Trophäe – Baumstamm, Helm, Harnische, Liktorenbündel, Mörser, Kugeln.
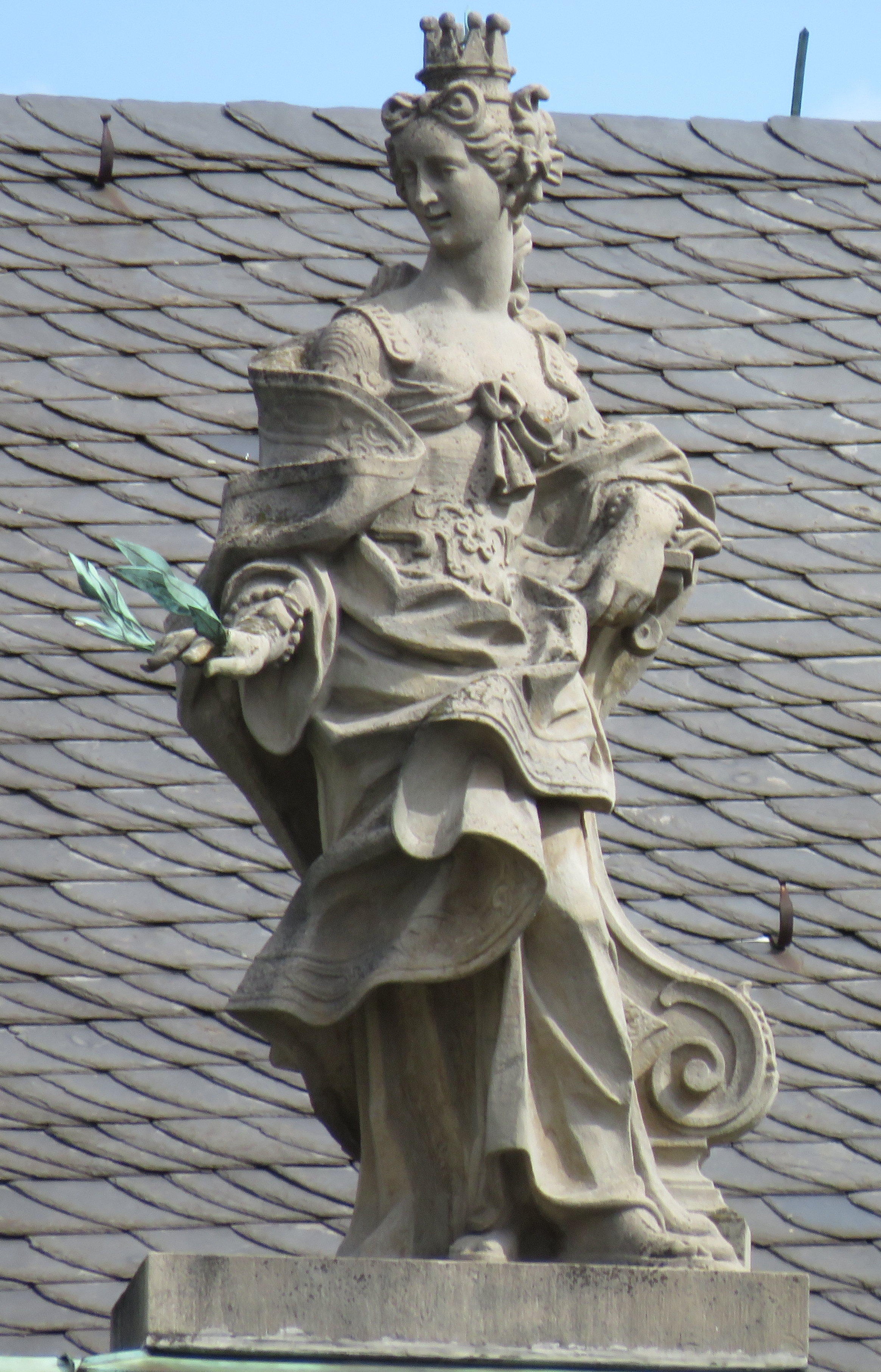
21. Gloria Principum (Fürstenruhm) – Krone, Lorbeerkranz, Stele.
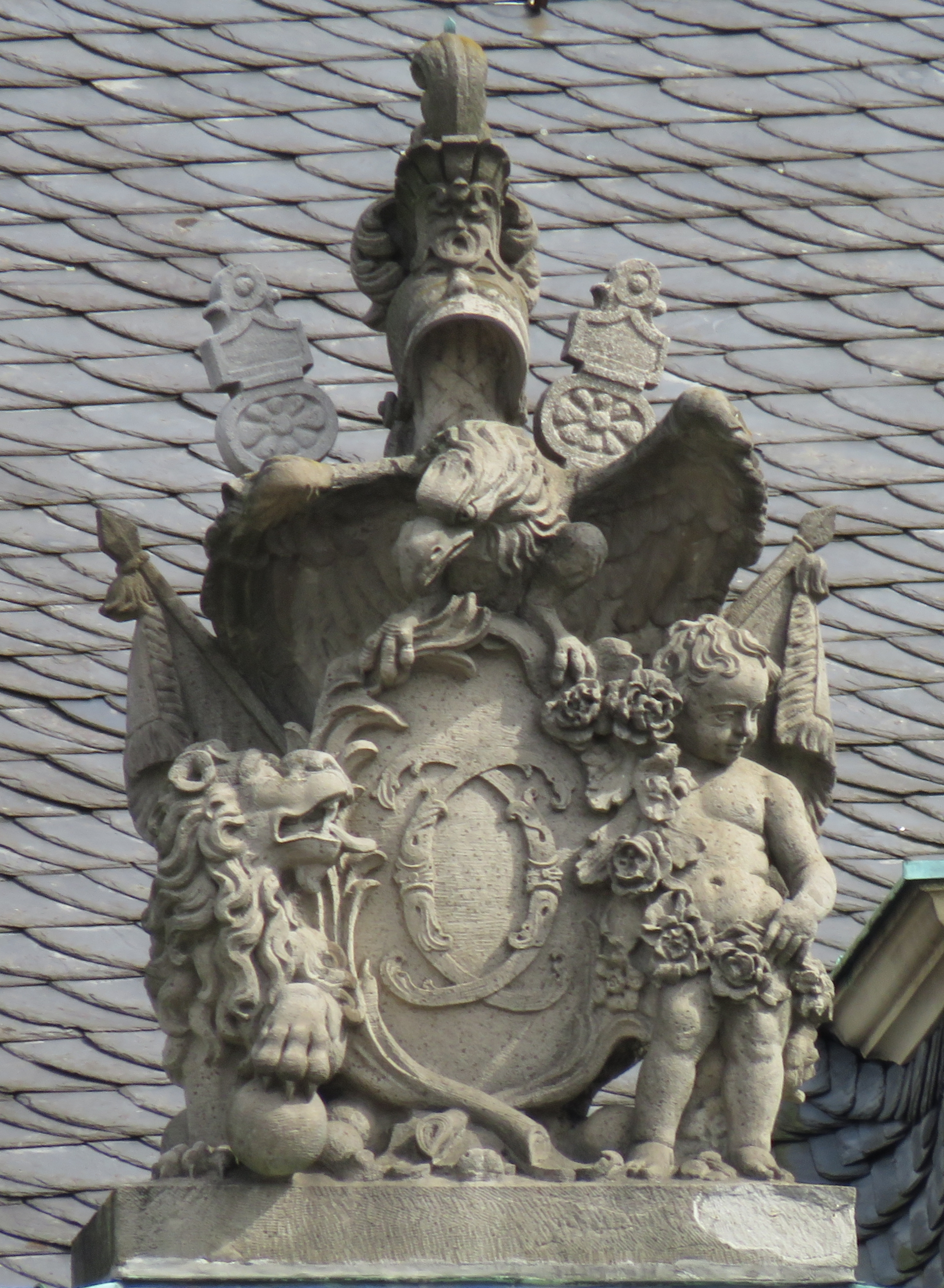
22. Trophäe – Liktorenbündel, Helm, Schwerter, Kugel, Adler, Löwe, Putto, Rosengirlande, Lanzenfahnen, Kartusche mit den Initialen CC von Herzog Carl Eugen.
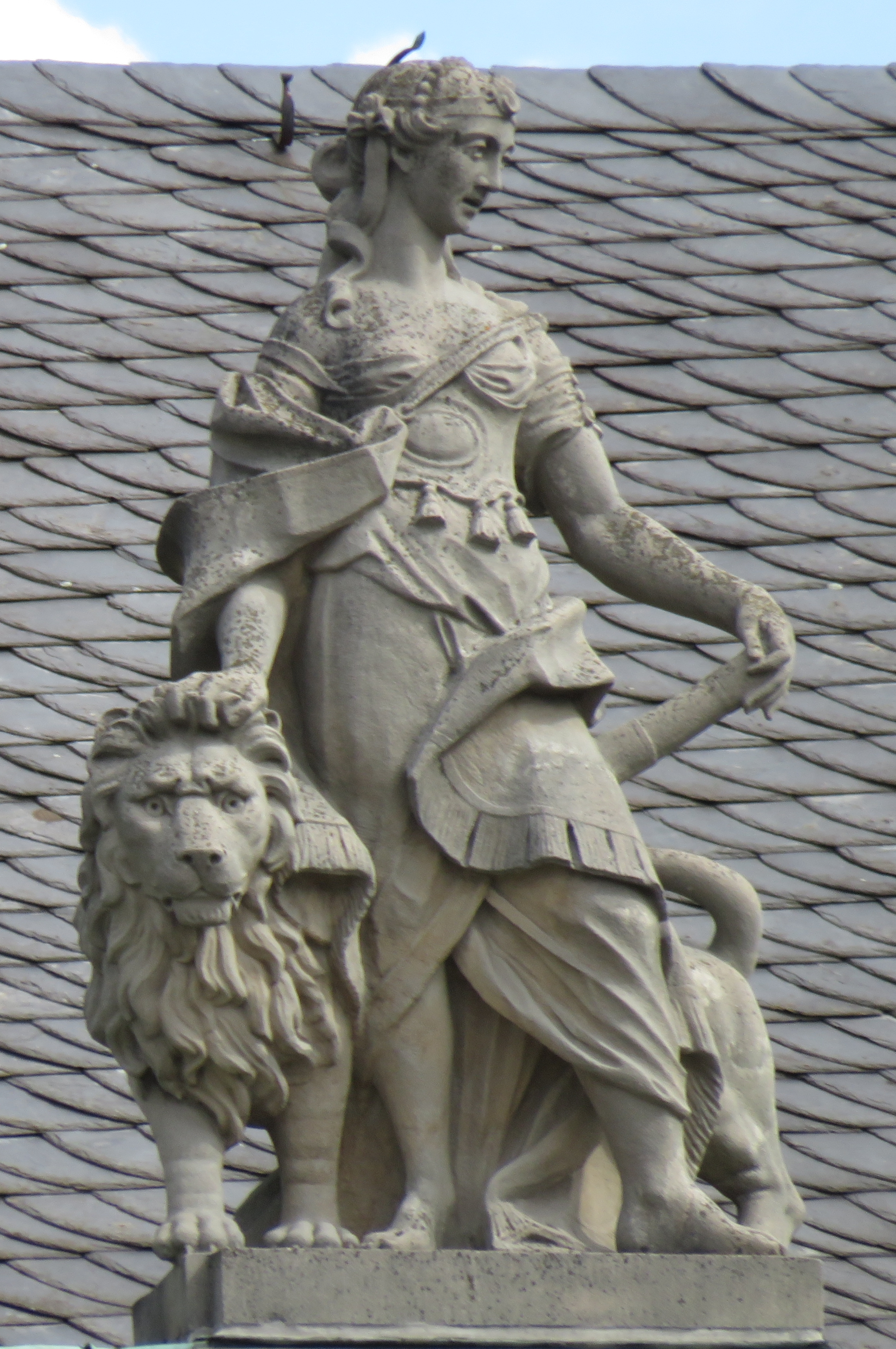
23. Valor (Wert) – Löwe.
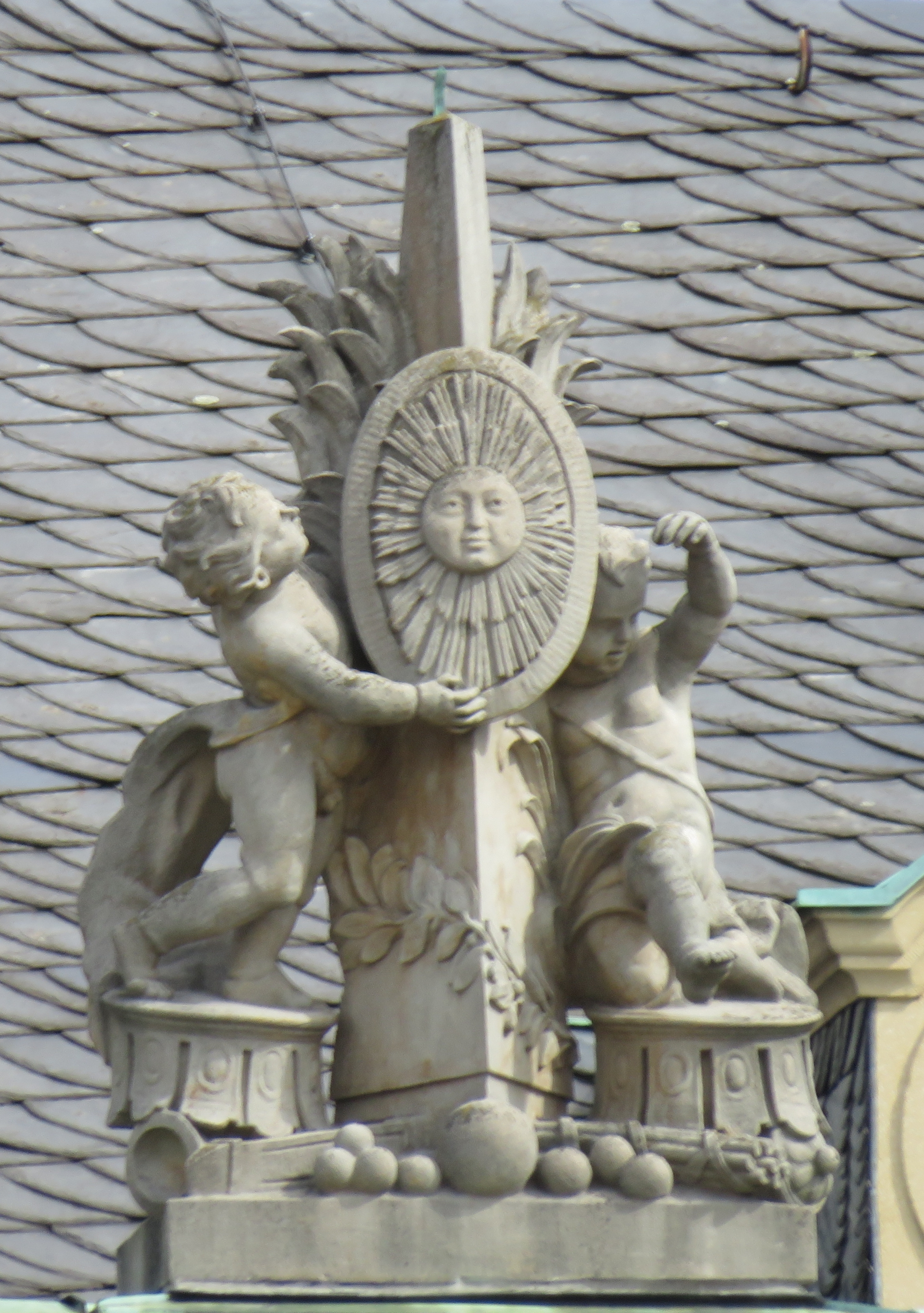
24. Trophäe – 2 Putten, Obelisk, Sonnenscheibe, Trommeln, Liktorenbündel, Kugeln.
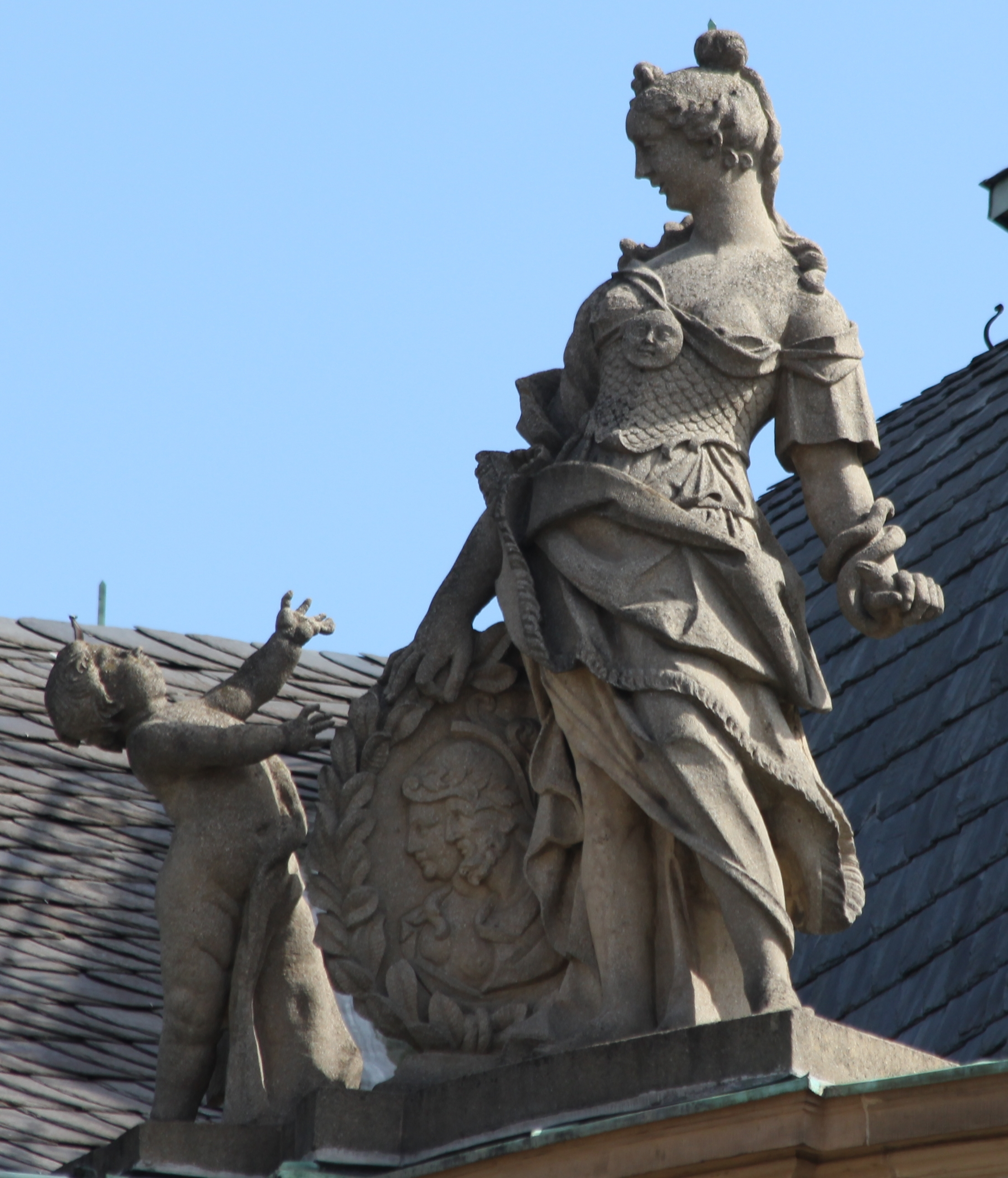
25. Prudentia (Klugheit) – Putto, Schuppenpanzer, Schlange, lorbeerumkränzter Schild mit Porträt eines Ehepaars.
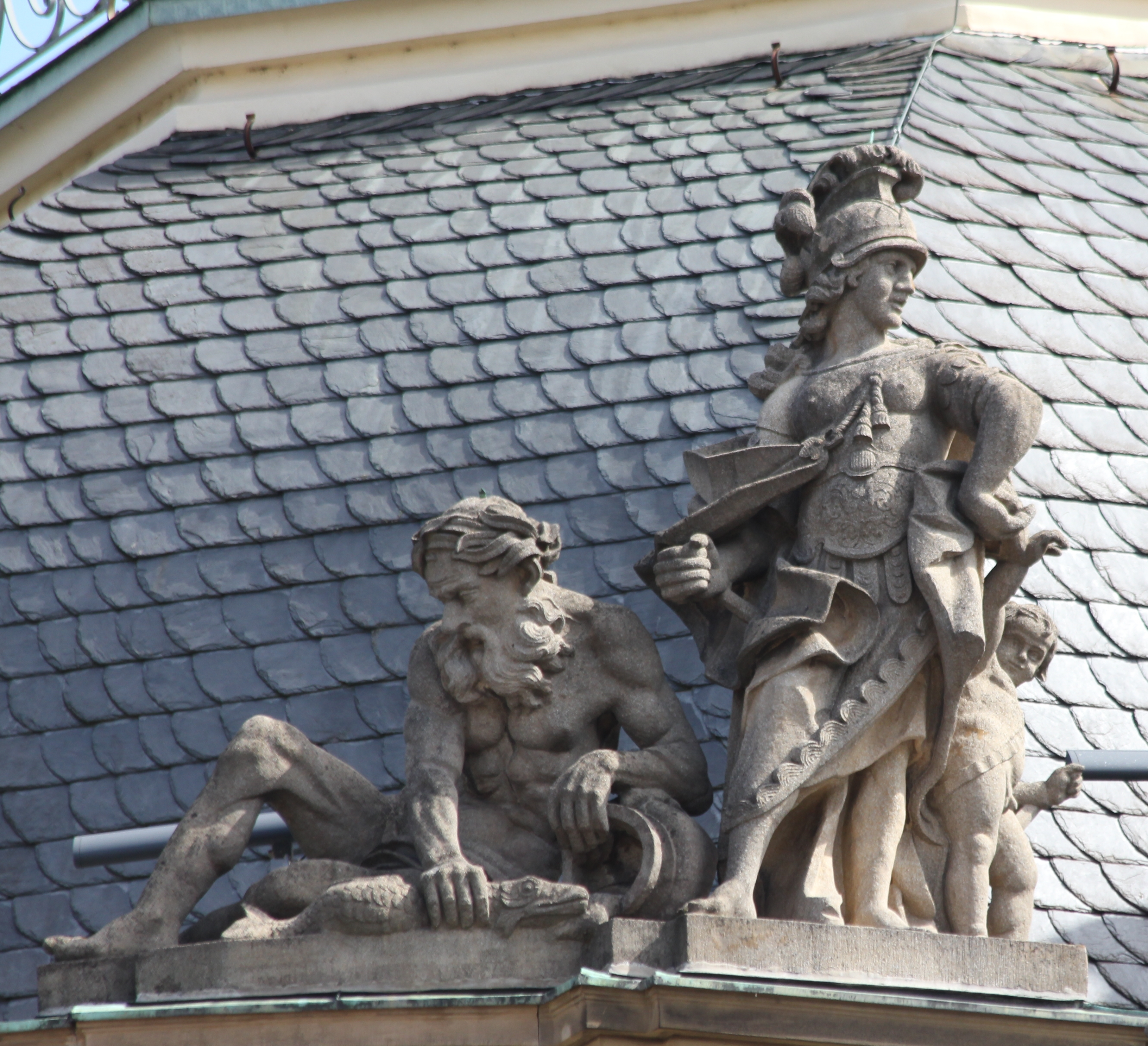
Links: 26. Flussgott Neckar – Fisch, Krug.
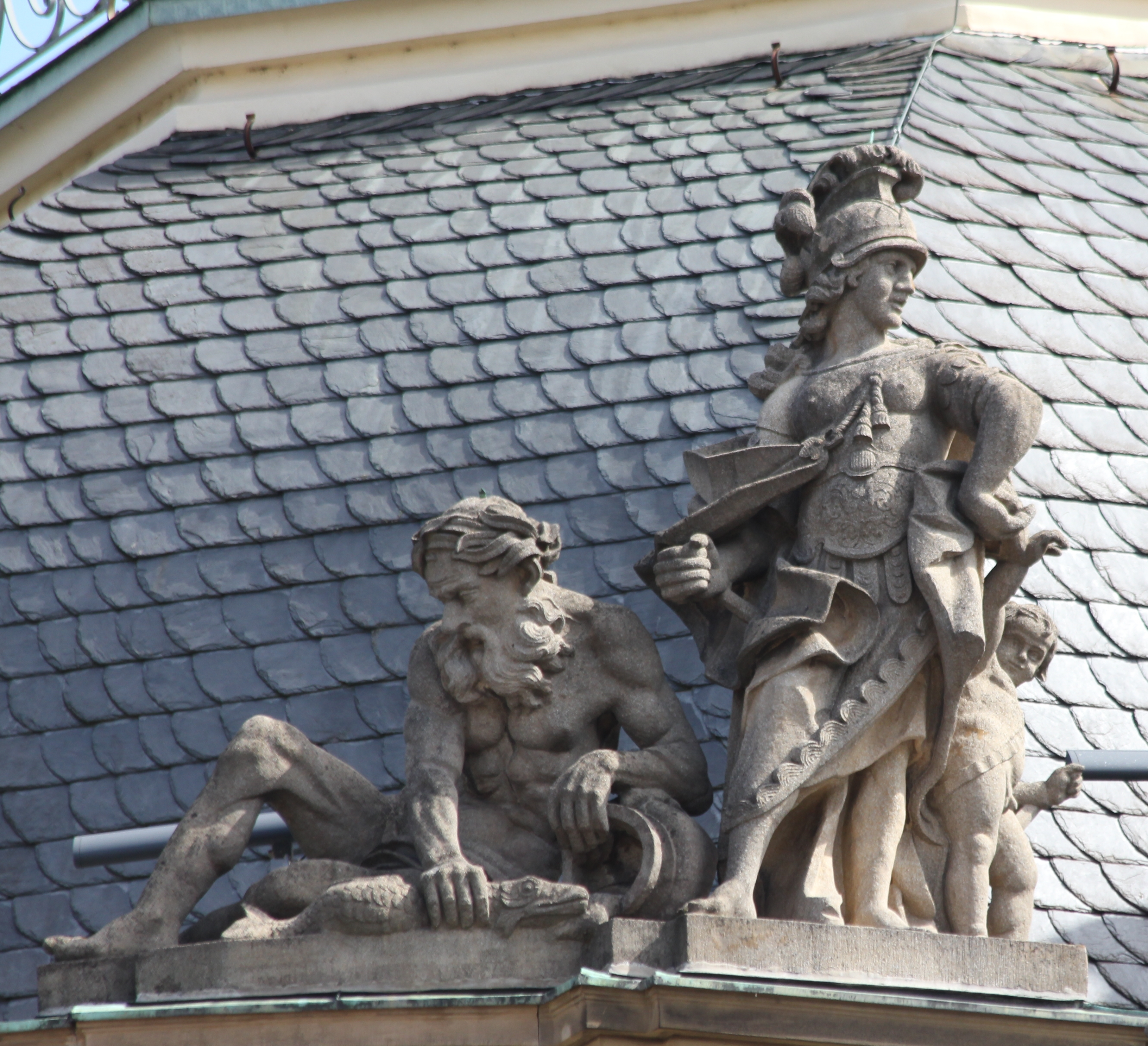
Rechts: 27. Fortitudo (Tapferkeit) – Feldherrnrüstung, Putto.
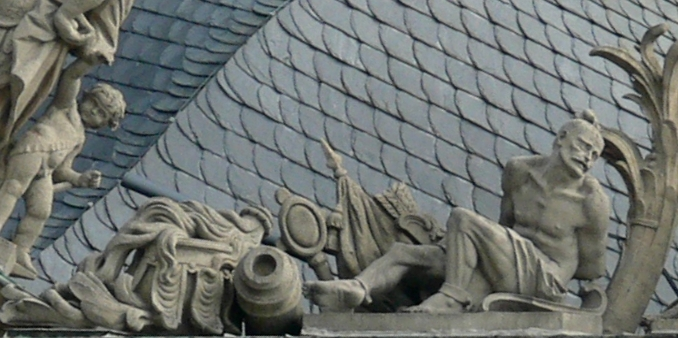
28. Gefangener.
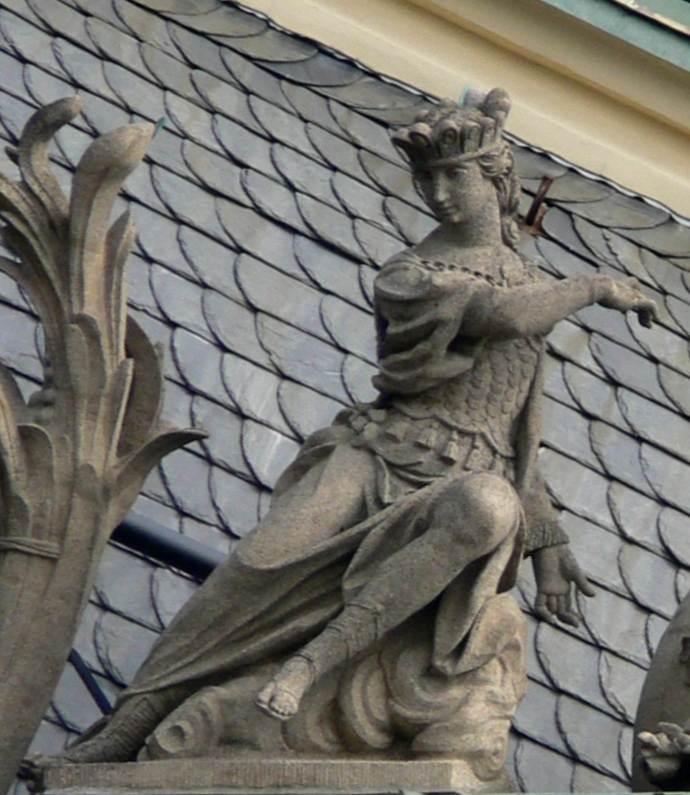
29. Gloria (Ruhm) – Krone, Harnisch.
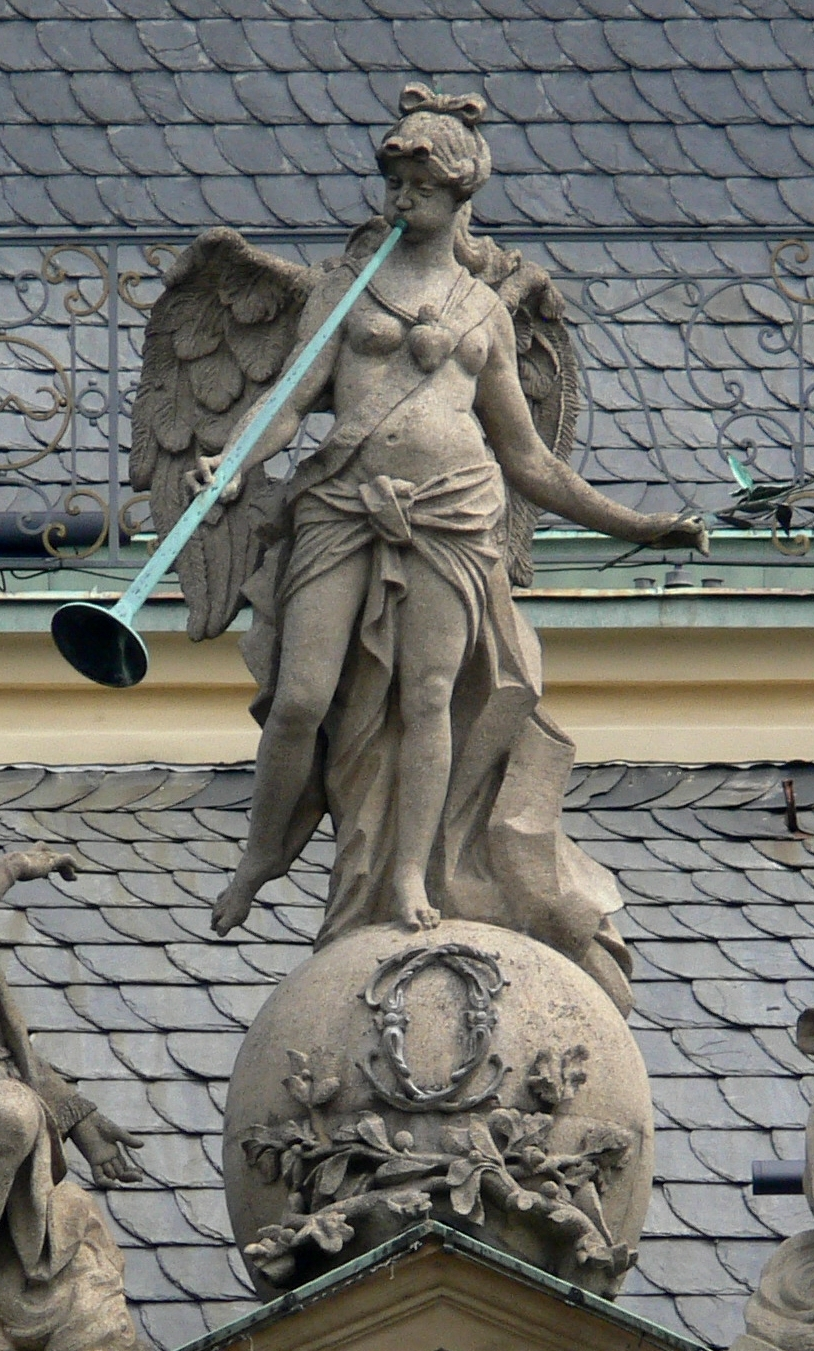
30. Bona Fama (Ruhm) – Weltkugel, Posaune, Initiale CC.
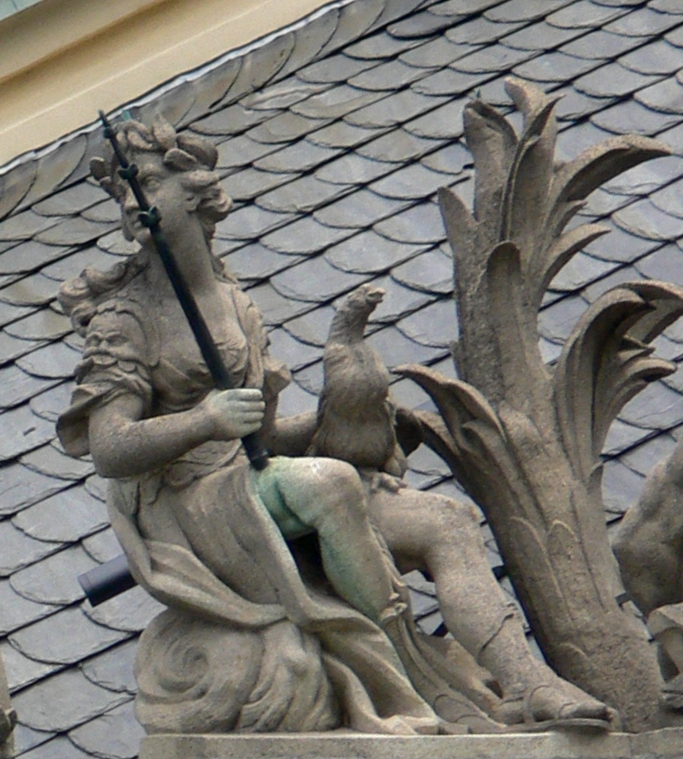
31. Superioritas (Obrigkeit) – Zepter, Hahn (Herrschaft und Kampfbereitschaft).
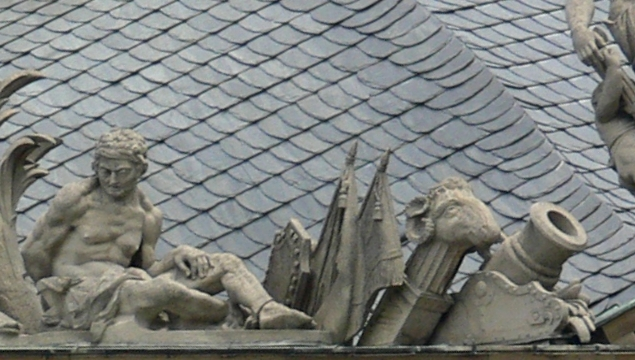
32. Gefangener.
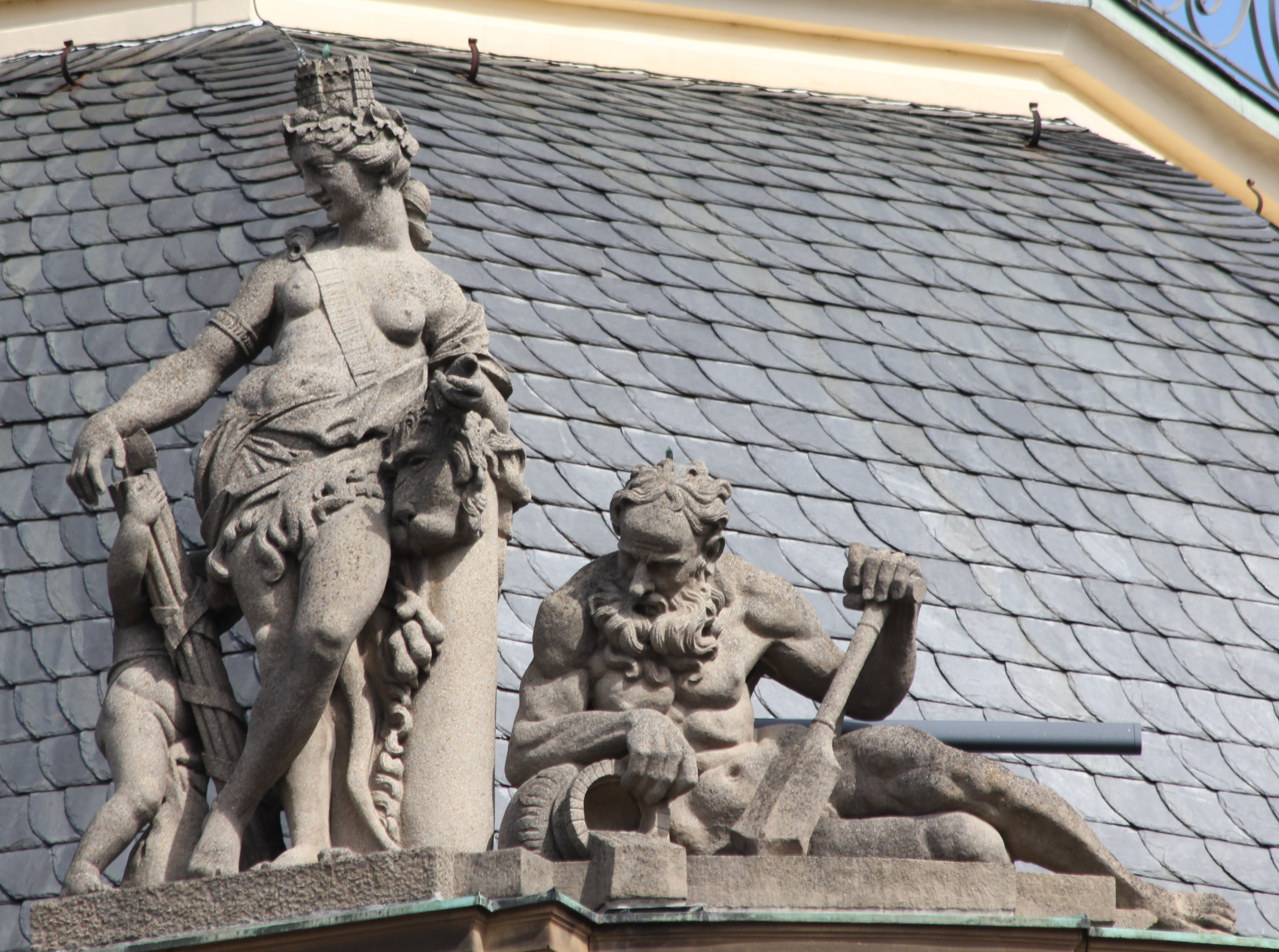
Links: 33. Justitia (Gerechtigkeit) – Putte, Liktorenbündel, Turmkrone, Eichenkranz, Stele mit Fell des Nemeischen Löwen.
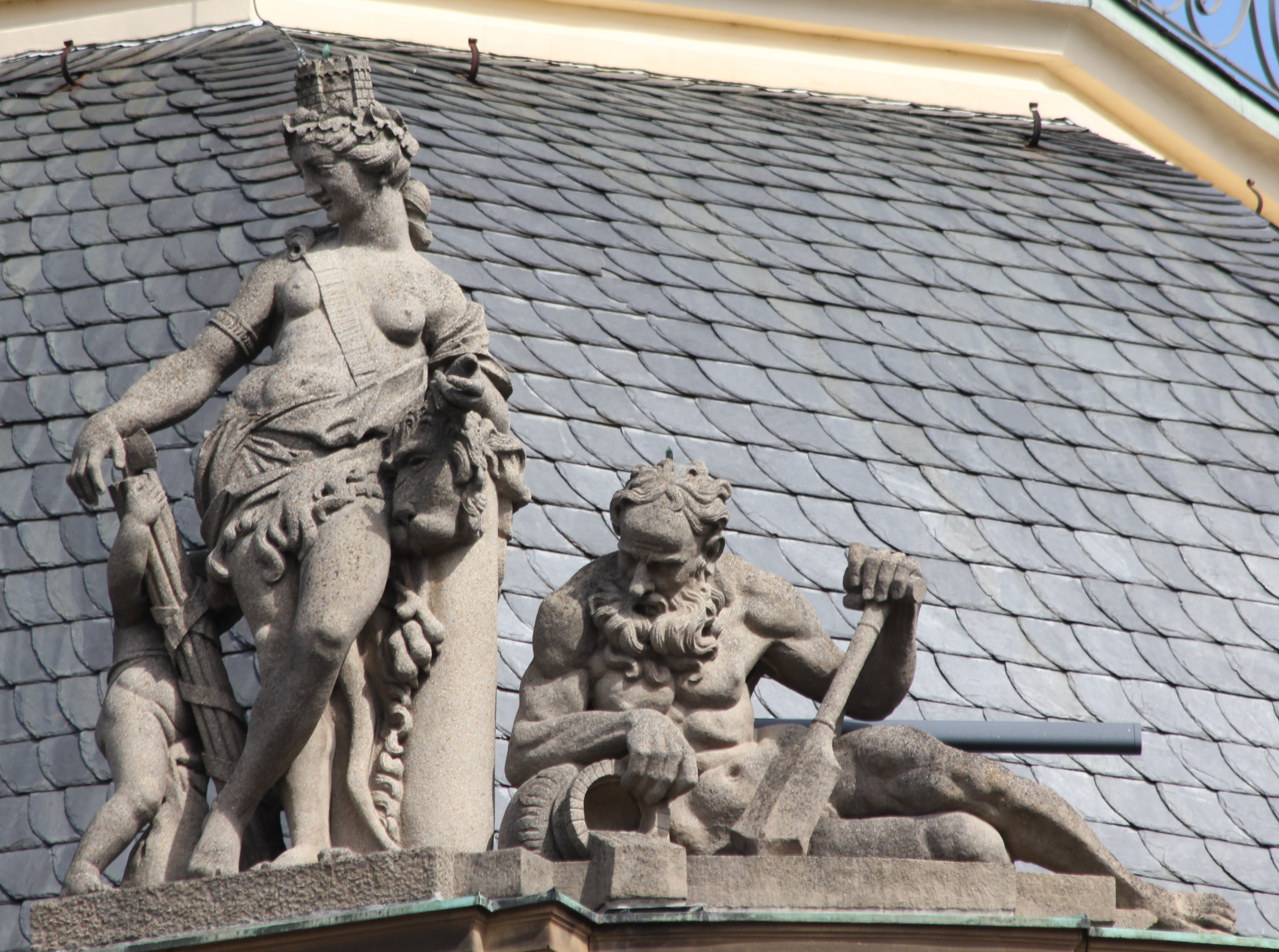
Rechts: 34. Flussgott Rems – Krug, Ruder.
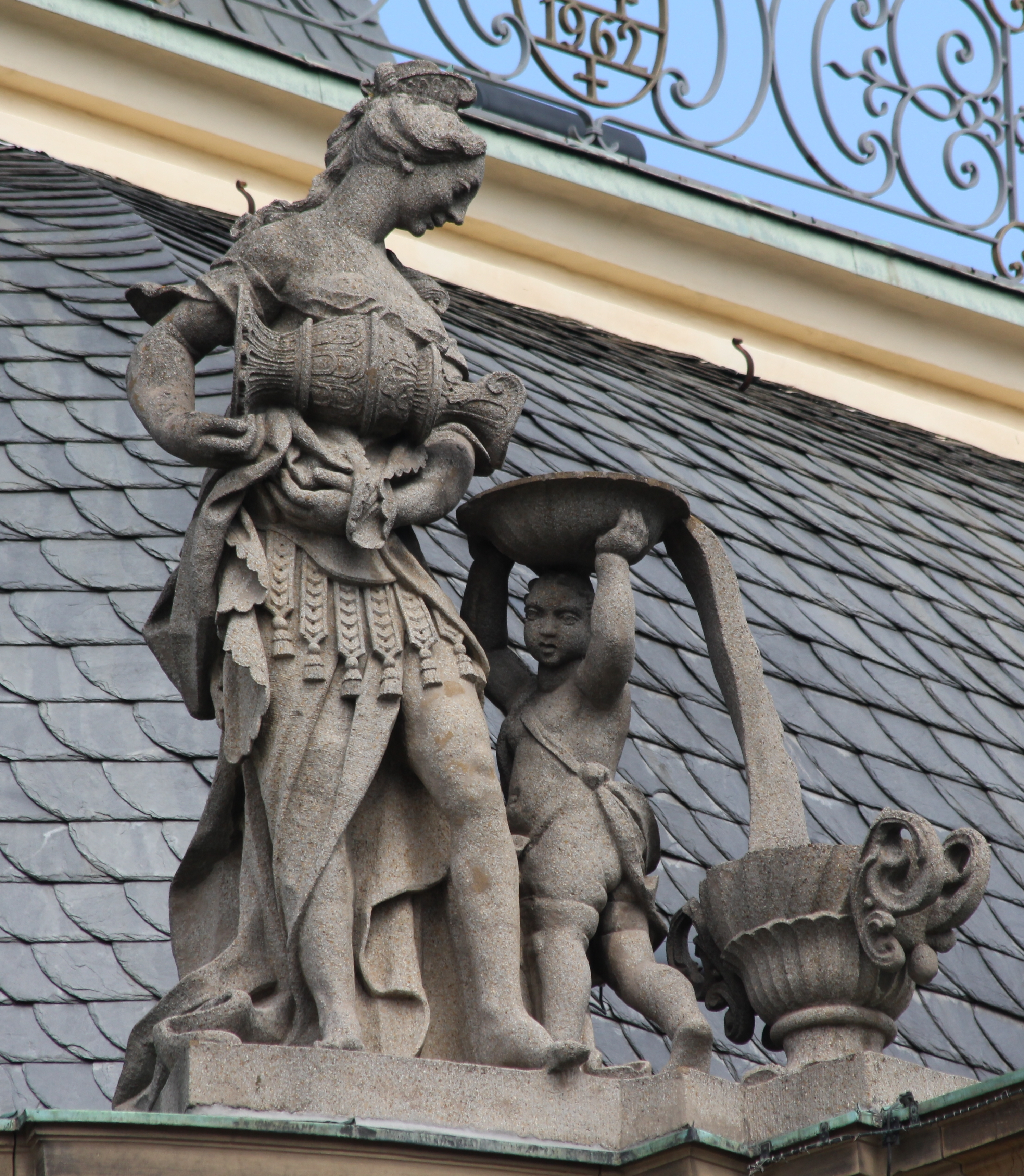
35. Temperantia (Mäßigkeit) – Putto, Krug, Schale, Amphore.
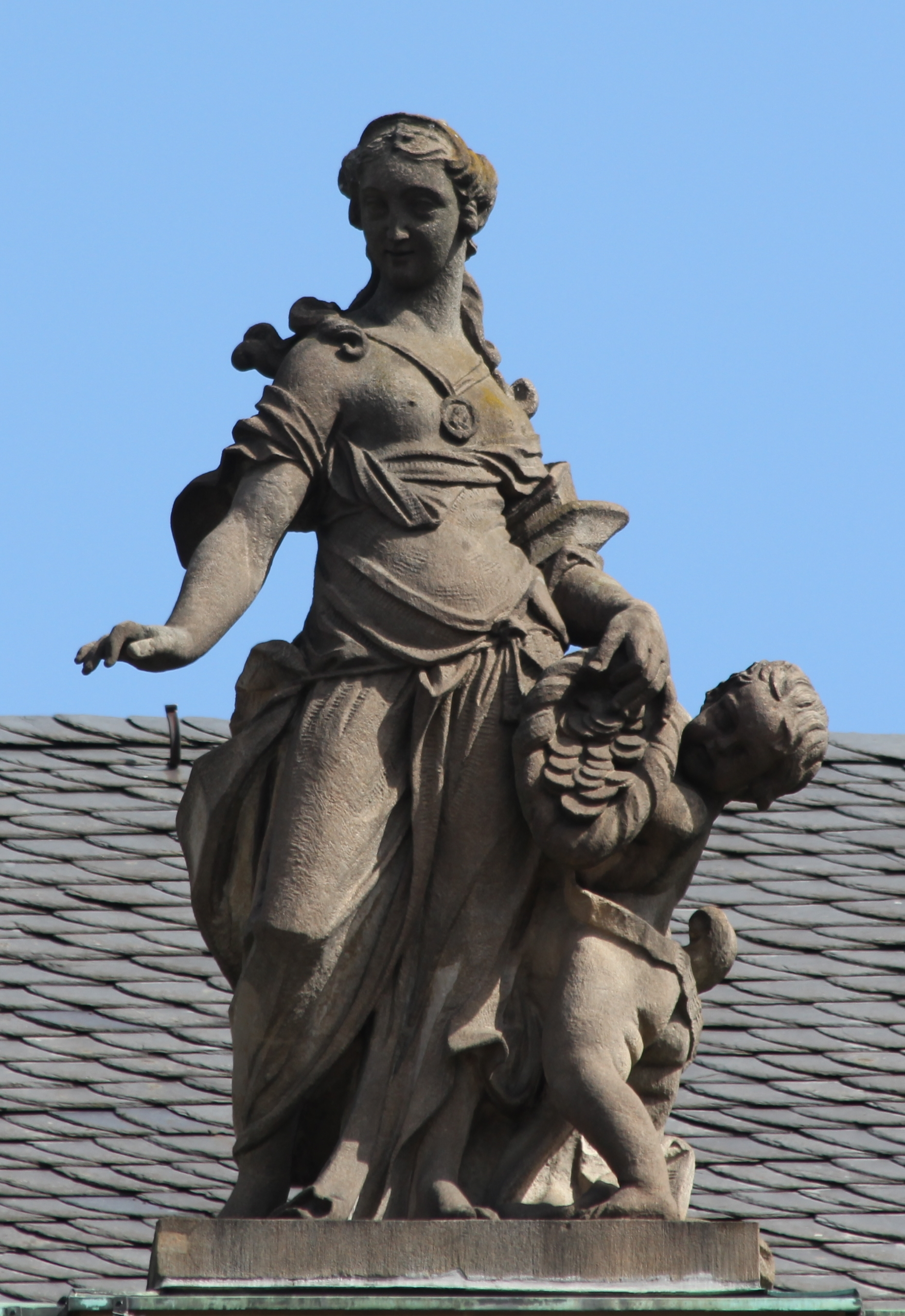
37. Liberalitas (Freigebigkeit) – Putto, Korb mit Münzen.
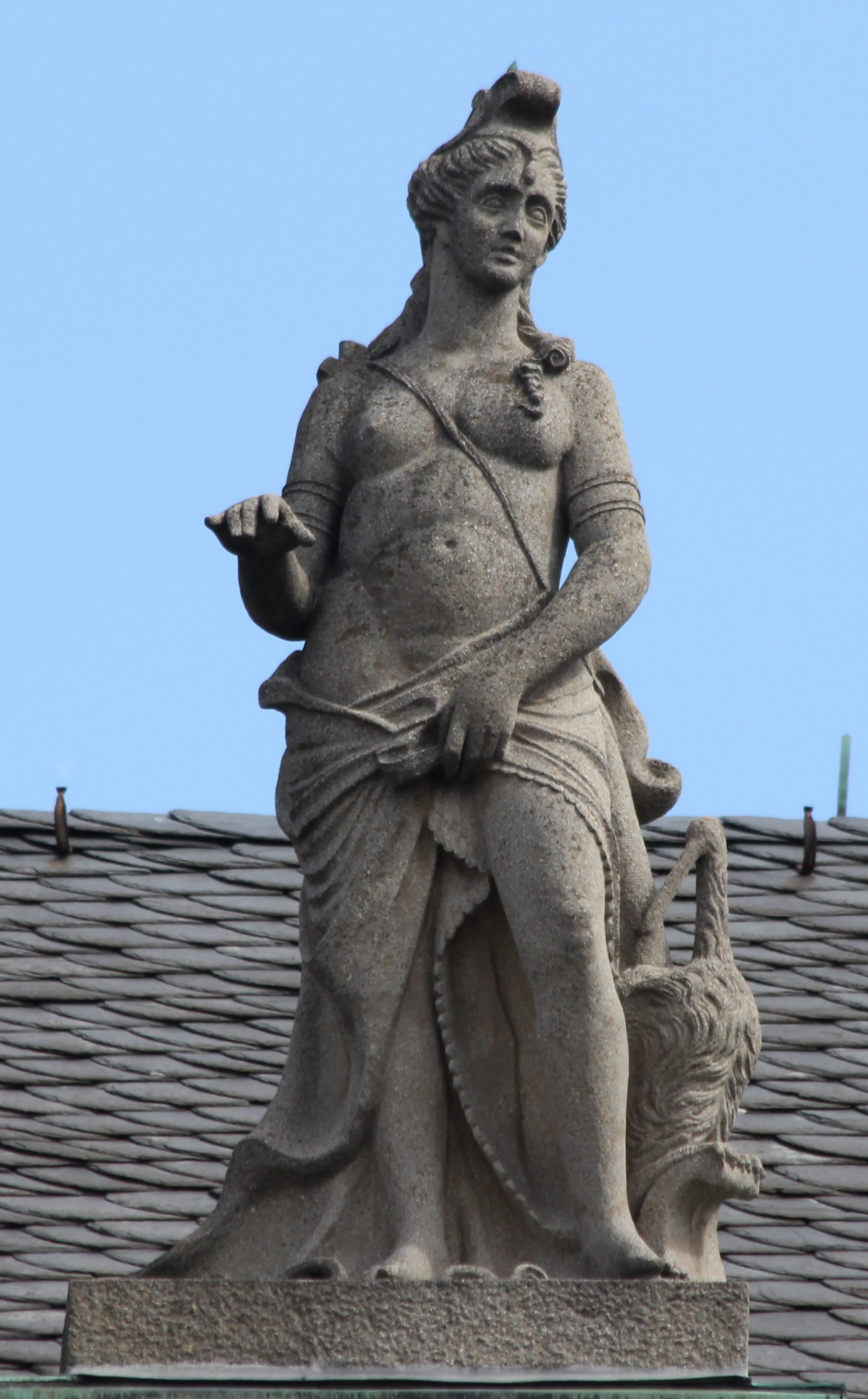
39. Vigilantia (Wachsamkeit) – Korb.
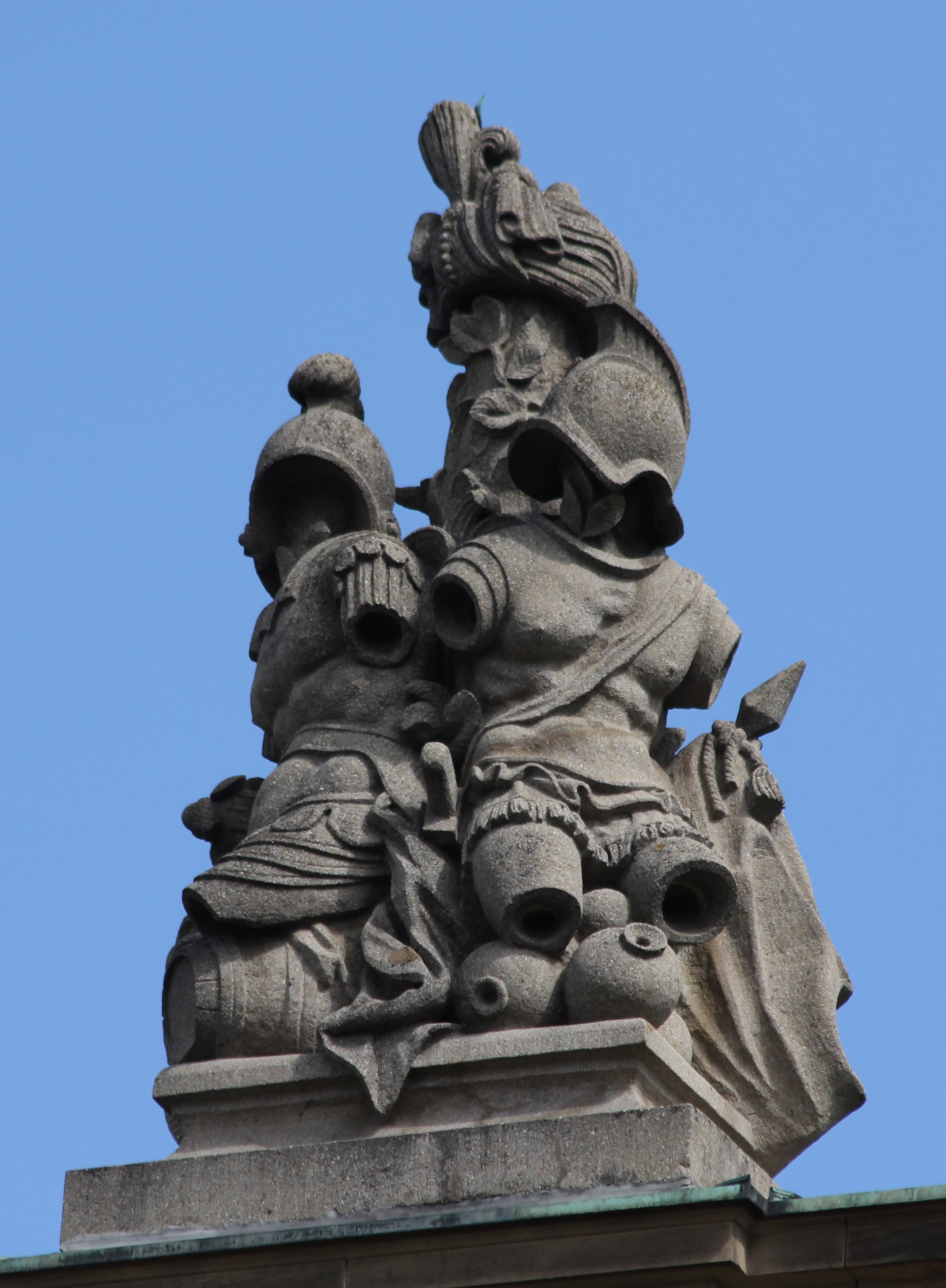
40. Trophäe – Baumstamm, Turban, Harnische mit Helm, Fass, Vasen, Lanzenfahne.
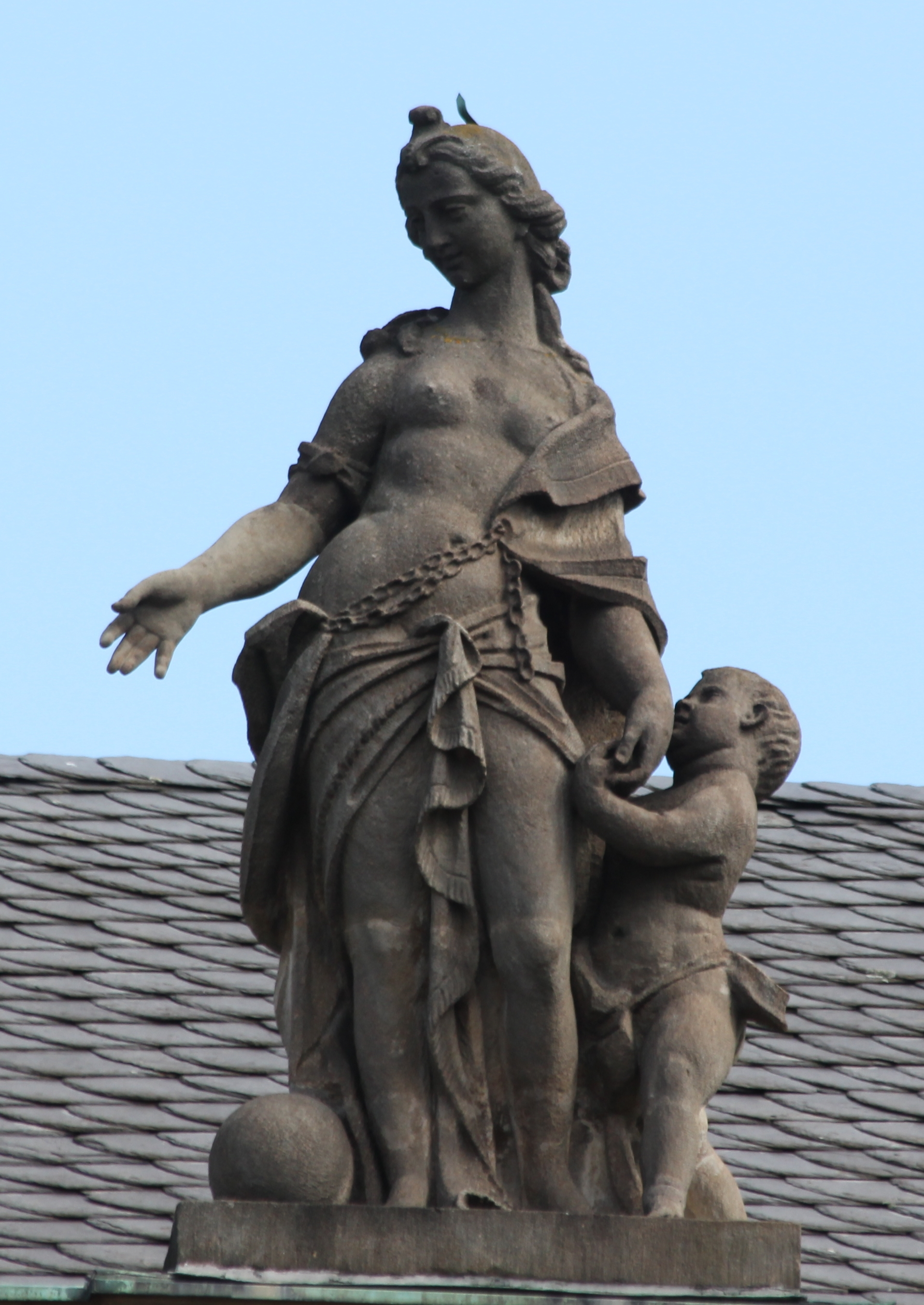
41. Clementia (Milde) – Putto, Kugel.
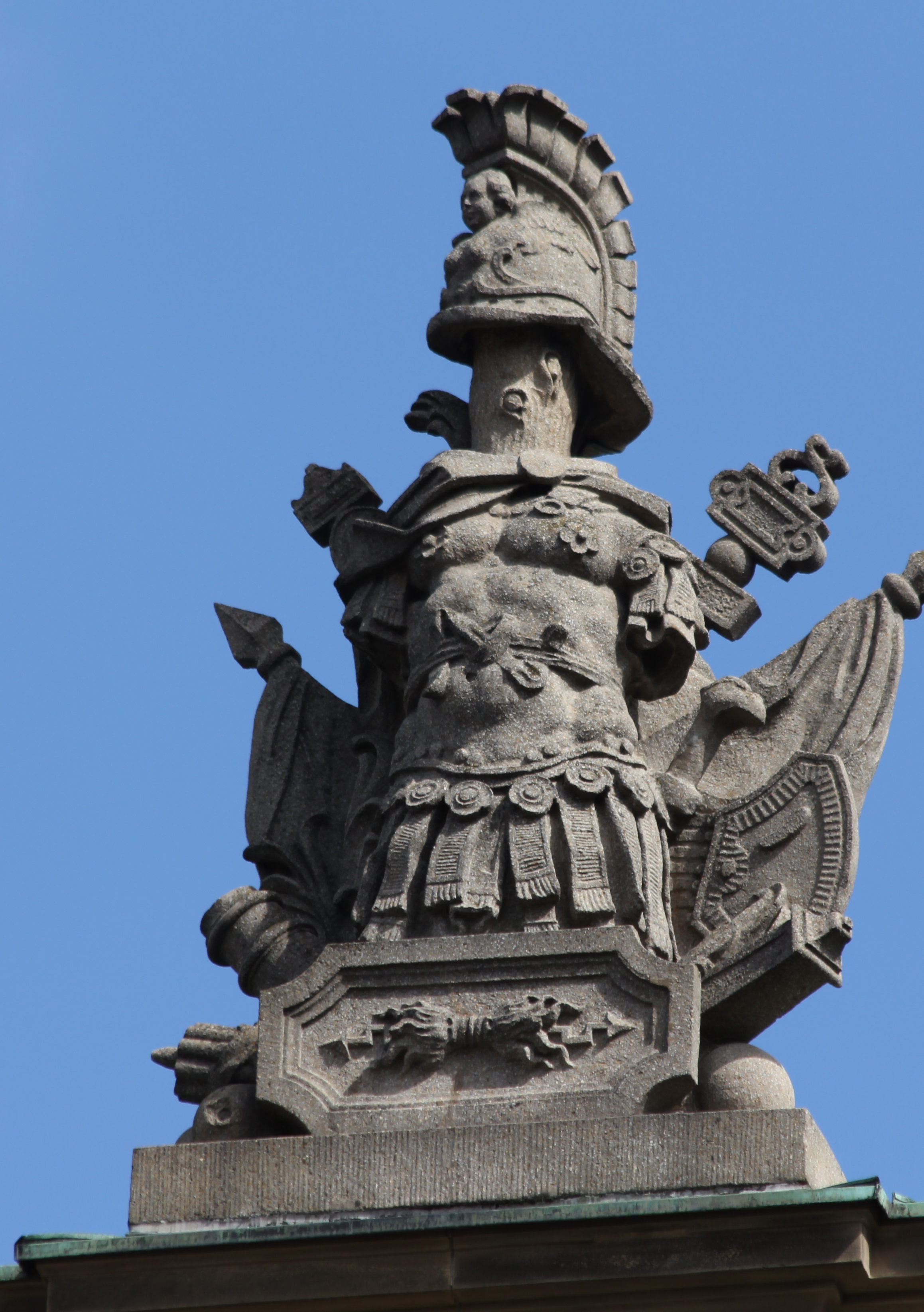
42. Trophäe – Baumstamm, Helm, Schwerter, Harnisch, Liktorenbündel, Mörser, Lanzenfahnen, Kugeln, Relieftafel mit Blitzbündel des Jupiter.
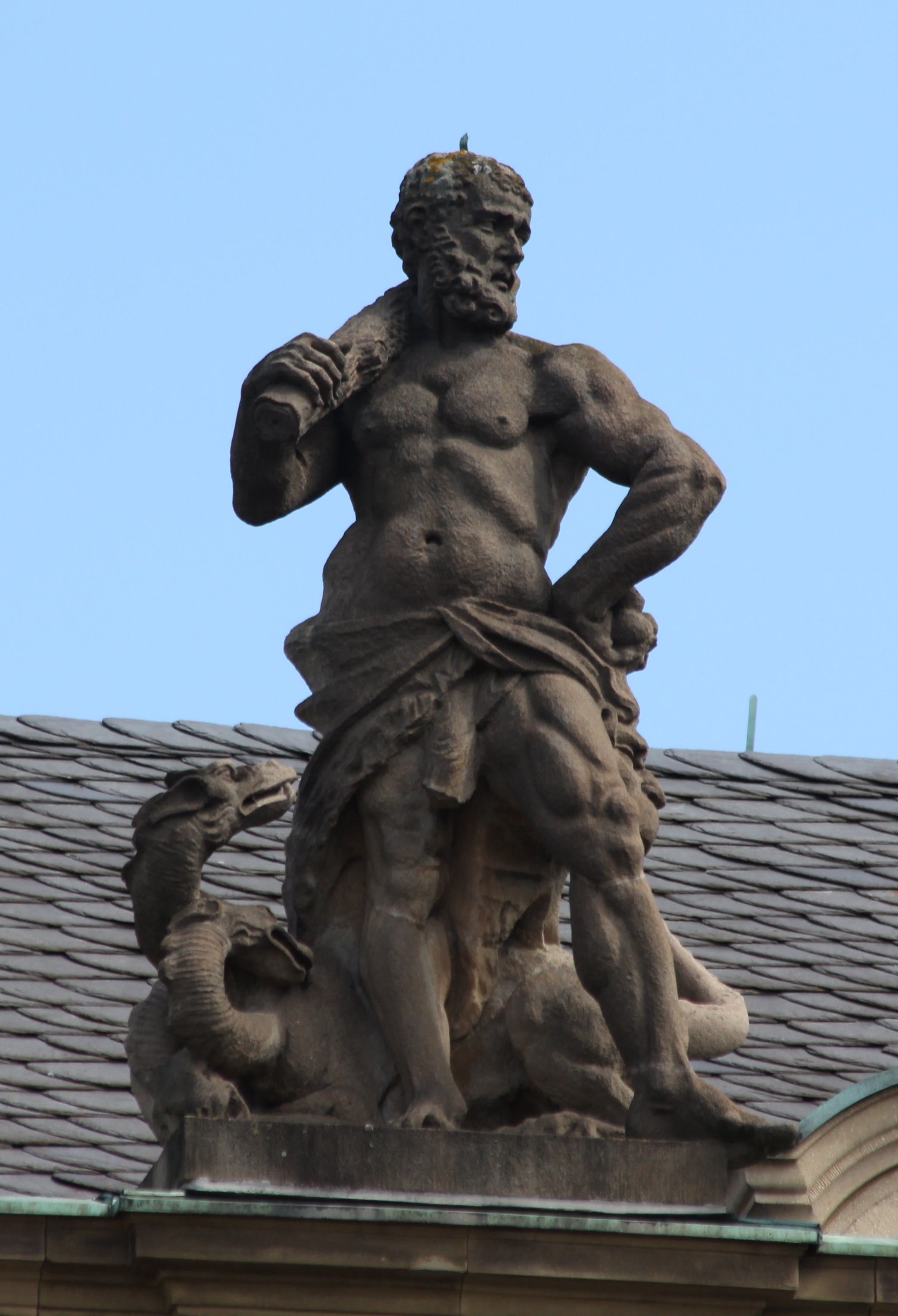
43. Herkules als Virtus Heroica (Heldenmut) –Knüppel, Hydra, Fell des Nemeischen Löwen.
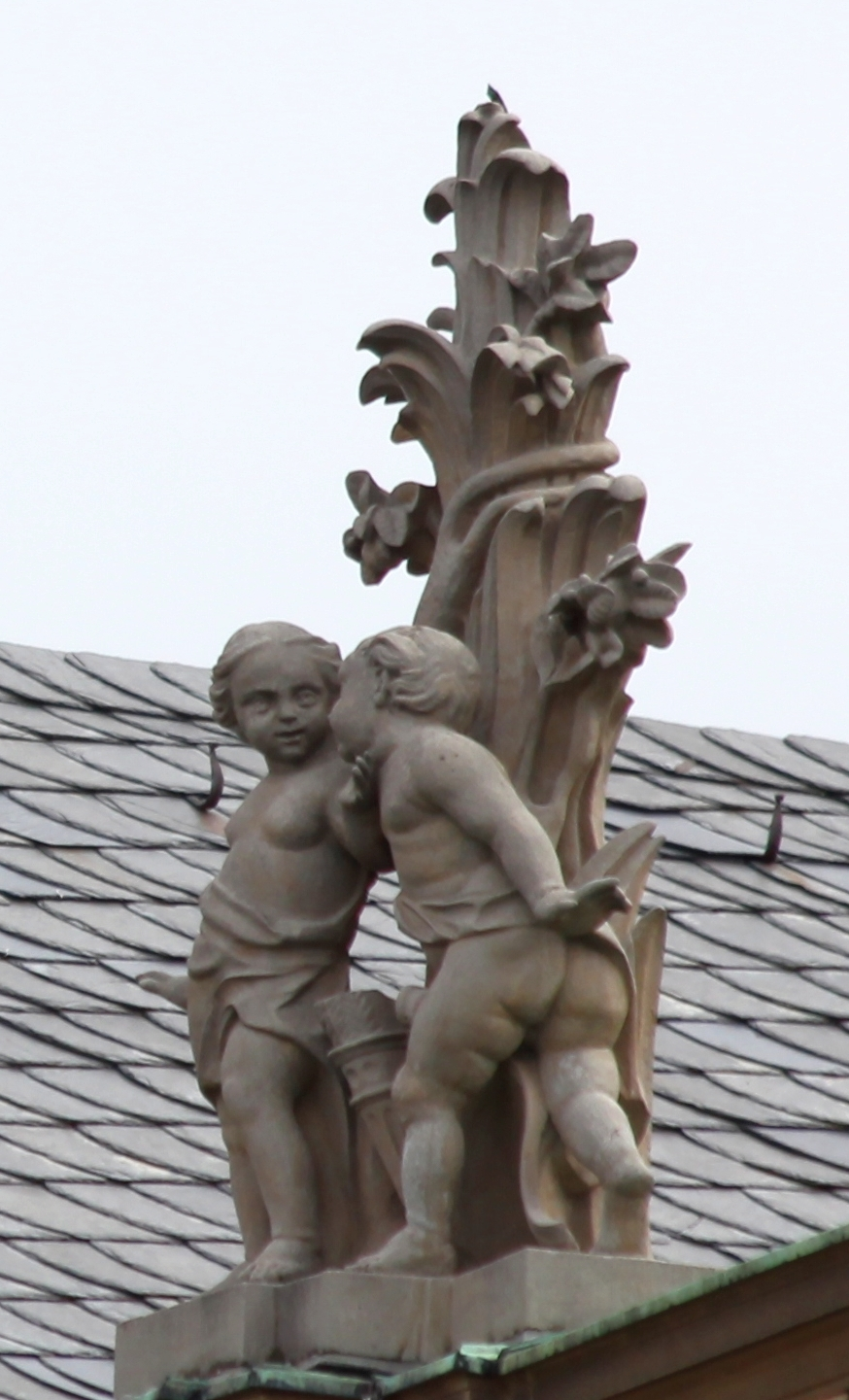
46. Trophäe: Ludus (Spiel) – 2 Putten, Baumstamm, Löwe, Widder.
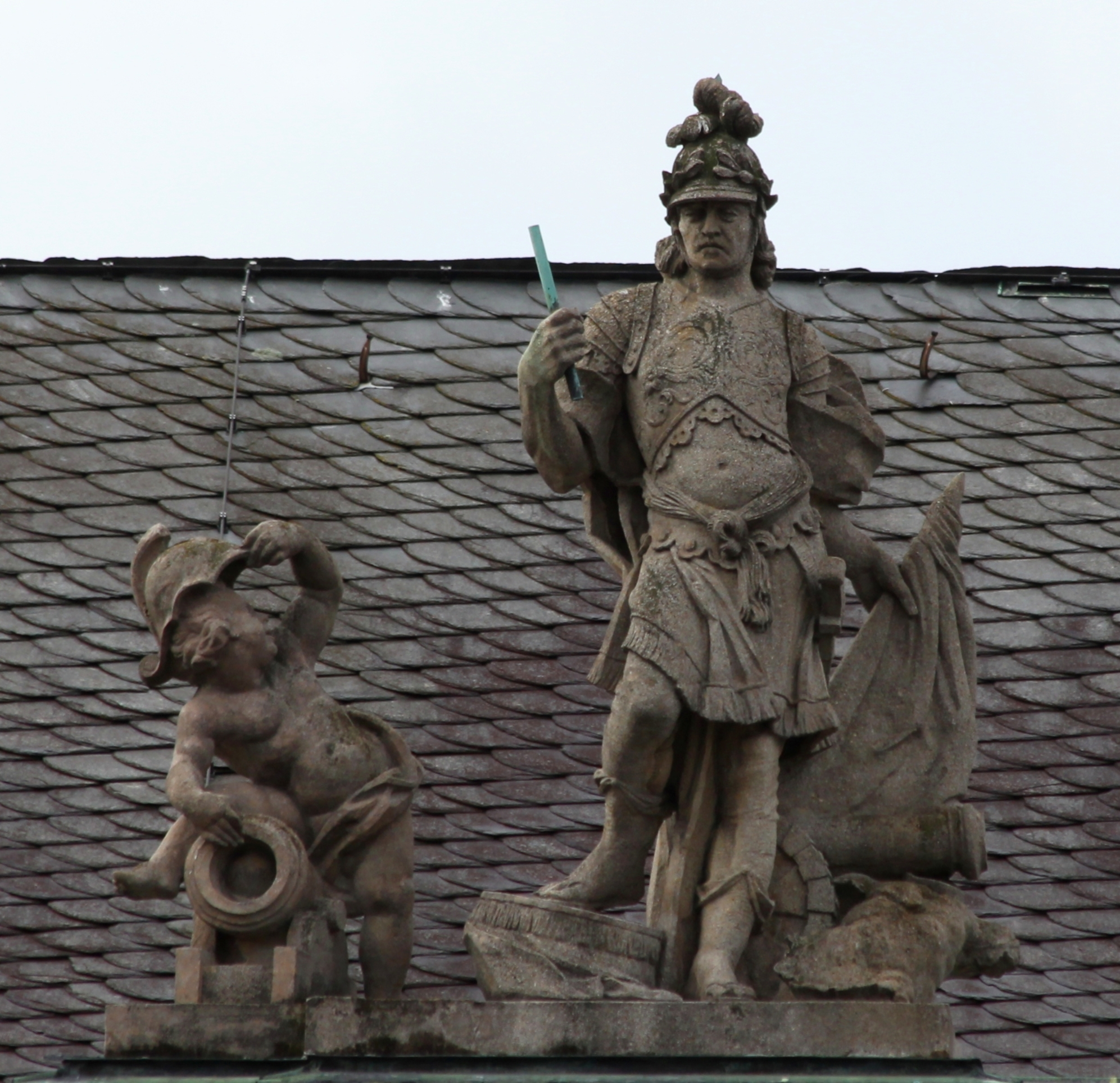
47. Militärwesen – Feldherr, Putto, Feldherrnstab, Fahne, 2 Mörser.
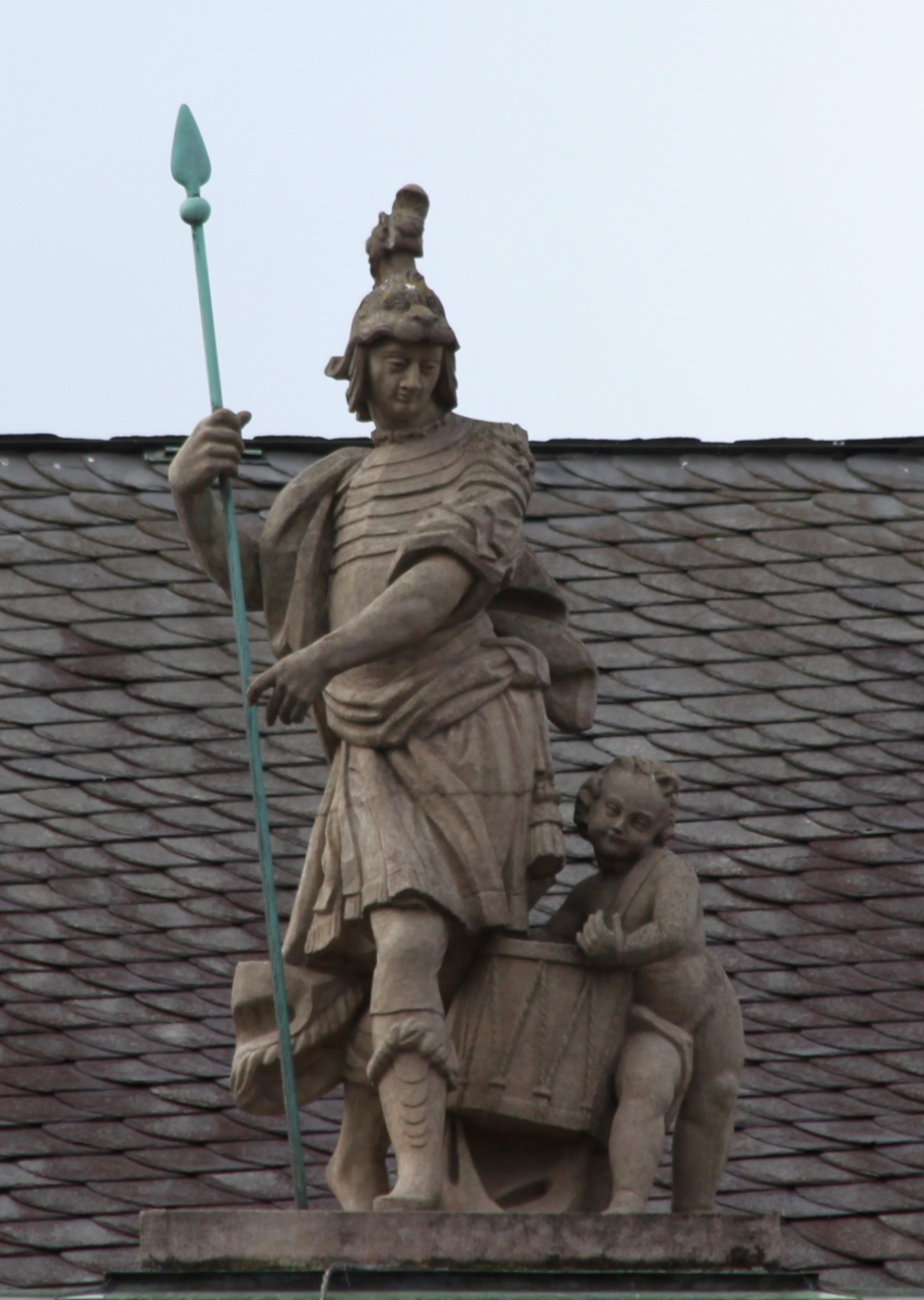
48. Militärwesen – Soldat, Lanze, Putto mit Trommel.
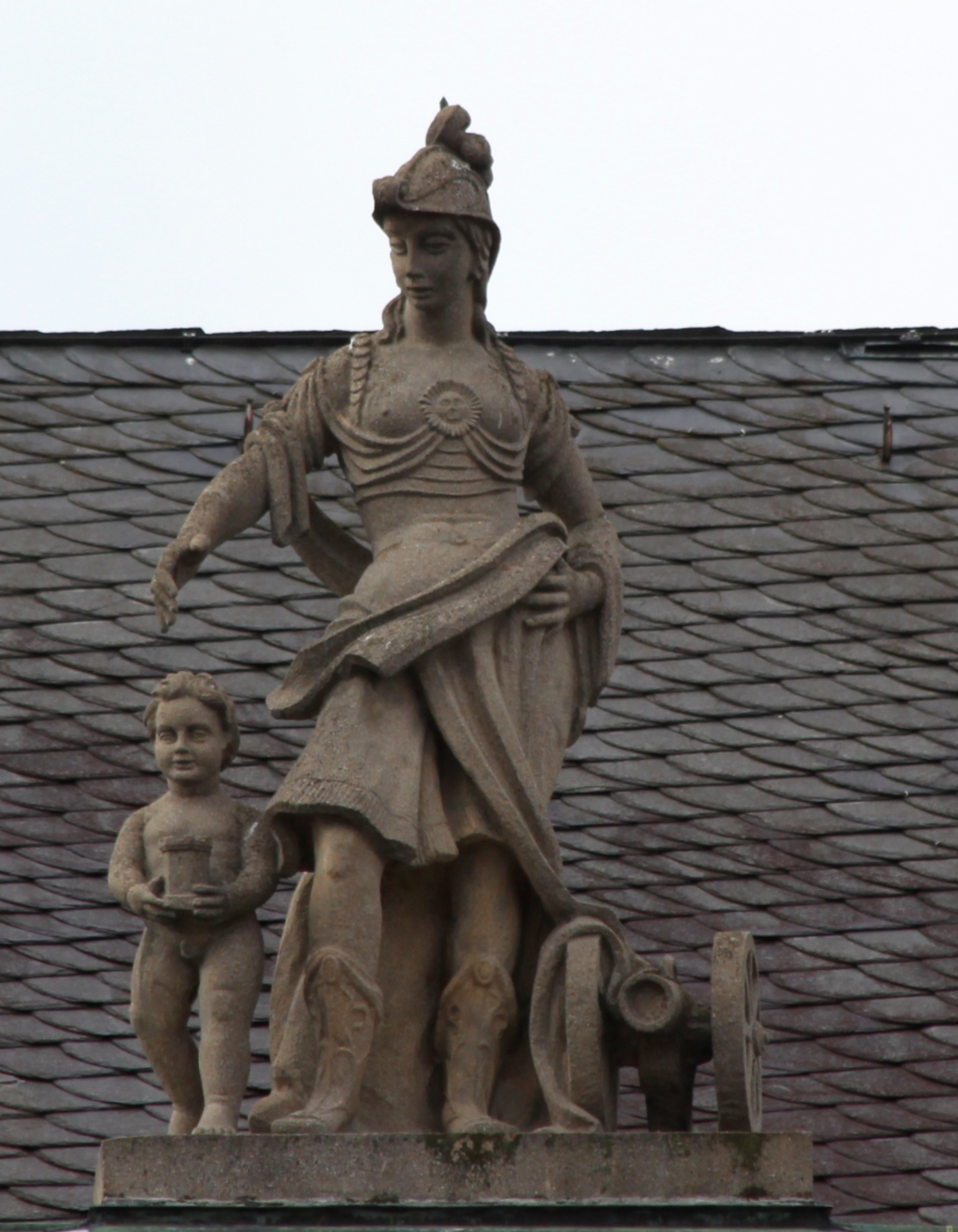
49. Militärwesen – Kriegerin, Putto mit Turm, Mörser.
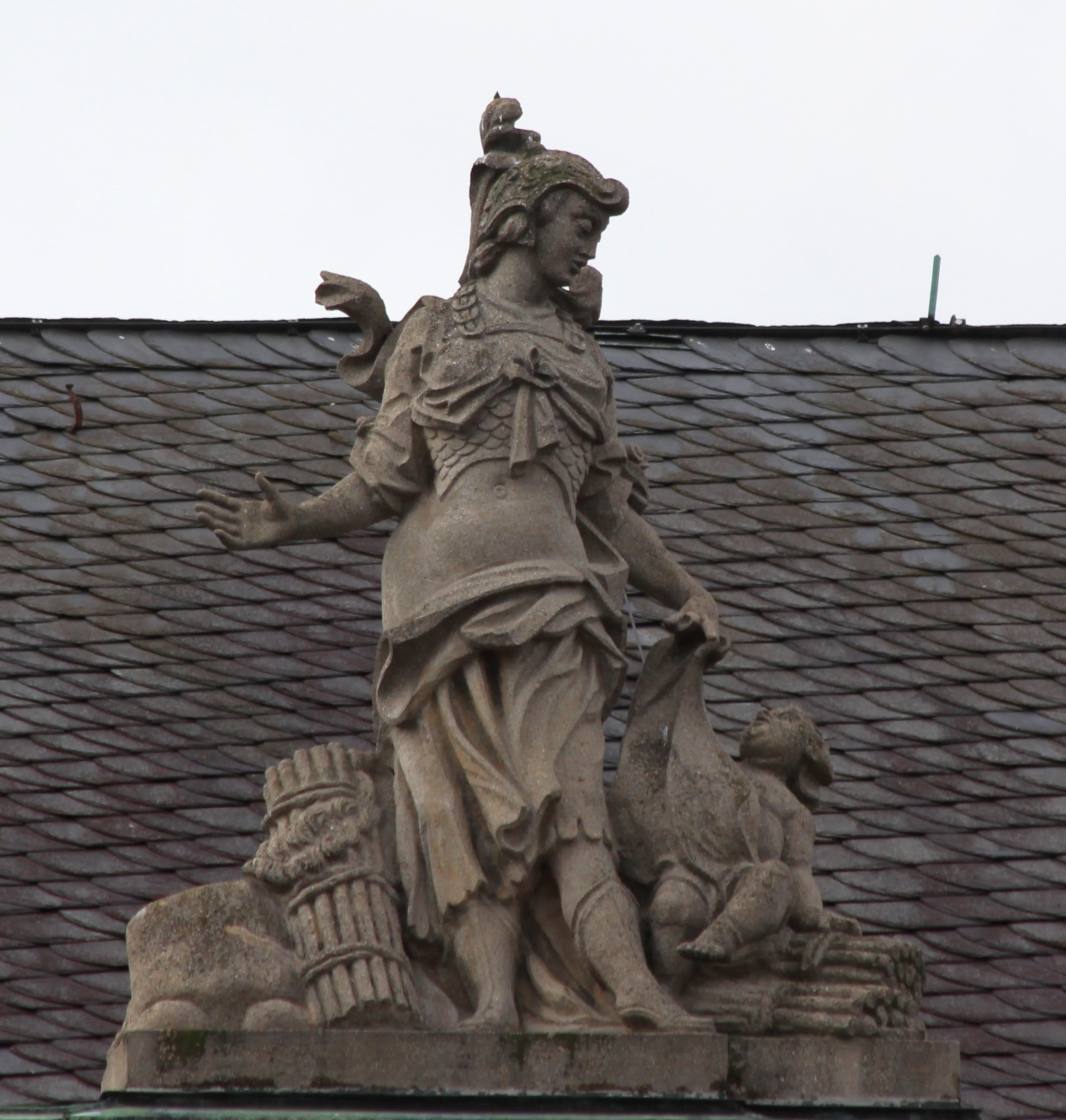
50. Militärwesen – Kriegerin, Putto, Stockbündel.
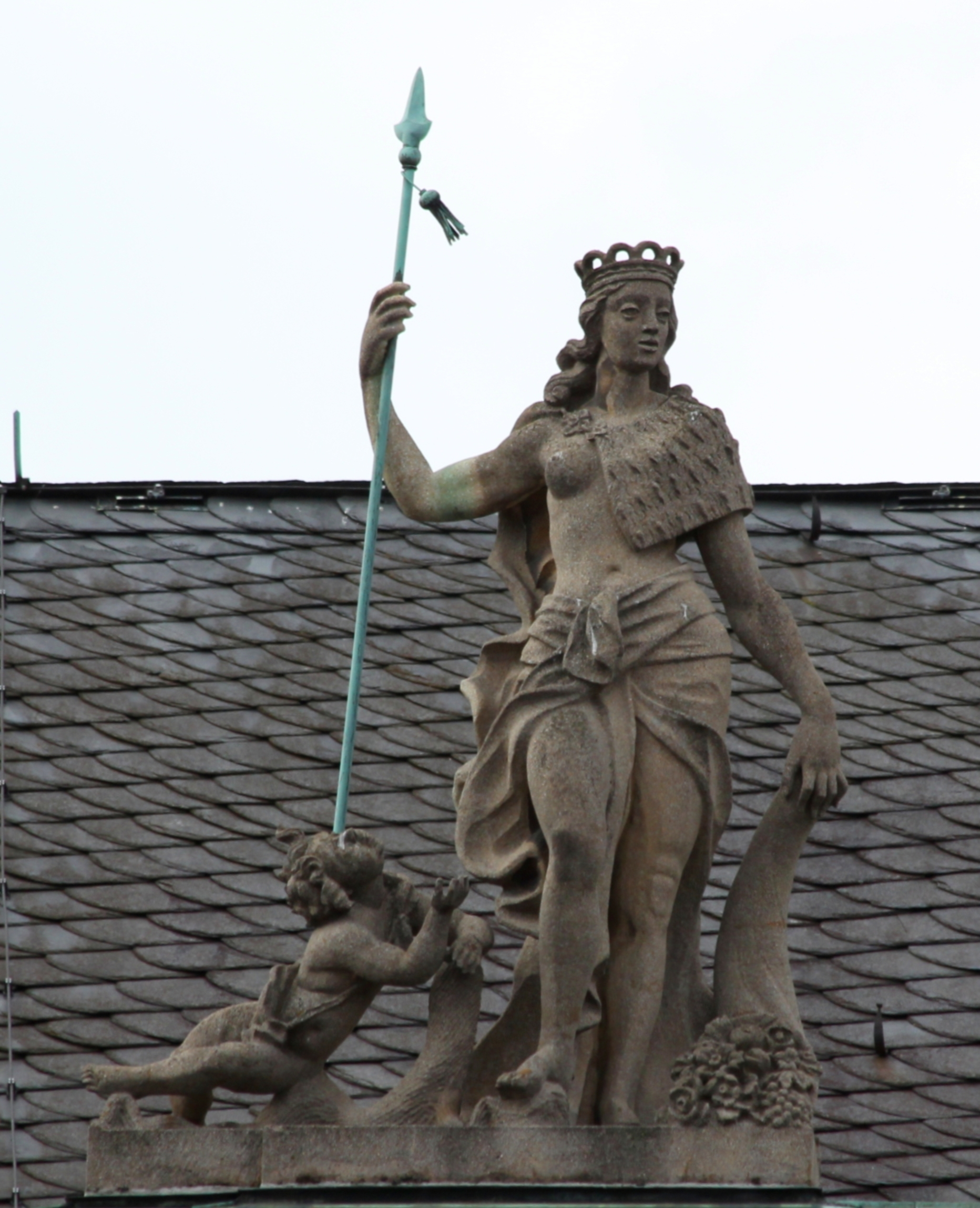
51. Kunst und Wissenschaft – Königin, Putte, Lanze, Krone, Hermelin, Füllhorn.
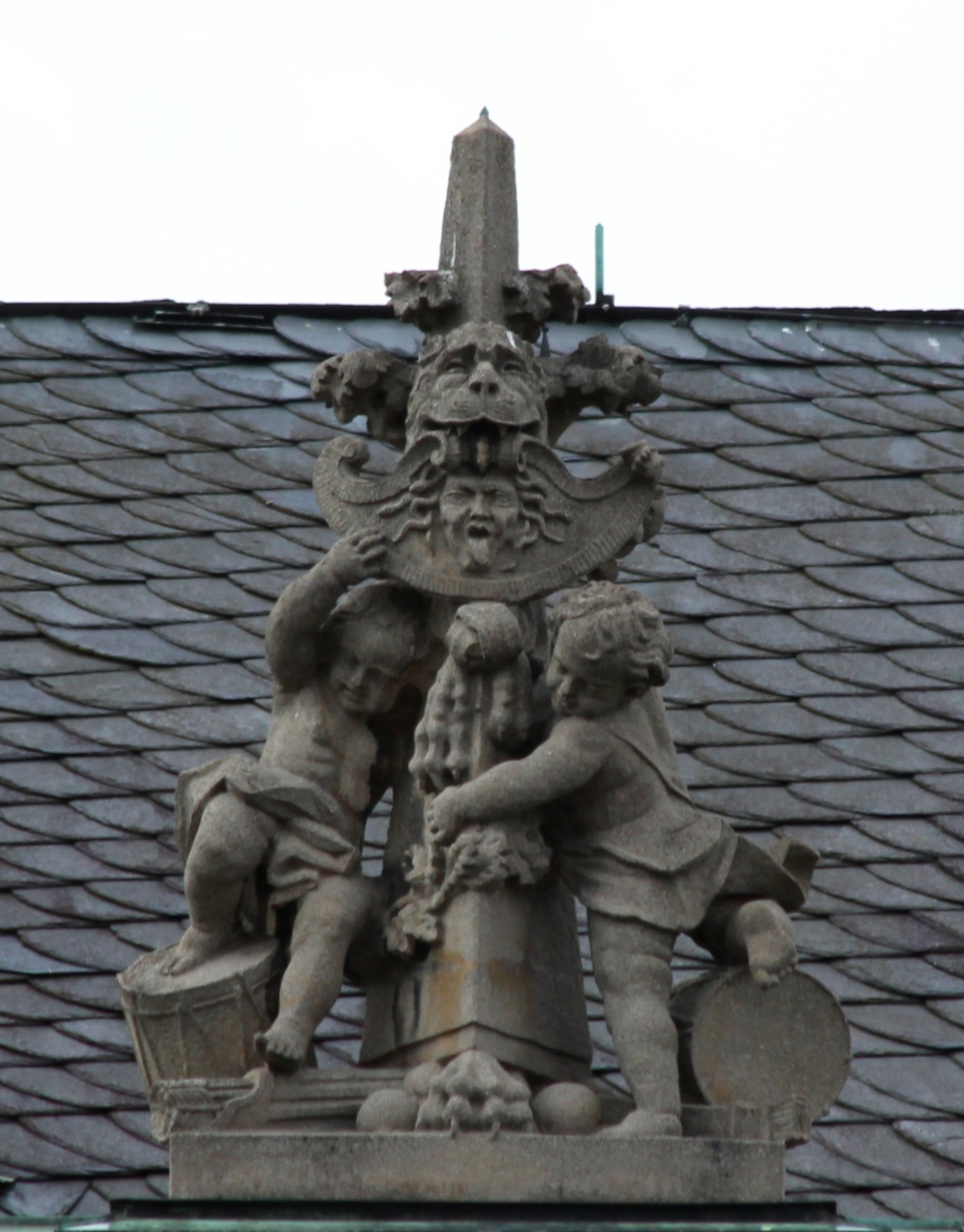
52. Trophäe –  Fiale, 2 Putten, Löwenkopf, Löwenpranke, Peltaschild mit Gorgonenhaupt, Goldenes Vlies, Kugeln.
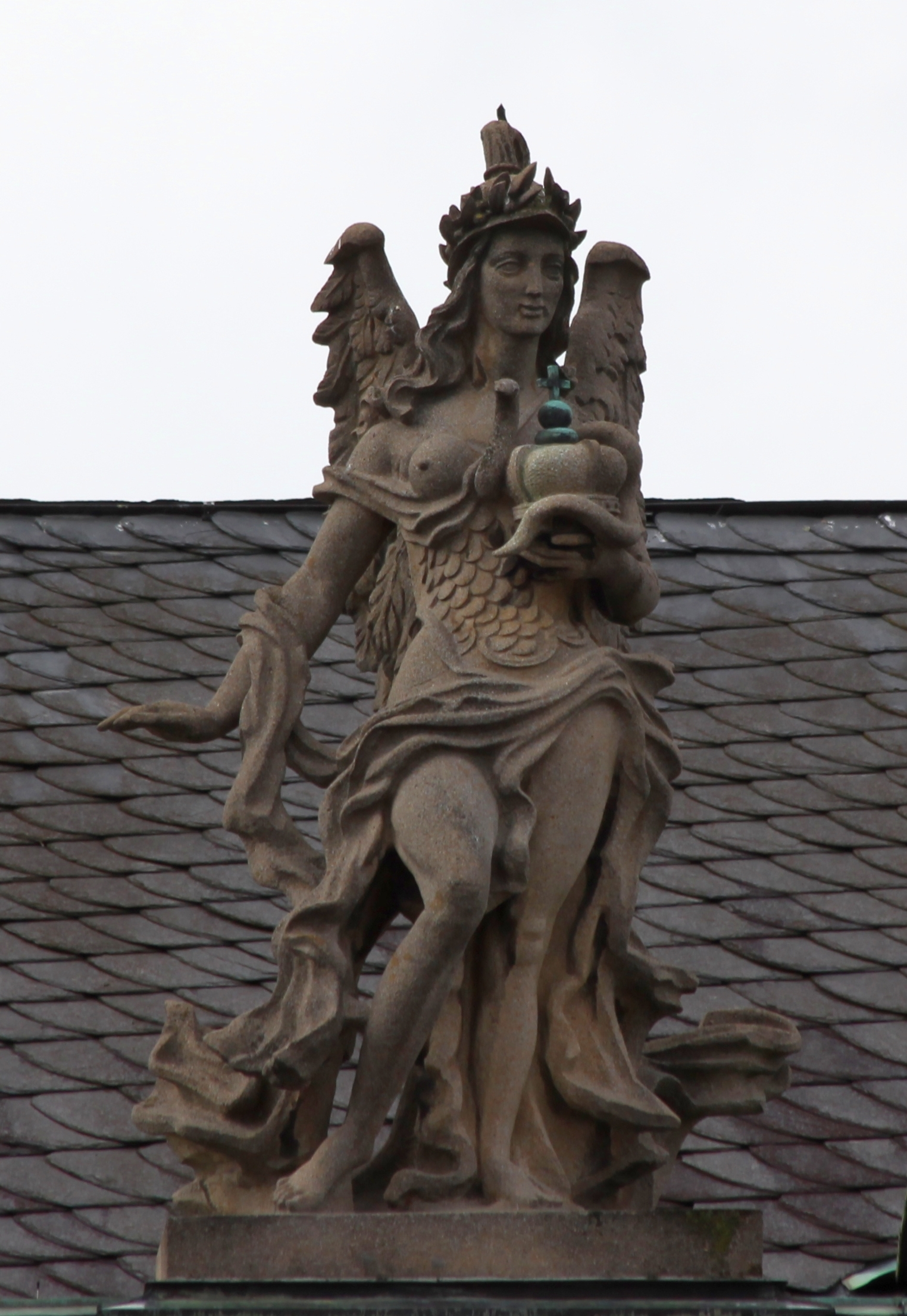
53. Herrschaft – Engel, Lorbeerkranz, Harnisch, Herzogshut, Schlange (Klugheit).
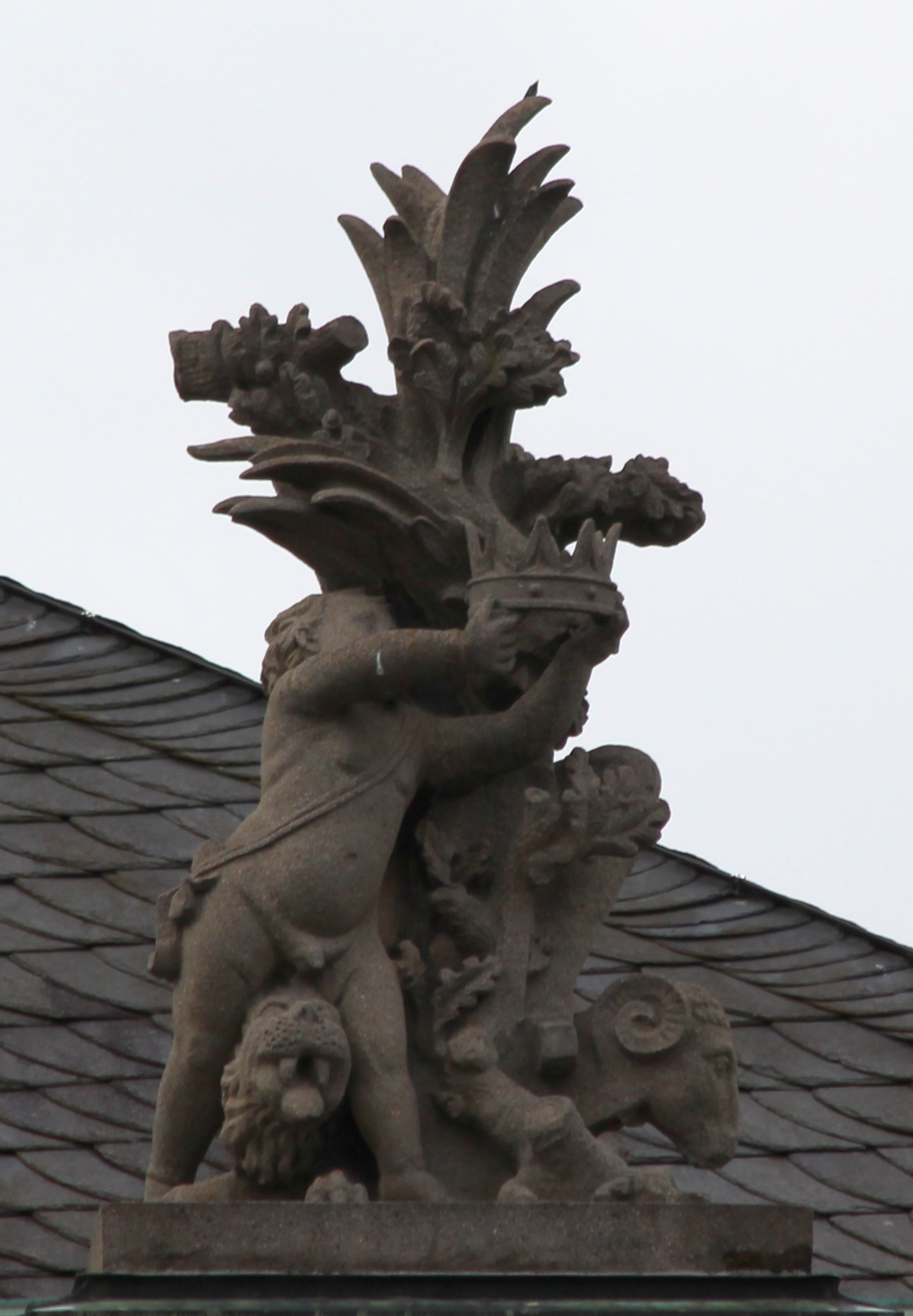
54. Trophäe –  Baumstamm, Löwe, Widder, Putto als Kronenhalter.
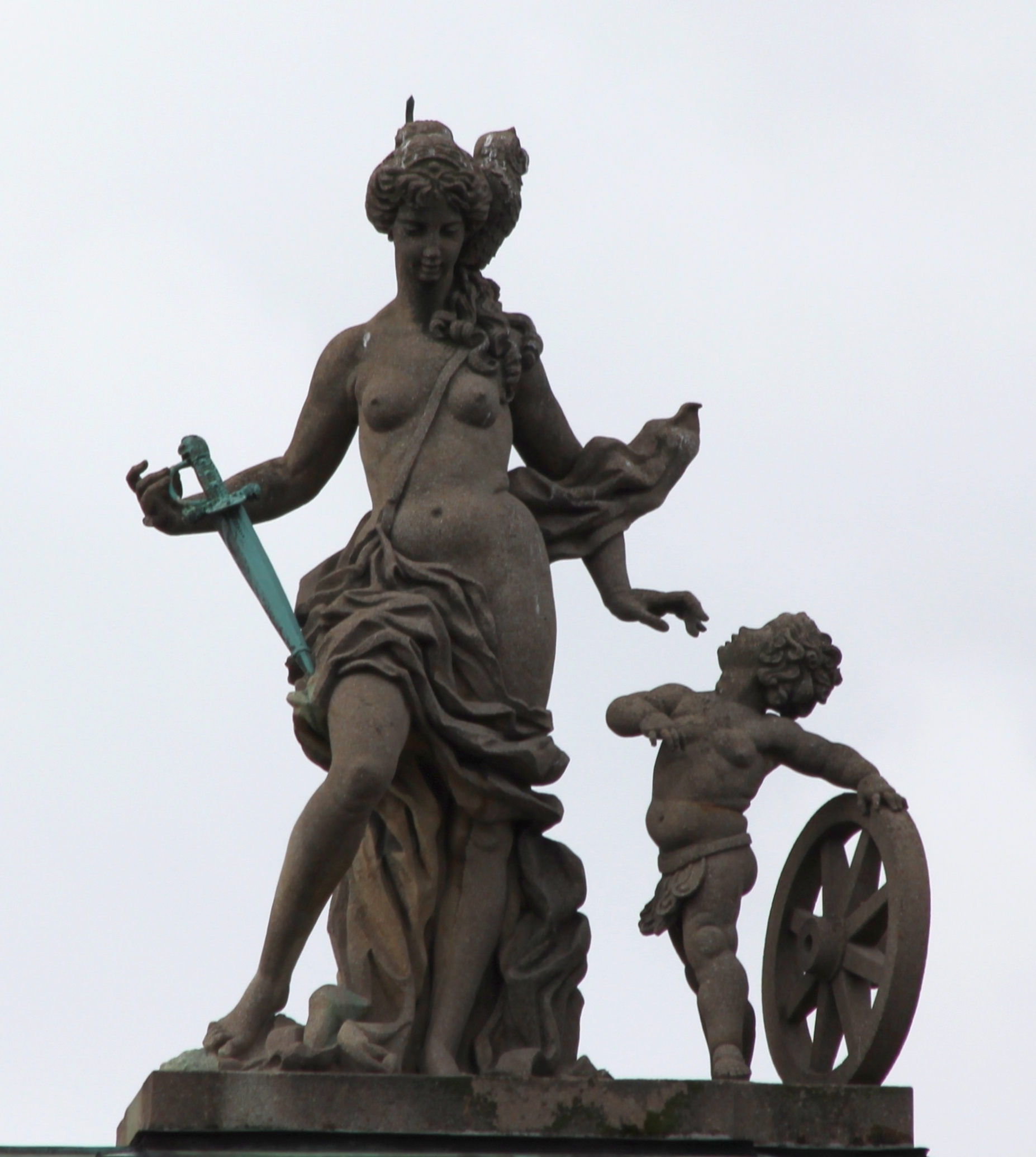
55. Justitia (Gerechtigkeit) – Putto, Richtschwert, Richtrad.
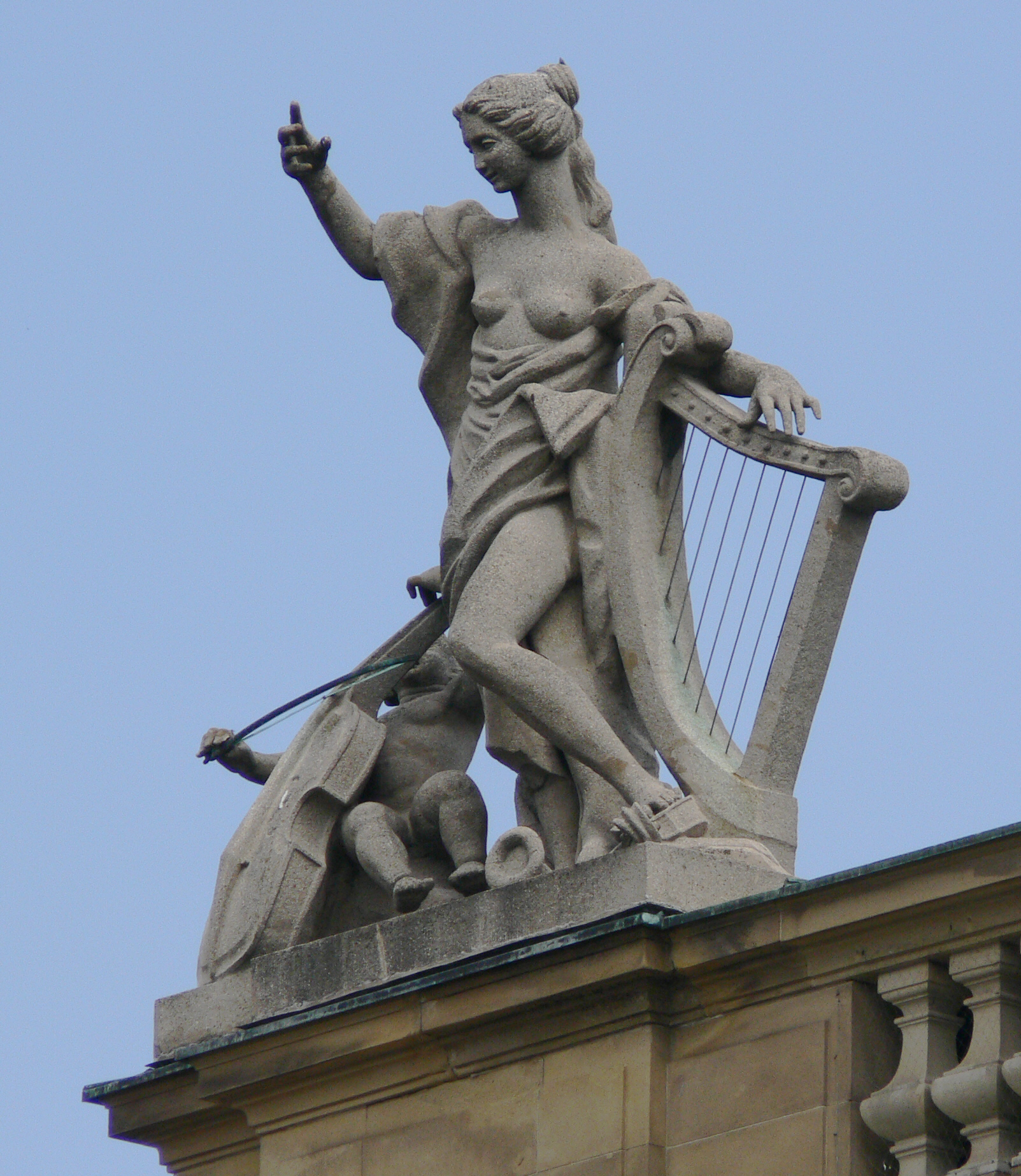
56. Musik – Putto, Leier, Cello.
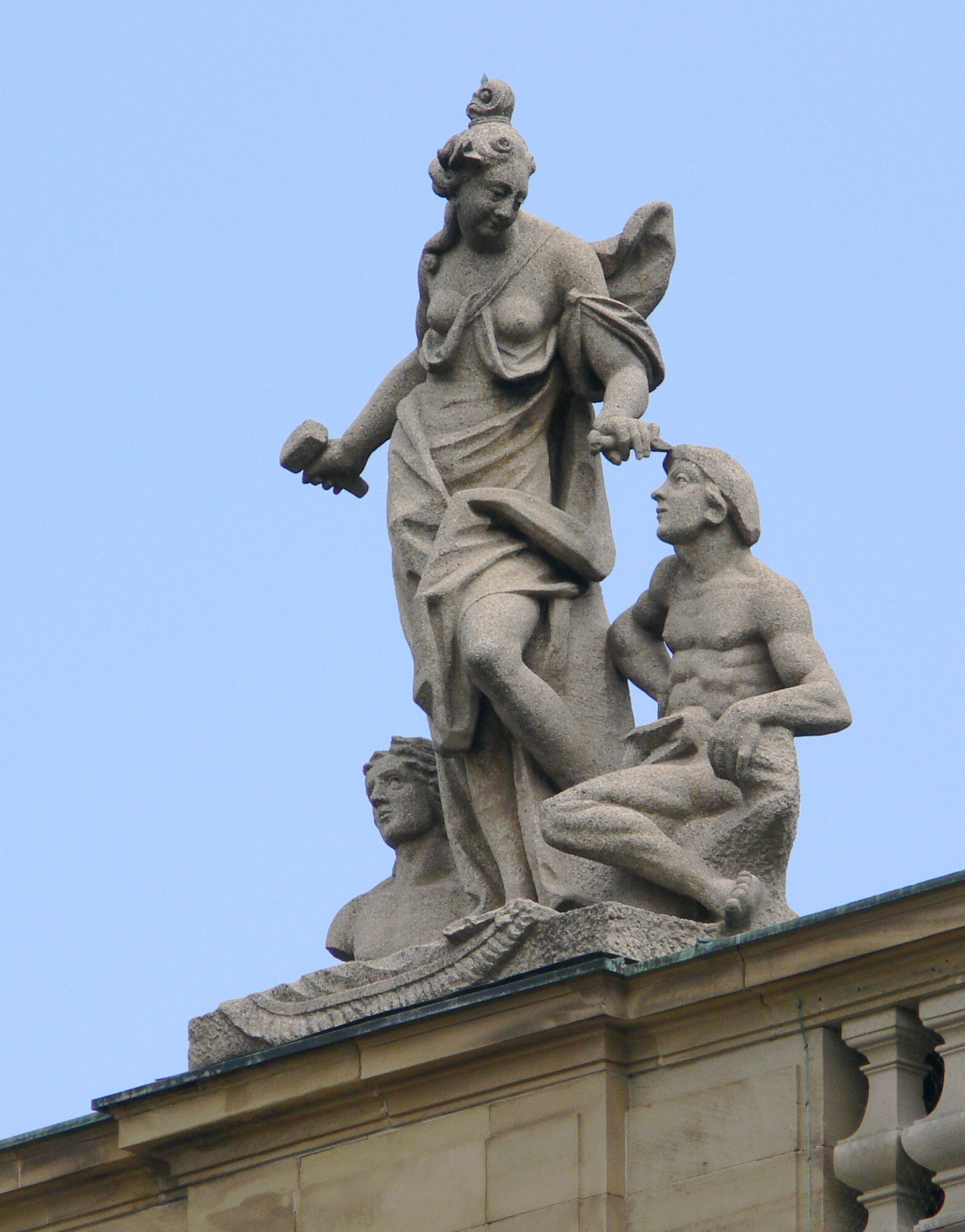
57. Bildhauerei – Hammer, Meißel, Statue, Büste.
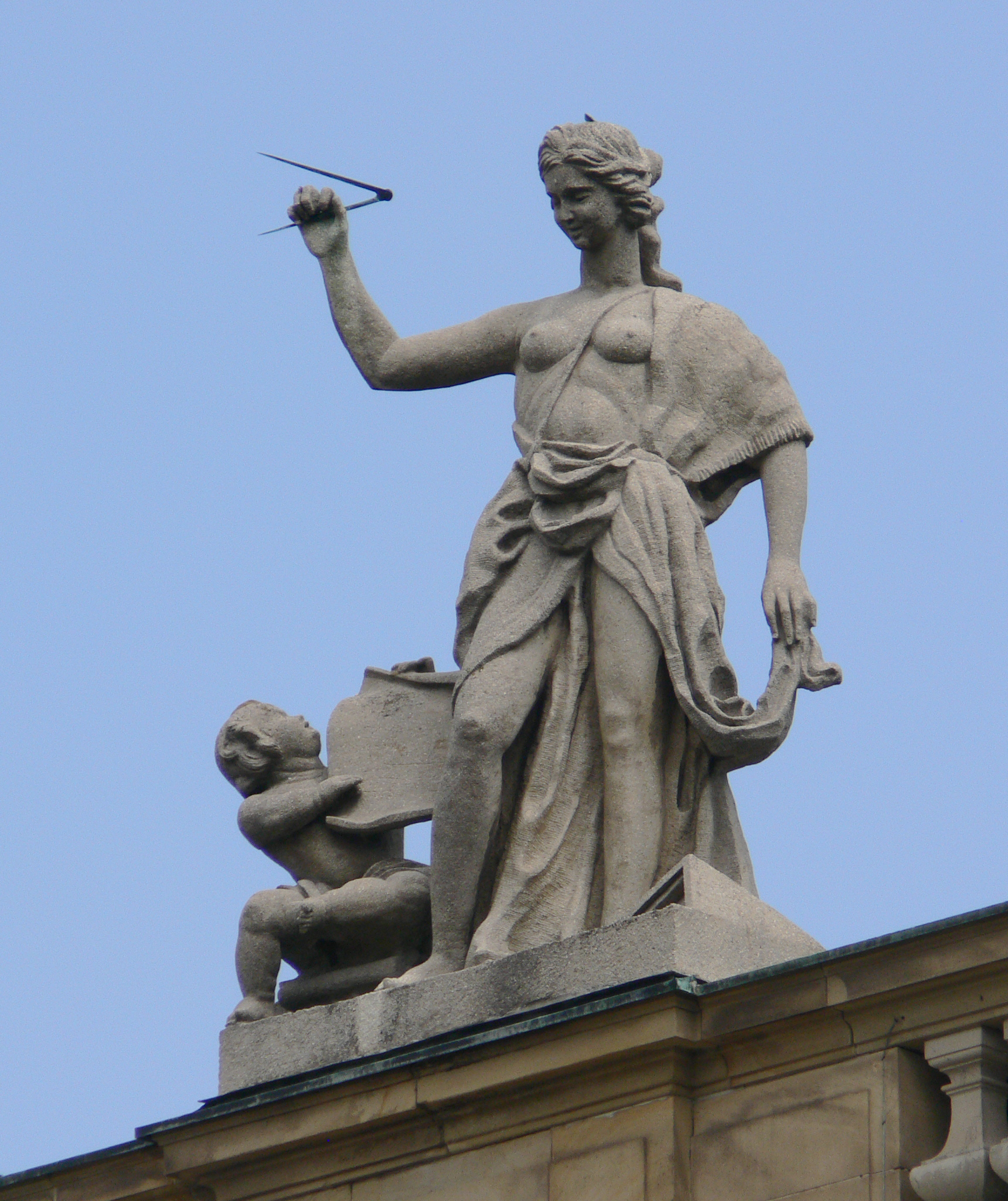
58. Architektur – Putto, Zirkel, Bauplan.
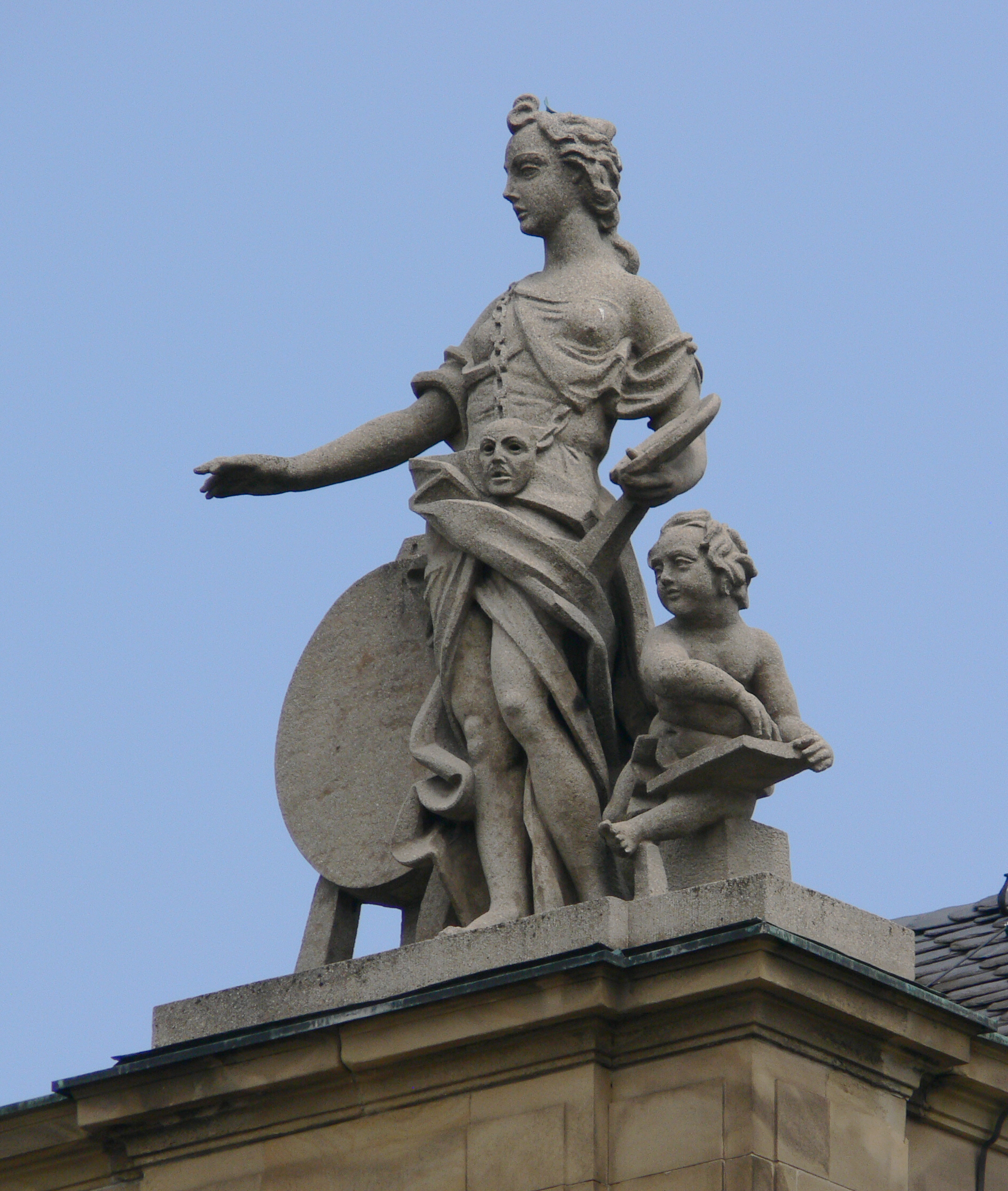
59. Malerei – Putto, Staffelei, Kette mit Maske, Skizzenbuch.

## Kunst am Bau
Dieser Abschnitt befasst sich mit Kunstwerken, die im Außenbereich des Neuen Schlosses aufgestellt sind, nicht jedoch mit dem Fassadenschmuck und den Kunstwerken im Inneren des Schlosses.
Karte mit allen Standorten

Klicken Sie in der folgenden Zeile auf OSM, Google oder Bing:
Es wird eine OpenStreetMap-Karte, eine Google-Maps-Karte oder eine Bing-Maps-Karte mit den Standorten aller Kunstwerke angezeigt.
Karte für einen Standort
- Klicken Sie in der Standortbeschreibung eines Kunstwerks auf das Symbol .

Es wird eine OpenStreetMap-Karte mit dem Standort des Kunstwerks angezeigt.
Legende
| Jahr  | Jahr der Entstehung.                         |
| Jahr~ | Ungefähres Jahr der Entstehung.              |
| Jahr– | Entstehung in oder vor dem angegebenen Jahr. |
| Jahr+ | Entstehung ab dem angegebenen Jahr.          |

Sortierung
- Eine Spalte sortieren: das Symbol  im Spaltenkopf anklicken.
- Nach einer weiteren Spalte sortieren: Umschalttaste gedrückt halten und das Symbol  anklicken.

| Abbildung                                            | Jahr      | Objekt                 | Beschreibung |
| ---------------------------------------------------- | --------- | ---------------------- | --- |
| - Herkules.                                          | 1759      | Herkules und Minerva   | Figurengruppe Herkules und Minerva von Pierre François Lejeune. Standort: rechts vom Portikus. |
| - Minerva.                                           | 1759      | Herkules und Minerva   | Figurengruppe Herkules und Minerva von Pierre François Lejeune. Standort: links vom Portikus. |
| - Hirsch.                                            | 1823      | Hirsch und Löwe        | Figurengruppe der württembergischen Wappentiere Hirsch und Löwe von Antonio Isopi. Standort: rechts am Eingang des Ehrenhofs. |
| - Löwe.                                              | 1823      | Hirsch und Löwe        | Figurengruppe der württembergischen Wappentiere Hirsch und Löwe von Antonio Isopi. Standort: rechts am Eingang des Ehrenhofs. |
|                                                      | 1760~     | Kandelaber             | Vor dem Eingang der Seitenflügel stehen am Schlossplatz je 2 fünfarmige, schmiedeeiserne Kandelaber mit quaderförmigem Sandsteinpostament. Die Kandelaber sind vegetabil gestaltet. Über einer quadratischen Plinthe, die in einen runden Tellerfuß übergeht, erhebt sich der vierfache, kannelierte Schaft, der an beiden Enden mit einem Blattkranz umhüllt ist. Dem oberen Kranz entspringen vier gebogene Arme und der höhere Mittelarm, der aus einem eigenen Blattkranz entspringt. Die fünf Arme tragen milchverglaste Sechsecklaternen. Standort: Am Schlossplatz vor dem Eingang der Seitenflügel. |
|                                                      | 1760~     | Kandelaber             | Vor dem Portikus stehen auf steinernen Sockelplatten 2 zweiarmige, schmiedeeiserne Kandelaber. Über einer quadratischen Plinthe, die in einen runden Tellerfuß übergeht, erhebt sich der Schaft, der im oberen Teil vegetabil gestaltet ist. Der kannelierte Schaftteil ist an beiden Enden mit einem Blattkranz umhüllt. Die Schaftspitze endet in einer stilisierten Eichelform. Aus dem Kranz entspringen zwei gebogene Arme mit milchverglasten Sechsecklaternen. Standort: Vor dem Portikus. |
|                                                      | 1760~     | Kandelaber             | Die Sperrketten zwischen Ehrenhof und Schlossplatz sind rechts und links der Standbilder von Hirsch und Löwe an je sechs quaderförmigem Sandsteinpostamenten eingelassen, die je 2 zweiarmigen und 4 einarmigen, schmiedeeisernen Kandelabern als Sockel dienen. Die zweiarmigen Kandelaber sind mit den Kandelabern vor dem Portikus identisch, außer dass der untere Schaftteil durch das Postament ersetzt ist. Bei den einarmigen Kandelabern erhebt sich über einer quadratischen Plinthe, die in einen runden Tellerfuß übergeht, der vegetabil gestaltete Schaft. Er ist kanneliert und an beiden Enden mit einem Blattkranz umhüllt. Die Schaftspitze endet in einer milchverglasten Sechsecklaterne. Standort: Zwischen Ehrenhof und Schlossplatz. |
|                                                      | Römerzeit | Willkommensrelief      | Römisches „Relief zweier Männer, die sich die Hand reichen“ und ein moderner Sandsteinblock mit einer Willkommensinschrift für das Römische Lapidarium. Standort: vor dem Römischen Lapidarium im Stadtflügel des Schlosses, an der Richard-von-Weizsäcker-Planie. |
|                                                      | 200~      | Jupitergigantensäule   | Nachbildung der römischen Jupitergigantensäule von Hausen an der Zaber. Standort: vor dem Römischen Lapidarium im Stadtflügel des Schlosses, an der Richard-von-Weizsäcker-Planie. |
|                                                      | 1740–1745 | Karlsschule-Relief     | Giebelrelief vom Phull’schen Pavillon der Hohen Karlsschule. Der Pavillon war dem linken Innenflügel der Karlsschule vorgelagert und ist nach dem Oberschlosshauptmann Friedrich Wilhelm von Phull benannt, der darin seinen Dienstsitz hatte. Das abgetreppte, dreieckige Giebelrelief zeigt einen ovalen Wappenschild mit dem herzoglichen Wappen, umgeben von einer Wappenkartusche aus Rollwerk. Das Wappen besteht aus einem Herzschild mit den drei württembergischen Hirschstangen und vier Wappenfeldern mit Rauten (Herzogtum Teck), Reichssturmfahne, Barben (Grafschaft Mömpelgard) und Heidenkopf (Herrschaft Heidenheim). Die militärischen Insignien rechts und links erinnern daran, dass die Vorgängerin der Karlsakademie eine Militärakademie war. Standort: Unweit des ursprünglichen Standorts in einer Nische unter der Freitreppe der Akademiefront. |
|                                                      | 1740–1745 | Karlsschule-Modell     | Ein pultartiger Ständer trägt eine Gedenktafel mit dem Modell der Hohen Karlsschule (oder Karlsakademie), die hier im Akademiegarten stand und 1960 abgerissen wurde. Die Bronzetafel zeigt das Modell der Hohen Karlsschule und den Grundriss der umgebenden Gebäude. Standort: Zwischen dem Akademiebrunnen und der Bushaltestelle der Linie 44. |
|                                                      | 1811      | Akademiebrunnen        | Der gusseiserne, grau gefasste Akademie- oder Löwenbrunnen wurde 1811 nach den Plänen des Architekten Nikolaus Friedrich von Thouret im Stil des Empire errichtet. Der Brunnen stand damals im Mittelpunkt des Innenhofs der Hohen Karlsschule (oder Akademie) und steht heute noch an der gleichen Stelle im Akademiegarten hinter dem Hauptflügel des Schlosses. Auf einem gemauerten, runden Sockel erhebt sich aus der achteckigen Brunnenwanne der pfeilerförmige Brunnenstock inmitten von vier ballspielenden Löwen, die das Wasser in die vier Himmelsrichtungen speien. Der Brunnenstock trägt an seiner Spitze einen Adler und an den Seiten vier Wappenschilde, die durch dicke Eichenblattgehänge miteinander verbunden sind. Die mit der Königskrone bekrönten Schilde tragen paarweise das württembergische Wappen bzw. König Friedrichs Monogramm FR. Um den Schaft schlingen sich vier Ketten mit dem Goldenen Adlerorden und ein Band mit vier Delphinpaaren mit Dreizack als Symbol des griechischen Wassergotts Poseidon. Das bildhauerische Beiwerk ist, abgesehen von den Löwen, in Goldbronze gefasst. Eine identische Ausführung des Brunnens steht im Hof des Ludwigsburger Schlosses. Standort: Hinter der Akademiefront des Schlosses. |
|                                                      | 1851–1854 | Diana von Gabii        | Lebensgroßes Marmorstandbild der Diana von Gabii von Ludwig von Hofer. Kopie nach der Diana, die 1792 in Gabii bei Rom gefunden wurde und sich heute im Louvre befindet. Die Göttin der Jagd trägt ein knielanges Gewand und darüber einen Umhang, den sie gerade mit einer Fibel verschließt. Standort: Wolfgang-Windgassen-Weg, Oberer Schlossgarten, zwischen Kunstgebäude und Eckensee. |
|                                                      | 1858–     | Hebe nach Thorvaldsen  | Lebensgroßes Marmorstandbild der Hebe von Ludwig von Hofer. Kopie nach der Hebe-Statue von Bertel Thorvaldsen von 1815. Die Göttin der Jugend und Mundschenkin der Götter ist mit einem bodenlangen Gewand bekleidet und hält einen Krug in der einen Hand, die abgebrochene Hand hielt eine Trinkschale. Standort: Wolfgang-Windgassen-Weg, Oberer Schlossgarten, zwischen Kunstgebäude und Eckensee. |
|                                                      | 1851–1854 | Venus von Arles        | Lebensgroßes Marmorstandbild der Venus von Arles von Ludwig von Hofer. Kopie nach der Venus-Statue, die 1651 in Arles gefunden wurde. Die Göttin der Liebe trägt ein bodenlanges Gewand, das sie fast bis zur Scham hinabgestreift hat. In den abgebrochenen Händen trug sie den Apfel, den sie beim Urteil des Paris als Siegpreis errang, und einen Handspiegel als Zeichen der Eitelkeit. Standort: Wolfgang-Windgassen-Weg, Oberer Schlossgarten, zwischen Kunstgebäude und Eckensee. |
|                                                      | 1858–     | Venus pudica           | Lebensgroßes Marmorstandbild der Venus pudica („schamhafte Venus“) von Ludwig von Hofer. Abgewandelte Kopie nach der Kapitolinischen Venus. Die fast nackt erscheinende Göttin der Liebe bedeckt schamhaft mit der rechten Hand eine Brust, mit der Linken rafft sie ihr Gewand zusammen, so dass nur ihre Scham bedeckt bleibt. Zu ihren Füßen kriecht ein Delphin als Symbol der Liebe. Standort: Wolfgang-Windgassen-Weg, Oberer Schlossgarten, zwischen Kunstgebäude und Eckensee. |
|                                                      | 1851–1854 | Venus Kallipygos       | Lebensgroßes Marmorstandbild der Venus Kallipygos („Venus mit dem schönen Hintern“) von Ludwig von Hofer. Die Göttin der Liebe trägt ein bodenlanges Gewand, das sie mit beiden Händen nach oben und zur Seite rafft, so dass nur noch die Brüste und ein Bein verhüllt bleiben. Sie wirft einen eitlen Blick über die Schulter auf ihren schönen nackten Hintern. Standort: Wolfgang-Windgassen-Weg, Oberer Schlossgarten, zwischen Kunstgebäude und Eckensee. |
|                                                      | 1857–     | Diskobolus vom Vatikan | Lebensgroßes Marmorstandbild eines Diskobolus („Diskuswerfer“) von Ludwig von Hofer. Abgewandelte Kopie nach der Diskobolus-Statue im Vatikan. Die Statue zeigt einen nackten, kraftstrotzenden Athleten in Frontalansicht, der versonnen seine Kräfte sammelt. In der Hand des hängenden linken Arms hält der eine Diskusscheibe. Er wendet den Kopf zur Seite und dreht das rechte Bein in Schrittstellung nach außen in Vorbereitung auf seinen Diskuswurf. Standort: Wolfgang-Windgassen-Weg, Oberer Schlossgarten, zwischen Kunstgebäude und Eckensee. |
| - Landeswappen, Skulptur. - Landeswappen, Zeichnung. | 1964+     | Landeswappen           | Bronzeguss des Großen Landeswappens von Baden-Württemberg von Hermann Brellochs. Auf dem Schild ruht eine Plakettenkrone der historischen Wappen des Landes, von links: Franken, Hohenzollern, Baden, Württemberg, Pfalz und Vorderösterreich. Schildhalter sind ein Hirsch für Württemberg und ein Greif für Baden. Standort: Mittelbau der Akademieseite. |

### Neue Literatur
- Uwe Bogen (Text); Thomas Wagner (Fotos): Stuttgart. Eine Stadt verändert ihr Gesicht. Erfurt 2012, S. 52–53.
- Siddhartha Manuel Finner: Die schönsten Schlösser und Burgen in Baden-Württemberg. Neues Schloss Stuttgart. 2017, pdf.
- Walther-Gerd Fleck; Franz Josef Talbot: Neues Schloß Stuttgart: 1744–1964. Braubach: Deutsche Burgenvereinigung, 1997.
- Hans Andreas Klaiber: Der württembergische Oberbaudirektor Philippe de La Guêpière: ein Beitrag zur Kunstgeschichte der Architektur am Ende des Spätbarock. Stuttgart: Kohlhammer, 1959.
- Hermann Lenz; Günter Beysiegel (Hrsg.): Stuttgart aus 12 Jahren Stuttgarter Leben. Stuttgart: Belser, 1983, S. 408–413.
- Regina Stephan: Altes und Neues Schloß Stuttgart mit ihrer Umgebung. Heidelberg 1998.
- Michael Wenger: 250 Jahre Neues Schloss in Stuttgart. Entwürfe und Ausstattungen von Herzog Carl Eugen bis König Wilhelm II. Verlag Staatsanzeiger für Baden-Württemberg, Stuttgart 1996, ISBN 3-929981-12-2.
- Michael Wenger: Ein Schloss hat viele Seiten … Über die Fassaden eines barocken Schlosses. In: Schlösser Baden-Württemberg 2001, Heft 3, 8–12.

### Ältere Literatur
- Leo Balet: Ludwigsburger Porzellan (Figurenplastik). Stuttgart 1911.
- Karl Büchele: Stuttgart und seine Umgebungen für Einheimische und Fremde. Stuttgart 1858, S. 20–54; Textarchiv – Internet Archive.
- Hans Christ, Otto Lossen: Ludwigsburger Porzellanfiguren. Stuttgart 1921.
- Georg Dehio: Handbuch der Deutschen Kunstdenkmäler. Band III. Süddeutschland. Verlag Wasmuth, Berlin 1908, S. 490.
- Eugen Dolmetsch: Neues Schloß. In: Aus Stuttgarts vergangenen Tagen (Zweiter Band von „Bilder aus Alt-Stuttgart“). Selbsterlebtes und Nacherzähltes. Stuttgart 1931, S. 30–32.
- Johann Daniel Georg von Memminger: Stuttgart und Ludwigsburg mit ihren Umgebungen. Mit einer Charte, einem Plan und einem Grundrisse. Stuttgart 1817, S. 187–245; books.google.de
- Eduard von Paulus: Die Kunst- und Altertums-Denkmale im Königreich Württemberg, Band: Inventare [Neckarkreis]. Stuttgart 1889, S. 36–37.

### Sonstiges
- Paul Faerber: Nikolaus Friedrich von Thouret. Ein Baumeister des Klassizismus. Stuttgart 1949.
- Patricia Peschel: Der Stuttgarter Hofbildhauer Johann Ludwig von Hofer (1801 – 1887), Werkmonographie. Stuttgart 2009.
- Bernhard Peter: Geschichte und Entwicklung des Wappens der Württemberger, 2012, welt-der-wappen.de.
- Inge Petzold: Wasser zu Nutz und Zier. Stuttgarter Brunnen und Wasserspiele. Motive, Gestaltung, Geschichte, Geschicke. Stuttgart 1989.
- Gustav Wais: Die Schiller-Stadt Stuttgart. Eine Darstellung der Schiller-Stätten in Stuttgart. Stuttgart 1955.